# الأردن
الأردن (رسميًا: الْمَمْلَكَةُ الْأُرْدُنِيَّةُ الْهَاشِمِيَّة) هي دولة عربية تقع في منطقة جنوب بلاد الشام غرب آسيا، تتوسط الشرق الأوسط بوقوعها في الجزء الجنوبي من منطقة بلاد الشام، والشمالي لمنطقة شبه الجزيرة العربية. تحدها سوريا من الشمال، وفلسطين (إسرائيل) والضفة الغربية من الغرب، والعراق من الشرق، وتحدها السعودية شرقًا وجنوبًا، كما تطل على خليج العقبة في الجنوب الغربي، حيث تطل مدينة العقبة على البحر الأحمر، ويعتبر هذا المنفذ البحري الوحيد للأردن. سميت بالأردن نسبة إلى نهر الأردن الذي يمر على حدودها الغربية.
تعتبر الأردن بلدًا يجمع بين ثقافات ولهجات عربية مختلفة بشكل مُلفت، ولا تفصله أي حدود طبيعية عن جيرانه العرب سوى نهر الأردن ونهر اليرموك اللذين يشكلان على التوالي جزءًا من حدوده مع فلسطين وسوريا. أما باقي الحدود فهي امتداد لبادية الشام في الشمال والشرق وصحراء النفوذ في الجنوب، ووادي عربة إلى الجنوب الغربي. تتنوع التضاريس في الأردن بشكل كبير، وأهم جباله جبال عجلون في الشمال الغربي، وجبال الشراة في الجنوب، أعلى قمة تلك الموجودة على جبل أم الدامي على ارتفاع 1854 مترًا عن سطح البحر، وأخفض نقطة في البحر الميت والتي تعتبر أخفض نقطة في العالم.
أسّس الأمير عبد الله بن الحسين عام 1921، إمارة شرق الأردن بمساعدة المملكة المتحدة وكانت خاضعة آنذاك لحكم المملكة المتحدة في منطقة فلسطين الانتدابية، استقلت عام 1946 ونودي بالأمير عبد الله ملكًا عليها، فعُرفت منذ ذلك الحين باسم المملكة الأردنية الهاشمية. النظام في المملكة الأردنية الهاشمية هو نظام ملكي دستوري مع حكومة تمثيلية. الملك يمارس سلطته التنفيذية من خلال رئيس الوزراء ومجلس الوزراء، الذي في الوقت نفسه، هو مسؤول أمام مجلس النواب (المنتخب) ومجلس الأعيان (المُعَّين من قبل الملك) الذين يشكلان السلطة التشريعية للدولة. هناك أيضًا السلطة القضائية المستقلة. الأردن عضو مؤسس في جامعة الدول العربية ومنظمة التعاون الإسلامي. يُعد الأردن دولة ذات سيادة ملكية دستورية، ومع ذلك فإن الملك يتمتع بسلطات تنفيذية وتشريعية واسعة.
يشار إلى الأردن مرارًا وتكرارًا على أنه "واحة استقرار" في منطقة مضطربة، نظرًا لأنه لم يتأثر في الغالب بأحداث العنف التي اجتاحت المنطقة في عام 2010. ومع ذلك، فإن سكان البلاد يعانون من معدلات عالية نسبيًا من البطالة والفقر.

## أصل التسمية

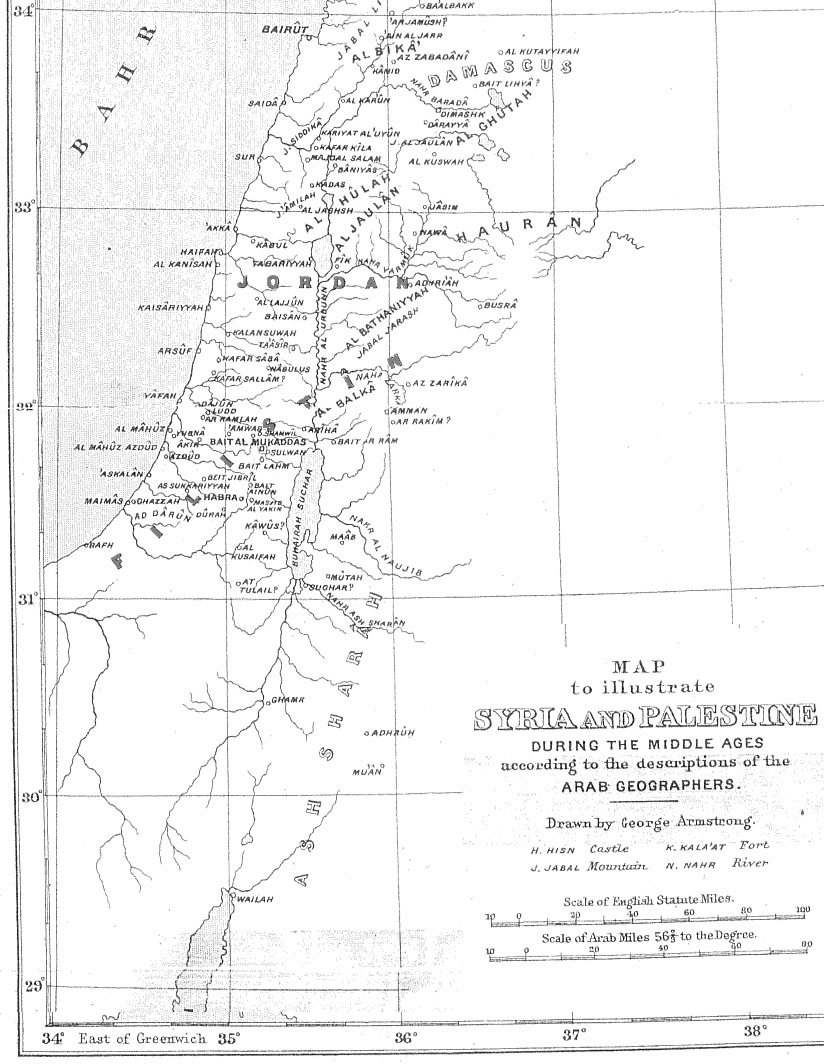
خارطة تعود إلى العام 1890 تظهر اسم "الأردن" و"فلسطين" معاً للدلالة على المنطقة شرق وغرب نهر الأردن بدون تمييز.

سميت الأردن نسبة إلى نهر الأردن. تتألف كلمة جوردان (Jordan) من "جور" و"دان" فهي جمع لاسم رافد النهر المقدس المار بالأردن جور (بانياس) ورافده دان (اللدان) فيصبح الاسم جوردان ويوردان في بعض اللغات، أصبحت مع الزمن أوردان وأردن، وأطلق العرب عليه اسم الأردن، وقد عرفت المنطقة المجاورة لنهر الأردن من منبعه إلى مصبه على الجانبين باسم "الأردن" واسم "فلسطين" على حد سواء. وتعني كلمة "الأردن" الشدة والغلبة وقيل أن الأردن أحد أحفاد نوح. ويذكر قاموس الكتاب المقدس أن الأُرْدُنّ اسم عبري معناه الوارد المنحدر، وهو أهم أنهار بلاد الشام. الاسم الإغريقي للأردن هو يوردانيم (jordanem) وجوردن (Jordan) ومعناها المنحدر أو السحيق. وأطلق اليونان والرومان على بلاد الأردن لفظ ثيم الأردن وهو مسمى عسكري حيث كانت الأردن مقرا لمقاطعة عسكرية، كما أطلق الفاتحون العرب على مناطق الشام اسم الأجناد، وكان من بينها جند الأردن الذي كان يضم جزءا من جنوبي لبنان، وشمالي فلسطين، وكذلك أجزاء من سوريا. أما مسمى شرقي الأردن؛ فقد عرف لأول مرة في العهد الصليبي، وأن أول تسمية بهذا المعنى نقلها وليم الصوري، مؤرخ مملكة بيت المقدس اللاتينية، فقد أطلق عليها ultra jordanem وذكر أنها تشمل بلاد؛ جلعاد، وعمون، ومؤاب، ويطلق عليها أحيانا اسم ترانس جوردن trans Jordan التي تعني بلاد ما وراء النهر، عبر الأردن، أو شرقي الأردن أيضا، وعندما أسس الملك عبد الله بن الحسين الإمارة الأردنية أطلق على البلاد اسم إمارة الشرق العربي ثم استقلت الإمارة تحت اسم إمارة شرق الأردن. بعد ذلك أصبحت تعرف باسم المملكة الأردنية الهاشمية، والمملكة لأن نظام الحكم فيها ملكي، والهاشمية نسبة إلى بني هاشم لأن ملوك الأردن أصولهم من هاشم الجد الأكبر للرسول محمد.

## التاريخ
عاش الإنسان على أرض الأردن في فترات متعددة تمثلت منذ العصر الحجري القديم (500.000-14000) قبل الميلاد والعصر الحجري الأوسط (14000-8000) قبل الميلاد حيث عثر على فؤوس يدوية ثنائية الوجه مصنوعة من الصوّان والبازلت، وكان جو الأردن ماطرًا دائمًا ويعيش الإنسان على صيد الحيوانات البرية وجامعاً النباتات البرية.
في العام 2018 أعلن باحثون عن عثور بقايا متفحمة لخبز تم إعداده قبل 14500 عام في موقع شمال شرق الأردن، والذي تبين لاحقاً أنه الأقدم في العالم، أي قبل ما يزيد عن أربعة آلاف عام من اكتشاف الزراعة. ويشكل هذا "الحدث الاستثنائي" دافعا للعلماء إلى البحث عن علاقة ارتباط بين إنتاج الخبز ونشأة الزراعة.
استمرّ نشاط الإنسان والعيش على أرض الأردن وصولاً إلى العصر الحجري الحديث المبكر (8000-6000) قبل الميلاد والعصر الحجري الحديث اللاحق (6000-4500) قبل الميلاد حيث شهدت البلاد بعض التطورات في جوانب متعددة من الحياة. عاشت ممالك كبرى على هذا الجزء من الأرض مثل مملكة الأنباط التي كانت عاصمتها البتراء، المؤابيين والأدوميون والبيزنطيون والرومان. ما زالت آثار الإمبراطورية الإسلامية ظاهرة للعيان، وآثار الإمبراطورية العثمانية كذلك. وافقت الأمم المتحدة يوم 25 مايو 1946 بعد نهاية الانتداب البريطاني الاعتراف بالأردن كمملكة مستقلة ذات سيادة. 

### الفترة القديمة

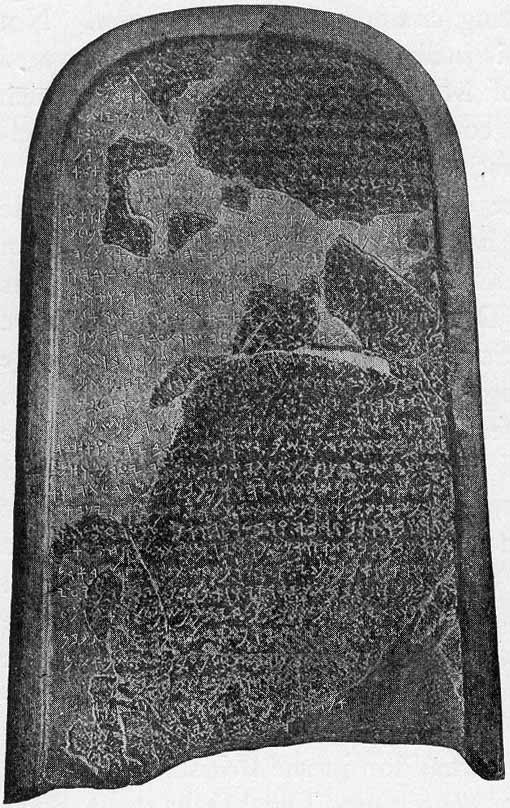
مسلة الملك ميشع ملك المؤابيين.

كانت الأردن ومنذ أقدم العصور مأهولة بالسكان بشكل متواصل. وتعاقبت عليها حضارات متعددة، وقد استقرت فيها الهجرات السامية التي أسست تجمعات حضارية مزدهرة في شماله وجنوبه وشرقه وغربه، فقد شهدت الأردن توطُّن حضارات وقيام ممالك كبرى صبغت بقوتها تاريخ تلك الحقب. سكن شعب العموريين الذين هم أشقاء الكنعانيين في الأردن، واتخذ الكنعانيون فلسطين بلداً لهم وسمِّيت أرض كنعان، بينما سُمِّيت الأردن تحت عناوين عدة، حسبما نجده في أسفار العهد القديم نفسها: الاسم العام هو بلاد عبر الأردن (Trans Jordan)، أما الأسماء الأخرى للأردن فقد كانت تسمى على اسم الممالك التي كانت تسكنها، والاسم الخاص هو المناطق الجغرافية وهي مكونات البلاد التي قامت بها هذه الممالك، وسمِّيت كل مملكة وشعبها باسم تلك المنطقة مثل الأدوميون (نسبة إلى أدوم) والمؤابيون (نسبة إلى مؤاب)، والحشبونيين (نسبة إلى حشبون ـ حسبان الحالية)، والعمونيون (نسبة إلى ربة عمون ـ عمان الحالية). والباشانيون (نسبة إلى باشان وهي بيسان الحالية). ومملكة الأنباط نسبة إلى اسمهم وليس إلى اسم المكان. فقد جاءت هذه القبائل العربية مهاجرة من جزيرة العرب وحطّت رحالها في أرض الأردن واستوطنت كل واحدة منها دياراً يفصلها عن الأخرى معالم طبيعية وكانت العلاقة بينهم ودية، وكانت هذه القبائل قد ظهرت في الأردن منذ حوالي ألفي سنة قبل الميلاد، في وقت واحد تقريباً. فقد سكنه الأدوميون وكانت عاصمتهم بصيرا التي تقع حالياً في محافظة الطفيلة، ومملكة المؤابيون التي كانت عاصمتها ديبون شمال وادي الموجب، ثم انتقلت إلى قبر حارسة (الكرك) زمن الملك ميشع. كانت الكرك وذيبان العاصمتين الرئيسيتين لهم وكان الإله لكموش أهم إله عند المؤابيين، وكان ميشع أعظم ملك من ملوكهم الذي دوّن انتصاراته وإنجازاته على حجر ذيبان. وقد تعاقب على احتلالها فيما بعد كل من الآشوريين، والبابليين، وصارت مملكة مؤاب ولاية بابلية زمن الملك نبوخذ نصر.

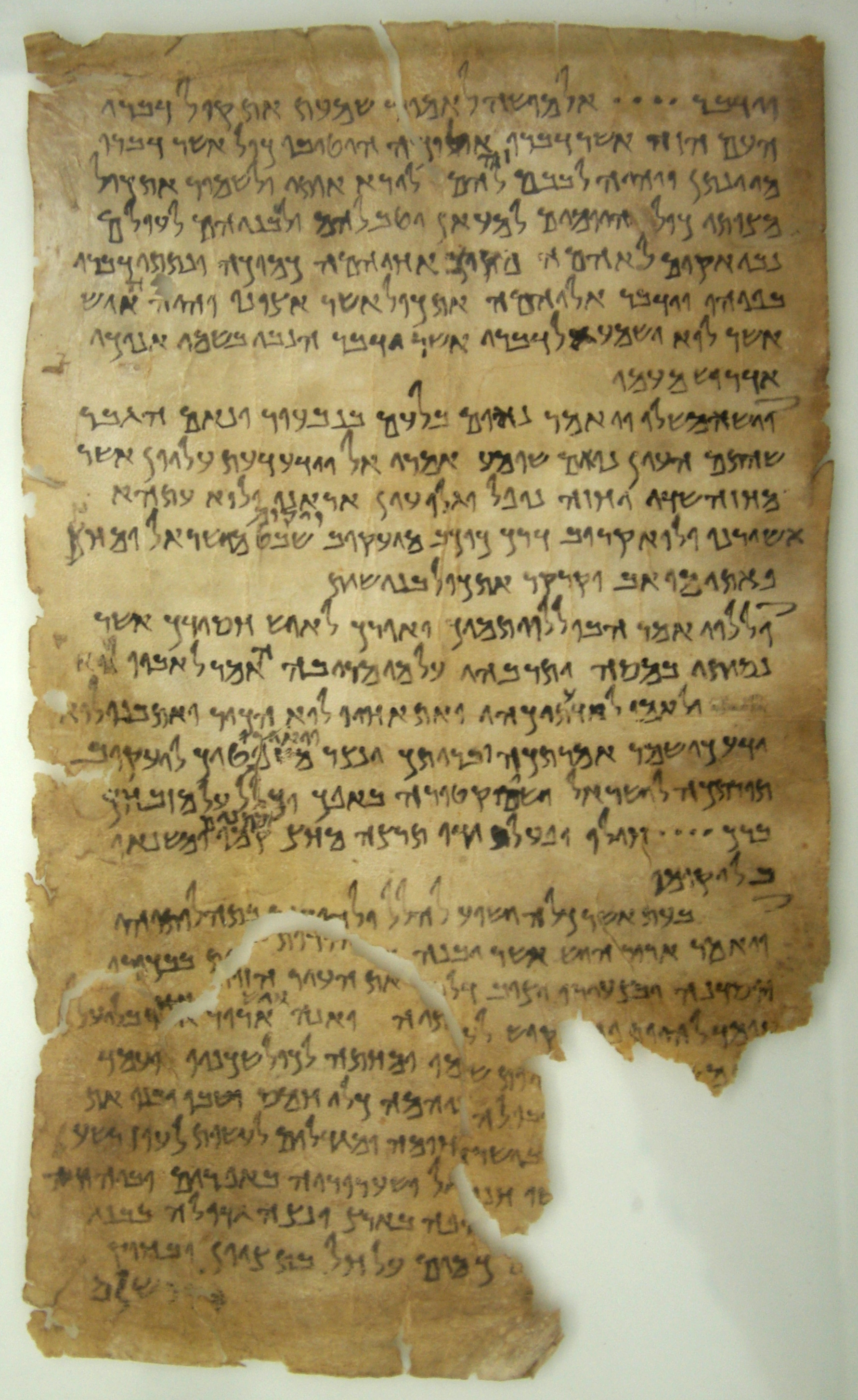
لفائف البحر الميت في عمان، الأقدم في التاريخ. تبين بثلاث لغات نشوء اليهودية والمسيحية.

كانت عمون أو ربة عمون المعروفة الآن بعمان عاصمة للدولة العمونية، وكان العمونيون يتمركزون في شمال ووسط الأردن وتحتفظ عمان بموقع العاصمة القديمة. أسس العمونيون دولتهم حوالي سنة 1250 ق.م، وعاشوا حياة البداوة وكونوا دولة قوية امتدت حدودها من الموجب جنوباً إلى سيل الزرقاء شمالاً ومن الصحراء شرقاً إلى نهر الأردن غرباً. وبحكم موقع عمان الجغرافي الاستراتيجي طمع فيها الغزاة فتعرضت مملكة العمونيين للغزو والدمار لكنها كانت تضمد جراحها وتعيد بناء مدنها. وكان "طوبيا العموني" آخر ملك حكم دولة العمونيين وارتبط اسمه بآثار عراق الأمير وقصر العبد في وادي السير.
بالنسبة لمنطقة عمان فقد كانت معمورة في العصر الحديدي (1200 ق.م-330 ق.م) وتميزت هذه الفترة باستخدام العجلة لصناعة الفخار، وفي هذا العصر شهدت المنطقة تطورا في استخدام الحديد في صناعة الأسلحة والأدوات المنزلية. وبرز جبل القلعة في عمان مقر عاصمة العمونيين. وما زالت بقايا قصور العمونيين ماثلة في جبل القلعة، منها جدران الأسوار، والآبار المحفورة في الصخر الجيري. كما عُثر في جبل القلعة على أربعة تماثيل لملوك العمونيين تعود إلى القرن الثامن ق.م، ووجدت تماثيل أخرى في ضواحي عمان في خربة الحجاز وأبو علندا وعرجان. بعد سقوط العاصمة الآشورية نينوى، ثارت جميع الشعوب التي كانت تخضع للآشوريين، ففر آخر ملوك آشور (أباليت) إلى حران، وأصبحت السيطرة للبابليين بعد الآشوريين الذي سرعان ما حاولوا الاستحواذ على شرقي المتوسط ومنها شرقي الأردن، فتآلف ملوك مؤاب وعمون وصور وصيدا لصد هجمات بابل، إلا أن الملك البابلي نبوخذ نصر تمكن من الانتصار عليهم والوصول إلى القدس سنة 586 ق م، ثم تمكن من إخضاع صيدا ومؤاب وعمون، فيما بقي محاصرا صور لمدة ثلاث عشرة سنة، إلى أن أخضعها. وقد سبى نبوخذ نصر عددًا كبيرًا من اليهود من القدس وفلسطين إلى بابل، إلا أن بابل ما لبثت أن سقطت في أيدي الفرس سنة 540 ق م. وبقيت الأردن تحت حكم الفرس إلى أن جاء الإسكندر الأكبر عام 333 ق م، وانتصر على داريوس ملك الفرس وبسط النفوذ اليوناني على الأردن والبلدان المجاورة. بعد وفاة الإسكندر انقسمت الإمبراطورية اليونانية إلى ثلاثة أجزاء: فكانت مصر من نصيب البطالمة، أما بلاد الشام فكانت من نصيب السلوقيين، إلا أن بطليموس تمكن عام 312 ق م من ضم جنوبي بلاد الشام أي الأردن وفلسطين لتصبح جزءا من دولة البطالمة الذين يتمركزون في مصر،  حيث أولاها اليونانيون أهمية كبرى، إذ صارت من ممتلكات بطليموس المصري، حيث أُعيد بناؤها، وأطلقوا اسماً جديداً عليها وهو: فيلادلفيا بدلاً من ربة عمون. بقي اليونانيون في عمان مدة تقارب مائة عام بعد هذا الاحتلال حتى طردهم منها الأنباط التي نشأت مملكتهم بعد استيلائهم على دولة الأدوميين، حيث وصلت حدود مملكة الأنباط من خليج العقبة إلى نهر اليرموك ومن وادي السرحان في البادية شرقاً إلى نهر الأردن وغور الأردن غرباً.

### العرب الأنباط والرومان والبيزنطيون

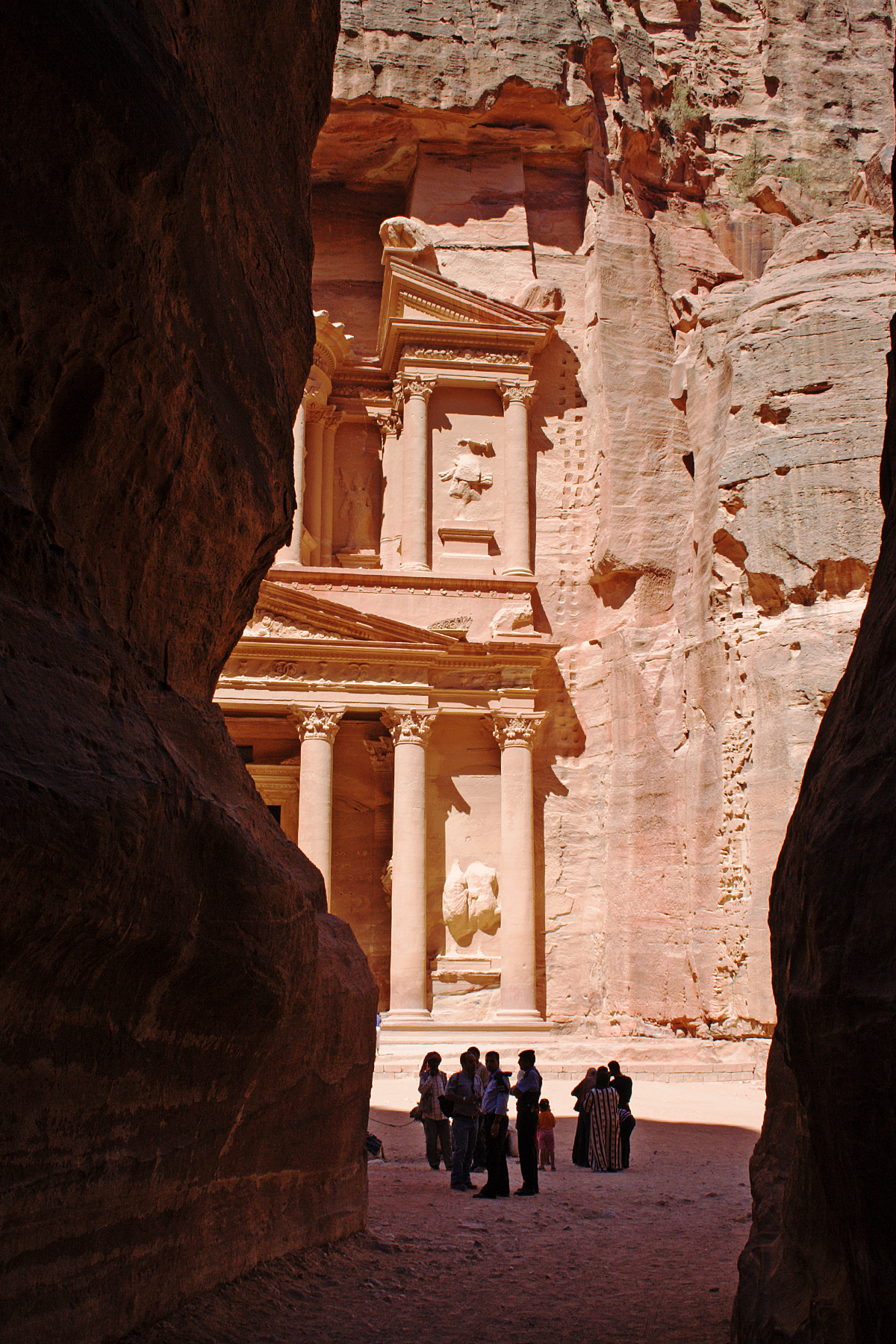
سيق البتراء، أحد عجائب الدنيا السبع الجديدة.

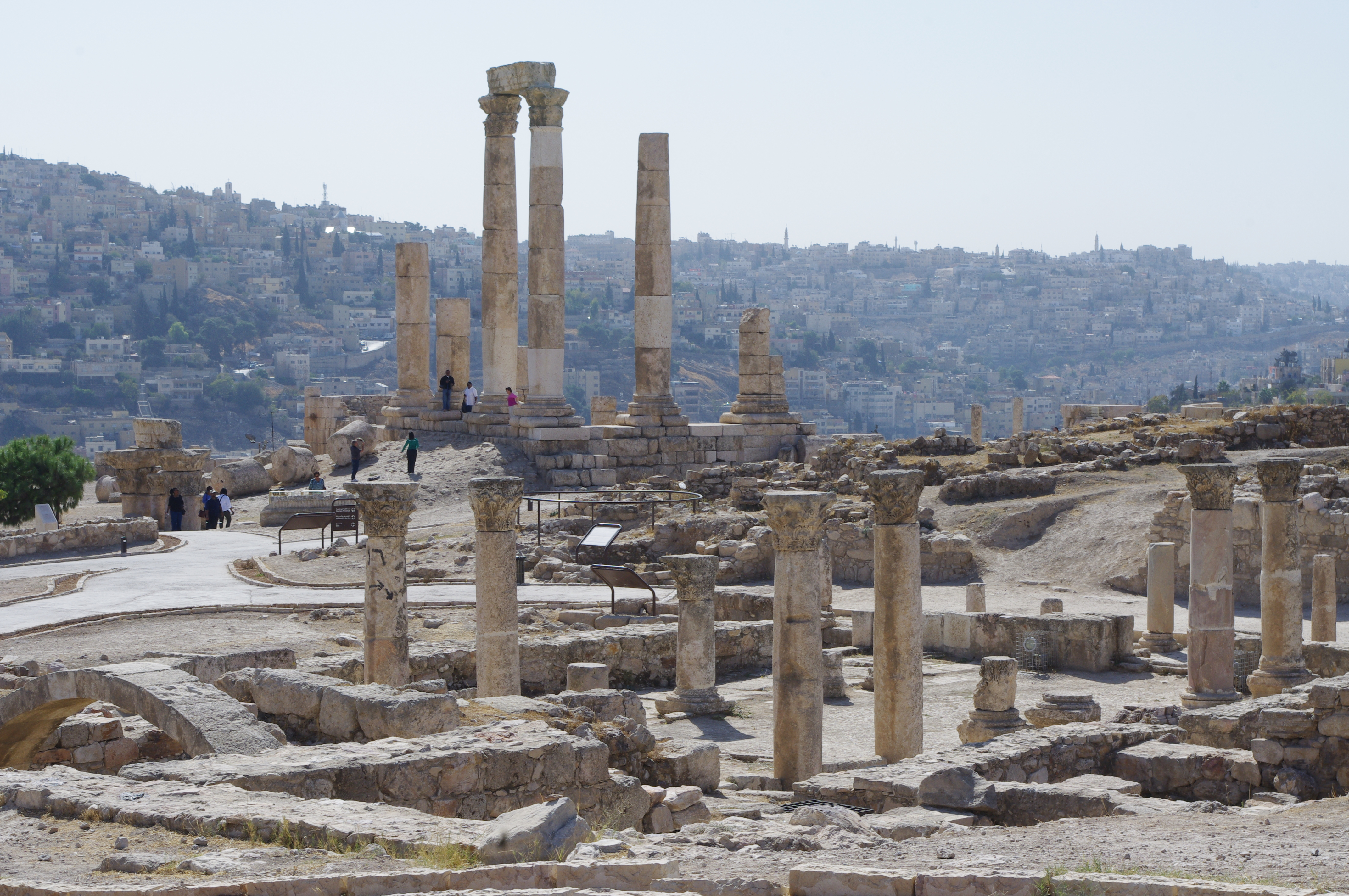
كنيسة بيزنطية ومعبد هرقل الروماني في جبل القلعة في وسط عمّان.

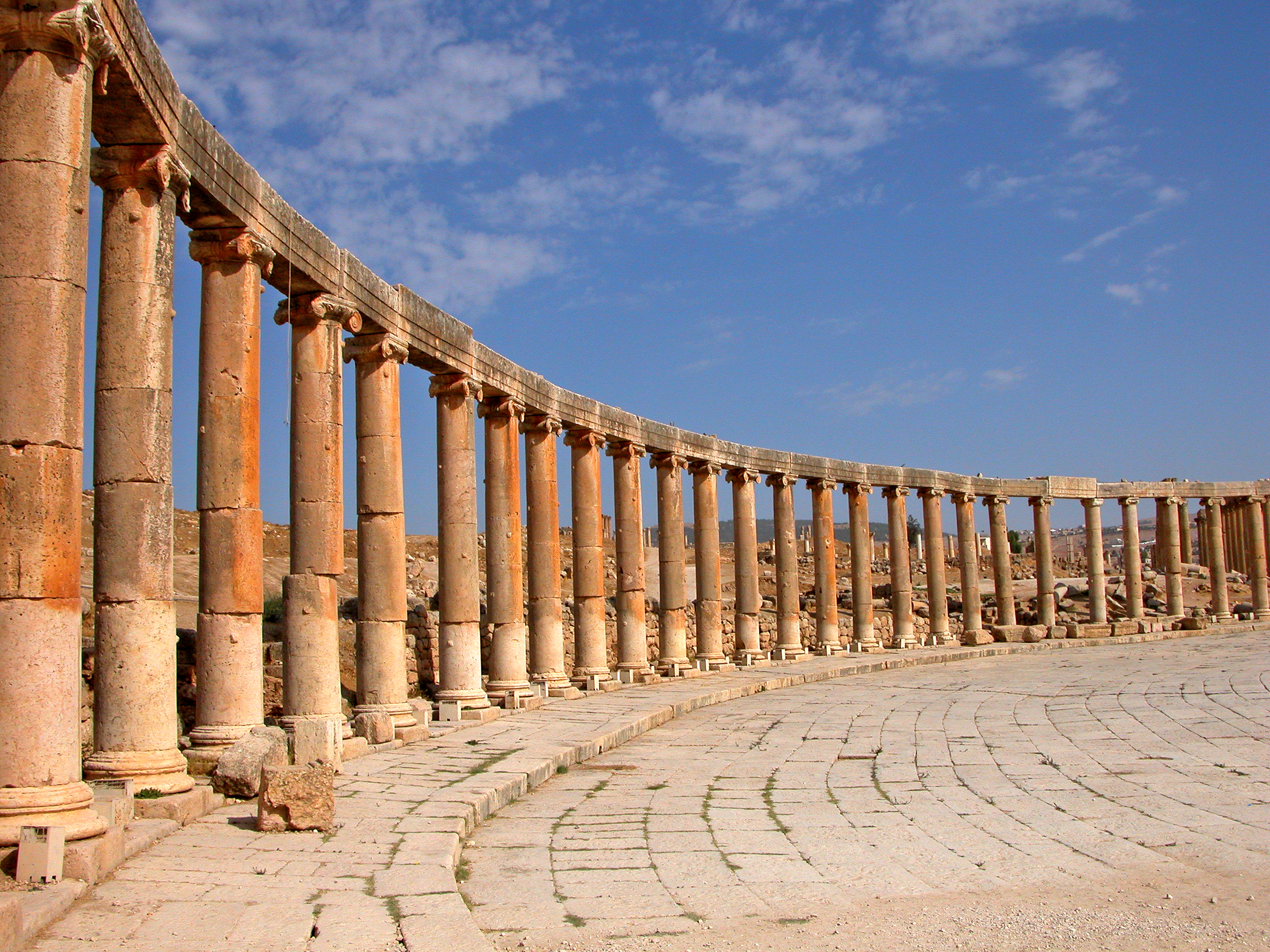
الساحة البيضاوية في جرش الرومانية.

تعتبر مملكة الأنباط مملكة عربية سادت ثم بادت، وكانت تقع شمال الجزيرة العربية على طريق البخور التجاري الذي يمتد من المحيط الهندي إلى موانئ فلسطين وسوريا، وحدودها حدود المملكة الأردنية الهاشمية الآن تقريبا. انتعشت مملكة الأنباط قبل الميلاد بقرون حتى نهاية القرن الأول وتحديدا سنة 106. تعد البتراء المقاطعة الرئيسية أو العاصمة التي يشير اسمها إلى كل جبل مقدس يصعب صعوده، ومعناها في العربية صخر أو حجر، ويطلق عليها العرب اسم الرقيم، وهي تقع اليوم في وادي موسى. أما بقية المدن أو المقاطعات في مملكة الأنباط فهي: الحجر أو "مدائن صالح"، وأم الجِمال المبنية من الحجر الأسود الناري، والنقب. أن النبط اسم لقوم، وليس إسمًا لمنطقة، يعتبر الآلة ذو الشرى على رأس مجموعة الآلهة، فهو الرب الأكبر الذي اتسم بطبيعة كوكبية متمثلة بالشمس، واشتهرت عبادة الإله ذو الشرى ولا سيما في مدينة البتراء، ومنها انتشرت عبادته إلى سائر الأنحاء.
احتلت روما عام 63 ميلادي الأردن وسوريا وفلسطين وبقيت المنطقة تحت السيطرة الرومانية طيلة أربعمائة عام. وضمت مملكة الأنباط إلى الإمبراطورية الرومانية على يد القائد الروماني تراجان. في تلك الأثناء تشكل اتحاد المدن العشر (الديكابوليس) خلال الحقبة الهلنستية وكان اتحاداً اقتصادياً وثقافياً فدرالياً. وضم الاتحاد إليه المدن اليونانية مثل فيلادلفيا (عمّان)، جراسيا (جرش)، وجدارا (أم قيس)، وبيلا وأرابيلا (إربد) ومدن أخرى في فلسطين وجنوب سورياً. اتسمت هذه الحقبة الزمنية بالاستقرار والسلام وحدثت عدة تطورات هامة في البينة التحتية. شهدت الأردن أثناء الحكم البيزنطي أعمالاً إنشائية كثيرة إذ أن مدناً بنيت خلال العهد الروماني واستمرت في ازدهارها وازدادت أعداد السكان في المنطقة زيادة كبيرة، كذلك أصبحت المسيحية ديناً مقبولاً في المنطقة. سكن شمال الأردن في تلك الفترة قبائل عربية تدعى الغساسنة، والذين وجد البيزنطيون فيهم حلفاء أقوياء يمكن الاعتماد عليهم في الصراع ضد الفرس الساسانيين الذين دأبوا على تهديد الولايات البيزنطية الشرقية، لذلك زادوا من صلاحيات الغساسنة ليتمكنوا من تكوين دولة حدودية لكن ضمن نطاق الدولة الرومانية ومن ثم البيزنطية، وكانوا حلفاء الروم فاشتركوا معهم في حروبهم مع الفرس وحلفائهم المناذرة.

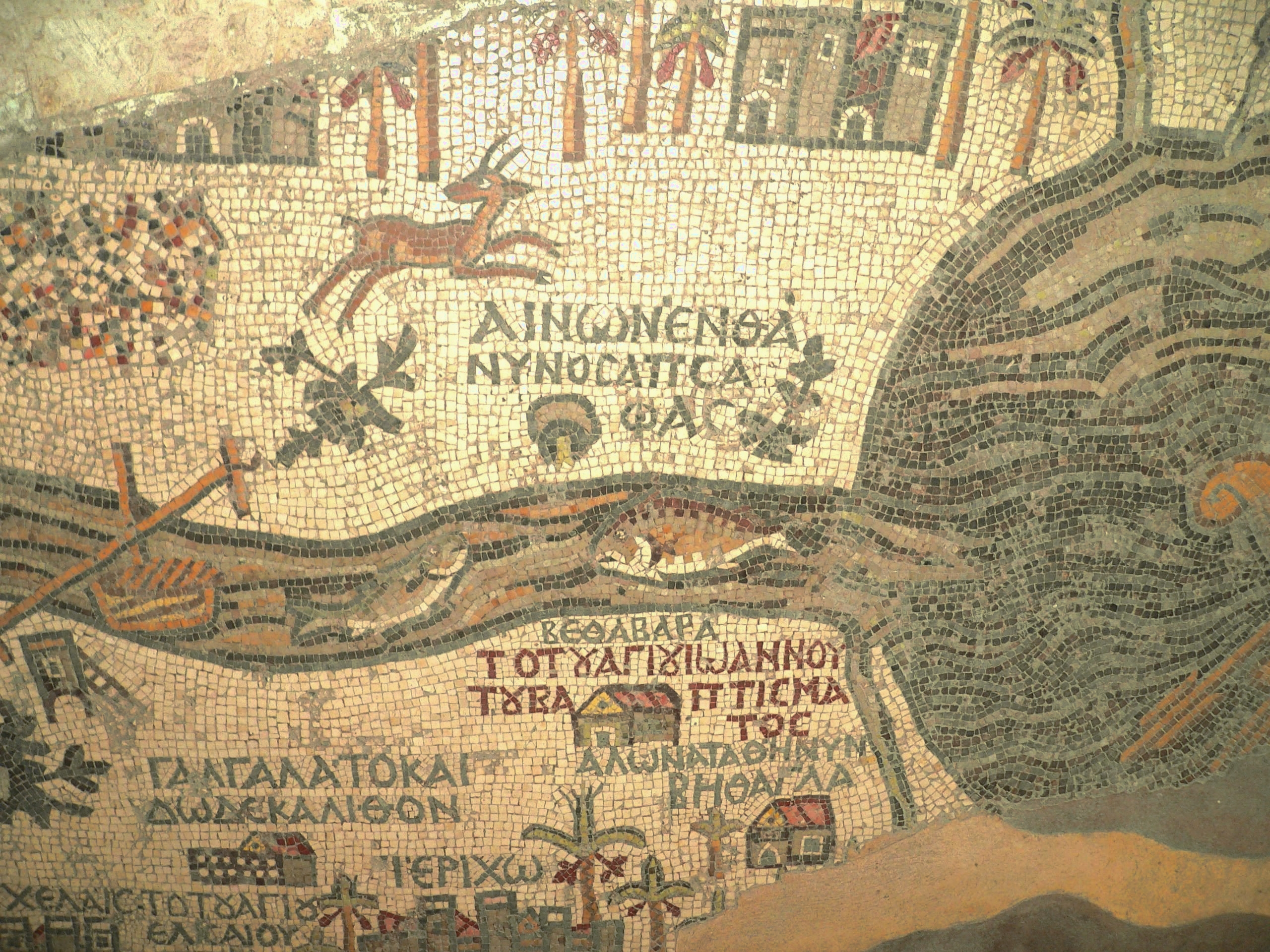
خريطة فسيفسائية في مادبا، وهي أقدم خريطة وصفت الأراضي المقدسة.

حكم الغساسنة ستمائة سنة أي من أوائل القرن الأول الميلادي إلى ظهور الإسلام وكان أول ملوكهم "جفنة بن عمرو"، وامتد سلطانهم على قسم كبير من بلاد الشام مثل تدمر والرصافة في وسط سوريا والبلقاء والكرك في الأردن وإلى البحر، وكانت عاصمتهم بالجابية في الجولان.
لعل أكثر ما يبيّن درجات الحضارة التي شهدتها بعض المدن الأردنية في فترة البيزنطيين مثل مادبا، عدد الكنائس المزينة بالفسيفساء الرائعة التي خلفها البيزنطيون، وتحوي في داخلها أثمن وأروع اللوحات الفسيفسائية في العالم وأهمها خريطة مادبا الشهيرة التي تعود إلى القرن السادس الميلادي، وفي أقدم خريطة للأراضي المقدسة، والقدس بشكل خاص، وتشمل الخريطة الأماكن الواقعة بين بيبلوس (جبيل) ودمشق شمالاً إلى ثيبة في مصر جنوباً ومن البحر الأبيض غرباً إلى عمان والبتراء شرقاً. في عام 542 قضى الطاعون على معظم سكان الأردن وقضى الاحتلال الساساني عام 614 على من تبقّى منهم. وكان الساسانيون قد احتلوا الأردن وفلسطين وسوريا طيلة خمس عشر عاماً إلى أن استرجع الإمبراطور هرقل المنطقة برمتها عام 629 ميلادية لكنه لم يبقَ فيها طويلاً أمام تقدم الزحف الإسلامي، فكان هذا أول احتكاك بين العرب والروم حيث وجه النبي محمد غزوة مؤتة (بقيادة زيد بن حارثة) ولكنها تعرضت للهزيمة. ثم تبعتها حملة تبوك التي خرج فيها النبي محمد بنفسه ولكنه لم يحدث فيها صدام خطير بين الطرفين. قبيل وفاة الرسول كان قد جهّز حملة بقيادة أسامة بن زيد لمحاربة الروم، لكنه توفي قبل أن تبدأ الحملة. واصل المسلمون حملاتهم على بلاد الشام فتم توجيه عدد من الجيوش لفتحها منها جيش إلى الأردن وفلسطين ودمشق وقنسرين. واستطاع أبو عبيدة بن الجراح السيطرة على بصرى ثغر الشام الشرقي سنة 624. ورغم محاولات البيزنطيين استعادة السيطرة عليها لكنهم فشلوا بعد معركة أجنادين. أثارت هزيمة الروم في أجنادين حفيظة هرقل فقرر إرسال جيش لاستردادها، فعبر الجيش نهر الأردن وتقابل مع جيش المسلمين عند نهر اليرموك ودارت معركة عنيفة بين الطرفين هي معركة اليرموك، انتهت بآثار عنيفة على الدولة البيزنطية، فبعد الخسارة في المعركة خسرت الدولة الأراضي الواقعة شرق نهر الأردن، ثم استسلمت دمشق بعد مقاومة. وبدأت المدن البيزنطية في الشام تتابع في السقوط الواحدة تلو الأخرى، فسقطت القدس ثم أنطاكيا ثم سوريا الشمالية كلها بيَد المسلمين.

### الحكم العربي الإسلامي

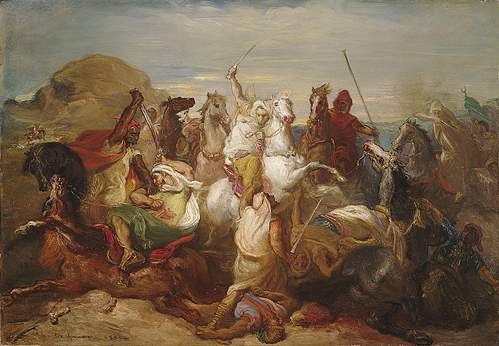
لوحة تؤرخ لإنتصار العرب على الروم في معركة اليرموك في شمال الأردن.

بقيت الأردن تخضع للحكم الروماني حتى الفتح الإسلامي لبلاد الشام وإنهاء الحكم البيزنطي على يد العرب المسلمين القادمين من شبه الجزيرة العربية. أثناء الحكم الإسلامي خضعت المنطقة والتي تتألف من بلاد الشام إلى قطاعات عسكرية (تسمى أجناد) في عهد الخليفة عمر بن الخطاب فقسم بلاد الشام إلى قطاعات عديدة سمي كلا منها جند، ومن ضمنها جند الأردن. بعد وفاة الخليفة عمر، تولى الخلافة بعده عثمان بن عفان، الذي استمر حكمه إلى عام 33هـ 656م، وقد بقي معاوية في زمن عثمان واليا على الشام حيث كان قد عيّنه عمر بن الخطاب واليا على الشام عام 640 بعد وفاة أخاه يزيد بن أبي سفيان. وبعد مقتل عثمان انتخب علي بن أبي طالب خليفة للمسلمين لكن معاوية رفض مبايعته واستمرت الحروب بين الفريقين حتى قتل عبد الرحمن بن ملجم المرادي الخليفة علي بن أبي طالب، بعدها بايع الناس ابنه الحسن، إلا أنه تنازل عن الخلافة لمعاوية.

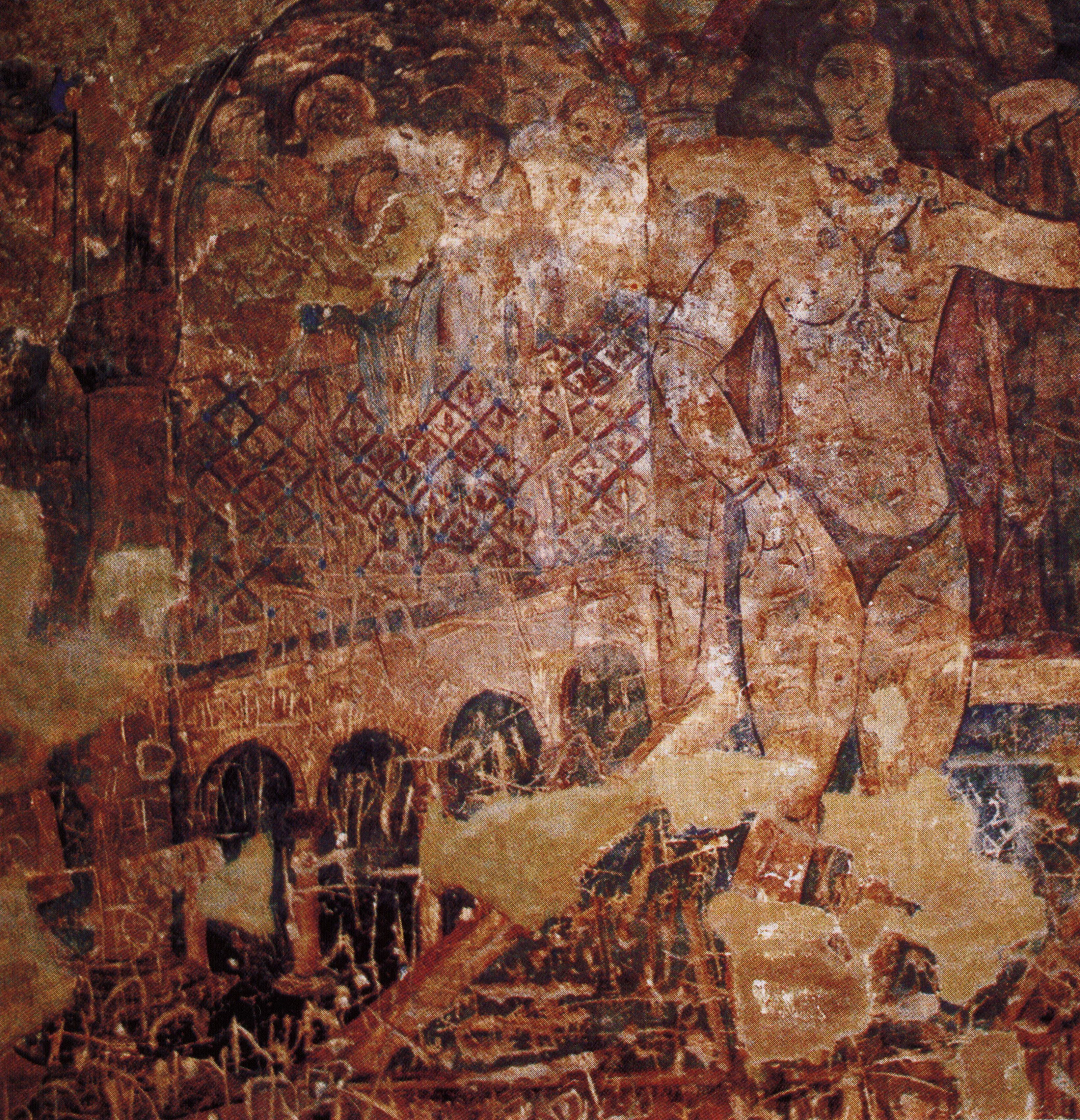
رسم جداري من قصر عمرة.

أسس معاوية بن أبي سفيان الدولة الأموية وجعل عاصمتها دمشق، ونظراً لقرب الأردن من عاصمة الحكم الإسلامي ولتمتعها بموقع جغرافي متميز باتت على مفترق طرق الحجاج القاصدين الديار المقدسة في مكة المدينة المنورة. وازدهرت الحياة في الأردن، وبُنيت المدن والقصور مثل قصر الحلابات وقصر الحرانة وقصر المشتى وقصر عمرة وغيرها. وبقي الأمويين حتى تم القضاء على دولتهم عام 749 على يد أبي العباس الملقب بالسفاح. وسميت بهذا الاسم نسبة إلى العباس عم الرسول محمد.

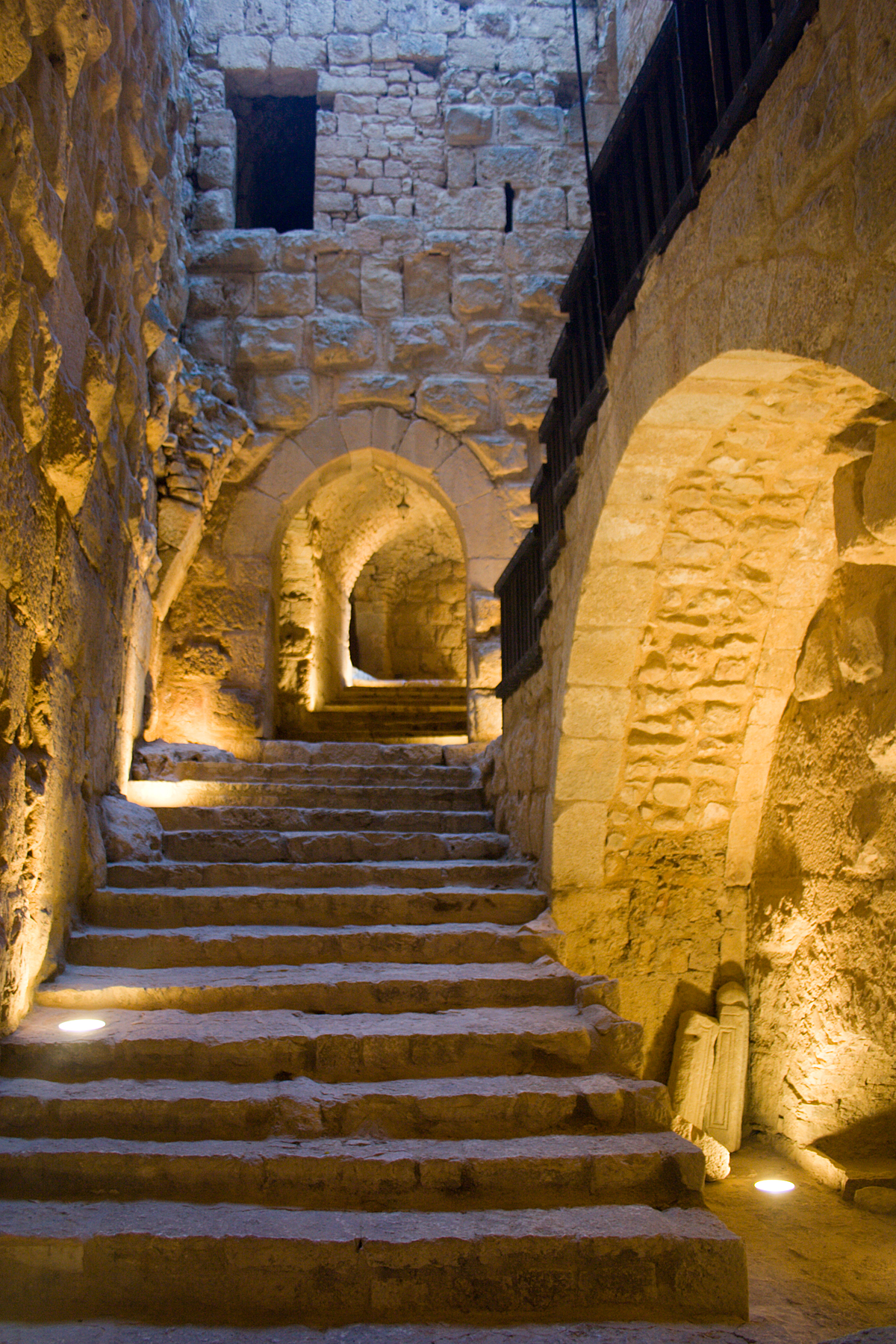
قلعة صلاح الدين في عجلون، إستخدمها المسلمون لصد هجمات الصليبيين.

وكان أول عمل قام به أبو العباس السفاح هو نقل مقر الخلافة من دمشق إلى بغداد. وبانتقال عاصمة الخلافة إلى بغداد أصبح موقع الأردن هامشياً مقارنة مع الخلافة السابقة. وهجرت بالتالي قصور الصحراء التي بناها الأمويون لممارسة الصيد ولتكون بذلك محطات تقف عندها القوافل التجارية وقوافل الحجاج المتوجهة للديار المقدسة فيما بعد. وعندما شهد القرنين العاشر والحادي عشر ازدياد نفوذ الفاطميين الذين حكموا مصر واستولوا عام 969 على الأردن. في بداية القرن الثاني عشر الميلادي تعرضت بلاد الشام لهجمات الحملات الصليبية الشرسة والتي ألقت الأردن في أتون نيران حرب مستعرة. بنى الملك بالدوين الأول خطاً من القلاع في عمود الأردن الفقري بهدف حماية الطرق المؤدية للقدس. ثم وحد بالدوين الأول سوريا ومصر تحت حكمه. لكن صلاح الدين الأيوبي أخرج الصليبين من القدس عام 1187 ميلادي بعد أن هزمهم في معركة حطين مما حرّر البلاد من الوجود الأجنبي وخلصت الأردن من السيطرة الأجنبية. ازدهرت الأردن في العهد الأيوبي والمملوكي واتحد مع مصر وسوريا واحتل موقعاً بارزاً بين جاراته. وأُعيد بناء حصونه وخاناته كي ينزل فيها الحجاج وهم في طريقهم إلى مكة والمدينة المنورة ومن أجل تعزيز منعة طرق التجارة والإتصالات. كذلك ازدهرت في الأردن في هذا العهد وفي وادي الأردن بالذات حيث أنشأت محطات تنقية السكر المدارة بواسطة الماء. تعرضت المنطقة لهجمة جديدة للتتار في عام 1401 ميلادية، مما تسبب إضافة لضعف الحكومات وانتشار الأمراض في بعض المناطق إلى ضعف المنطقة كلها. وما لبث الأتراك العثمانيون أن هزموا المماليك عام 1516 وبهذا أصبحت الأردن جزءا من الدولة العثمانية وبقيت هكذا طيلة 400 عام. تزخر البادية الشرقية للأردن والمناطق الجبلية الوسطى بالمعالم التاريخية في العصور الإسلامية المختلفة، حيث اتخذت الآثار والقصور الحصينة والقلاع والأبراج معالم مضمخة بروائح التاريخ. حيث يوجد عديد من القلاع التي بنيت على مر العصور لتكون موطن أمن وأمان للدفاع عن البلاد. فهناك قلعة الأزرق التي تعود إلى عهد الرومان والعرب، وقلعة الربض طراز الفن المعماري عند المسلمين العرب، وكان الهدف من بنائها رصد تحركات الصليبيين من حصن كوكب الهواء واستغلال مناجم الحديد في جبال عجلون التي تسمى مغارة وردة. وإبقاء الطرق التجارية مع دمشق وشمال سوريا. وهناك أيضا قلعتا الكرك وقلعة الشوبك، وتعودان إلى فترة الحروب الصليبية، وتقعان في مناطق جبلية وعرة وفيهما الأروقة وأبراج والاستحكامات التي تدل على طراز الفنون الحربية في القرون الوسطى. بالإضافة إلى تلك القلاع، توجد قلاع أخرى في العقبة والحسا والقطرانة شاهدة على العصور المختلفة في التاريخ الإسلامي.

### العهد العثماني

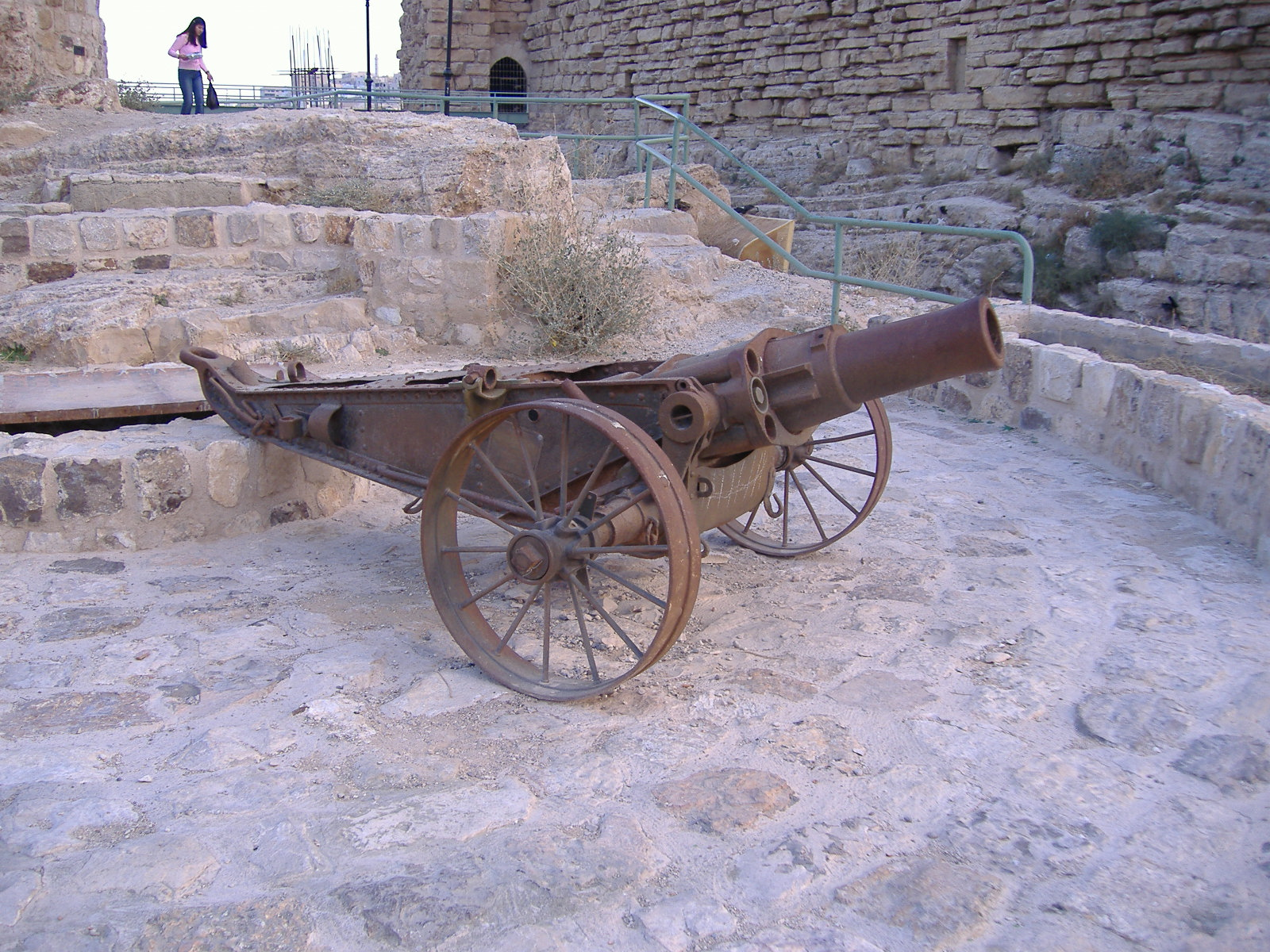
أحد المدافع المنصوبة على قلعة الكرك، من بقايا الحكم العثماني.

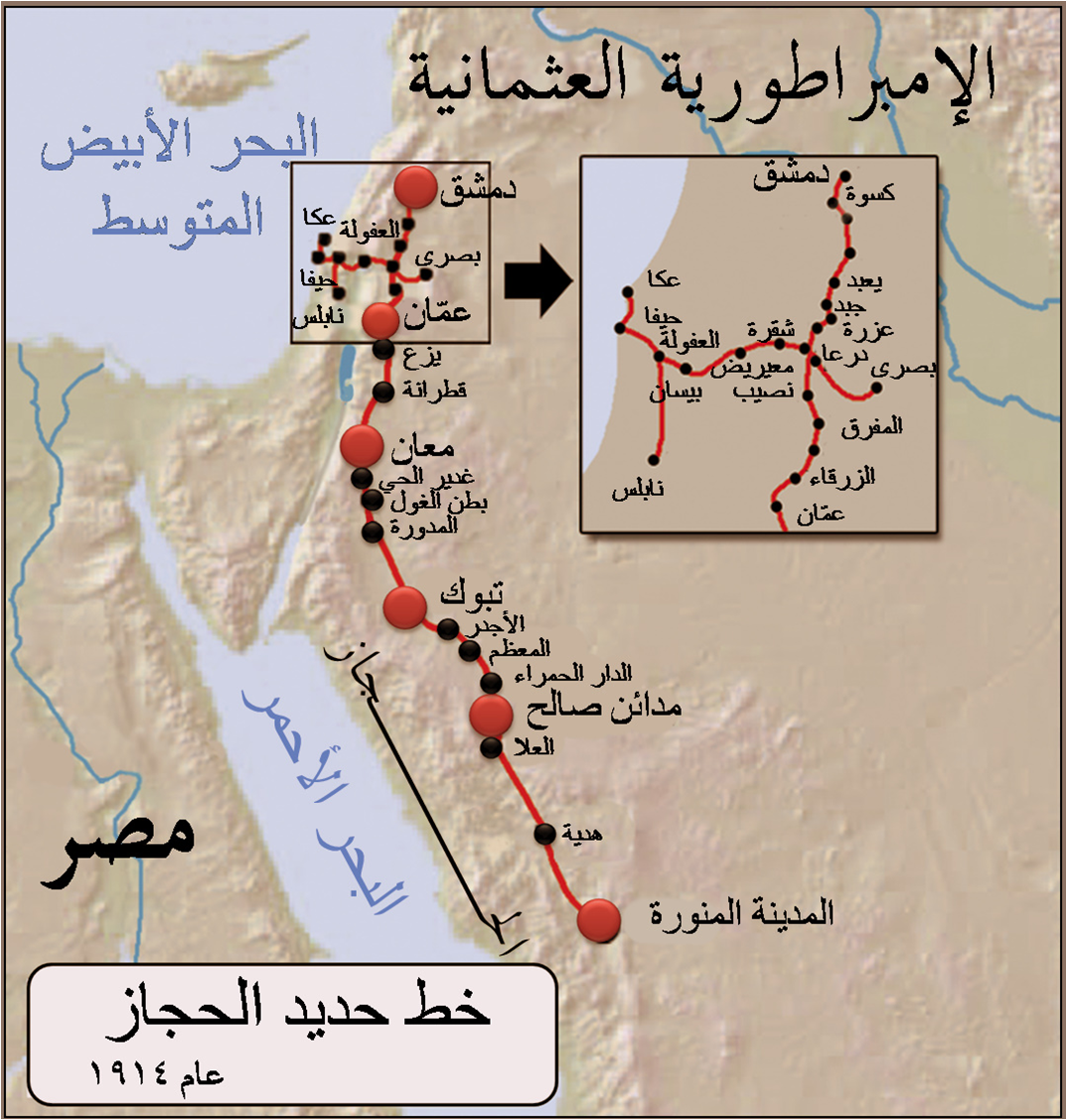
خط حديد الحجاز، كانت أهم الأعمال التي قام بها العثمانيون في الأردن 1916.

دخلت الأراضي الأردنية تحت الحكم العثماني في أعقاب هزيمة المماليك أمام العثمانيين عام 1516 في معركة مرج دابق،  وبقيت الأردن جزءا من هذه الإمبراطورية من عام 1516 حتى عام 1918. وضعت البلاد العربية تحت الحكم العثماني المباشر وتمتعت سوريا بالحكم الذاتي. فعيّن السلطان واليا عليها جان بردي الغزالي، لكنه بعد وفاة السلطان سليم أعلن نفسه واليا على بلاد الشام، واستقل بها عن الدولة العثمانية، فأرسل العثمانيون جيشاً لم يقدر عليه، فاستسلم وأُعدم في 1521. وبهذا عادت بلاد الشام تحت إدارة الولاة العثمانيين وخضعت مباشرة للباب العالي. وقسمت الدولة العثمانية بلاد الشام إلى ثلاث ولايات هي؛ دمشق، حلب، وطرابلس. وكانت الأردن تتبع لدمشق. أرسل والي مصر محمد علي باشا في سنة 1831 ابنه إبراهيم باشا إلى بلاد الشام على رأس قوة تمكنت من الانتصار على الجيش العثماني والسيطرة على بلاد الشام. كان حكم محمد علي إصلاحيا وقد اهتم بالتعليم وحاول فرض الضرائب وتنظيمها. لكنه ما لبث وأن خرج منها تحت التهديد، بعد أن اجتمعت كلّا من بريطانيا، روسيا والنمسا والدولة العثمانية عام 1840، وهددوه بانتزاع مصر منه عنوة إن لم يسحب جيشه من بلاد الشام، فانسحب عام 1841 وفرض عليه البقاء داخل مصر والسودان فقط. بشكل عام عانى الأردن من الإهمال الذي أصاب تطور بنيته التحتية في العهد العثماني وكان ذلك يتعلق بعدة جوانب منها الأعمال الإنشائية للدولة العثمانية والتي كانت تقام إذا كانت ذات مدلول ديني فقط وبناء على هذا بنت قصر القطرانة لأنه يحمي قوافل الحجاج أما معظم المدارس والمستشفيات والحمامات والآبار ودور الأيتام فبقيت مهملة جداً. وكانت أهم الأعمال والمشاريع الإنشائية في ذلك الزمن مشروع إنشاء خط سكة حديد الحجاز الذي كان يبدأ من دمشق حتى المدينة المنورة. لكن أصبحت سكة الحديد أداة مفيدة لنقل الجيوش العثمانية والتموين خلال الحرب العالمية الأولى لتصل قلب الأراضي الحجازية، وبالتالي تعرضت السكة لهجمات عديدة وجهت إليها خلال الثورة العربية الكبرى، لتبدأ مرحلة جديدة في تاريخ الأردن، والمنطقة بأسرها.

### التاريخ المعاصر
الحرب العالمية الأولى والثورة العربية الكبرى

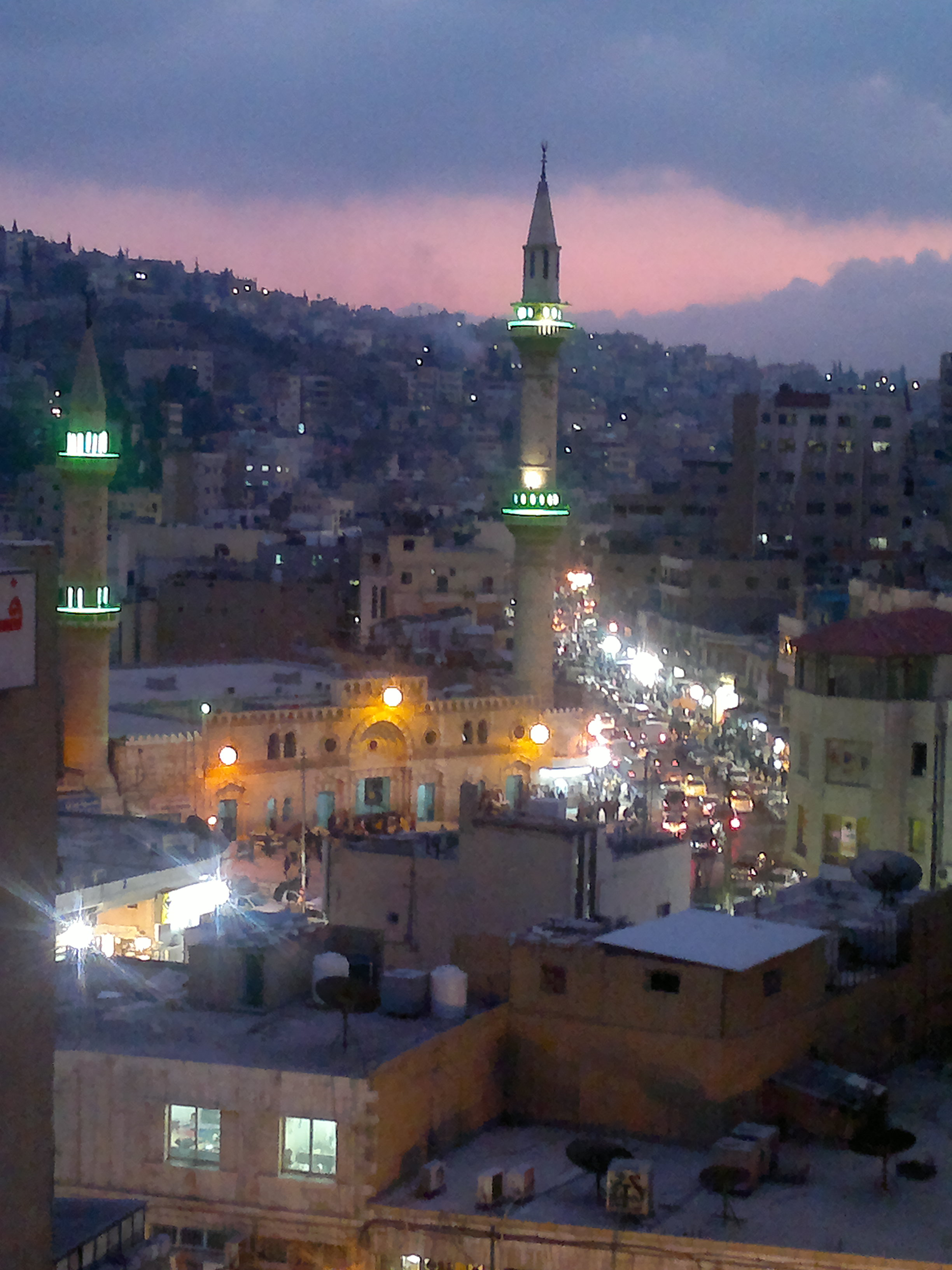
المسجد الحسيني أقدم مساجد عمّان، وشاهد على تأسيس إمارة شرق الأردن.

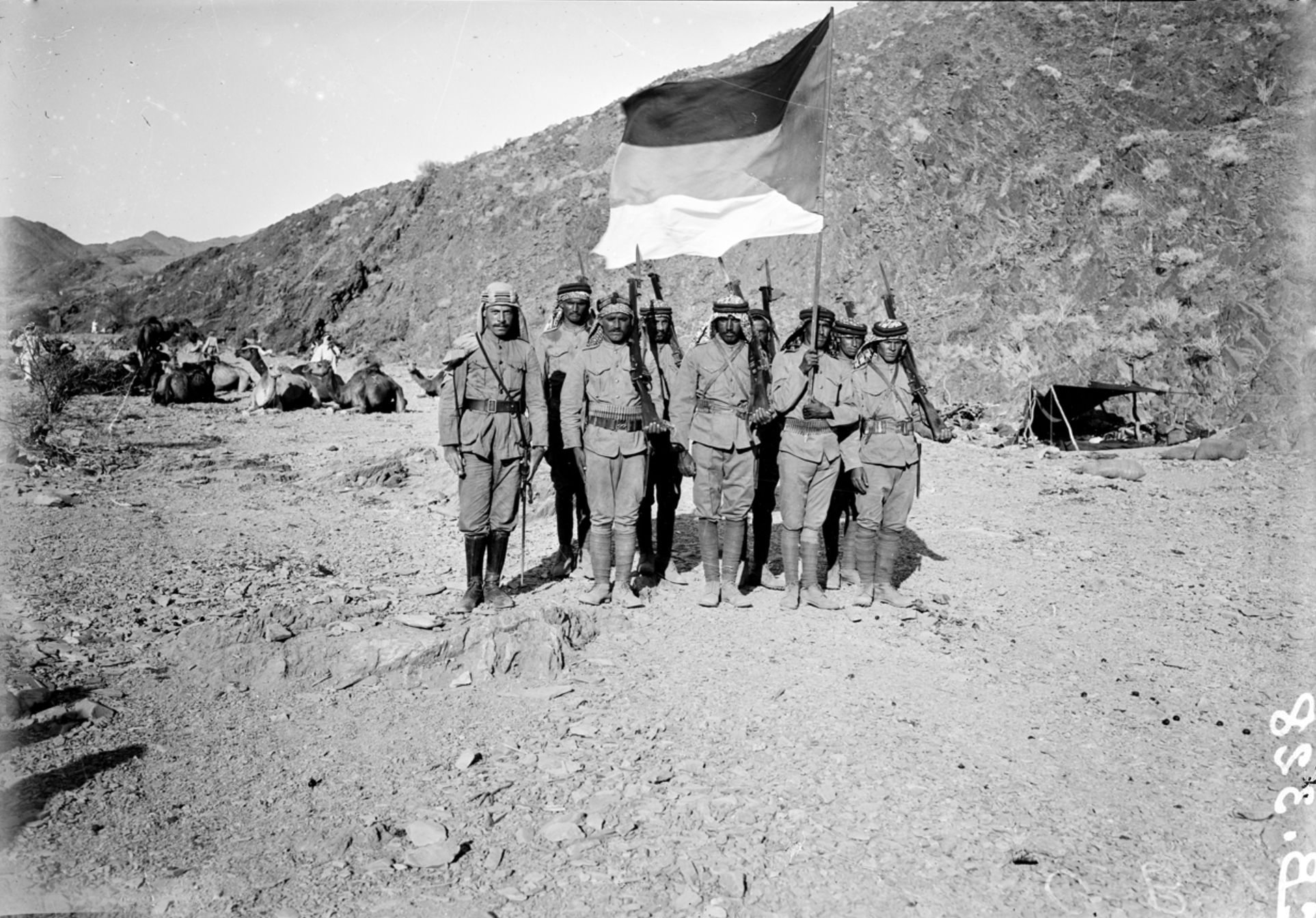
جنود في الجيش العربي خلال الثورة العربية بين عامي 1916-1918، تحمل علم الثورة العربية.

أعلنت الحرب العالمية الأولى في تموز 1914 بين الحلفاء ودول المحور،  وفي أكتوبر 1914 دخلت الدولة العثمانية الحرب إلى جانب ألمانيا، حين قام أسطولها بقصف الموانئ الروسية على البحر الأسود. أعلنت روسيا الحرب على الدولة العثمانية في 2 أكتوبر 1914 وبعد ثلاثة أيام أعلنت إنجلترا وفرنسا الحرب على الدولة العثمانية. قام الإتحاديون بتطبيق سياسة التتريك والطورانية، على الأسس العنصرية، وكانت هذه إساءة لحكم الشعوب الخاضعة للدولة العثمانية، ومنهم العرب حيث أنه اعتمد القومية التركية وتخلى عن الإسلام الجامع بين الأتراك والعرب، وقام الإتحاديون بعزل السلطان عبد الحميد الثاني سنة 1909 نهائياً، وهو صديق العرب ومقرِّبهم إليه والمعتمد عليهم في مواجهة أطماع القادة التُّرك المتعصبين، مما جعل العرب ينقمون عليهم عامة، وخاصة بعد تبنيهم سياسة تتريك الشعوب غير التركية في دولتهم. طلب العرب من الدول العثمانية منحهم الاستقلال الذاتي وجعل اللغة العربية لغة رسمية في الولايات العربية وذلك لحصر التجنيد في الشبان العرب وذلك كما جاء في مقررات المؤتمر العربي في باريس عام 1913 ولكن العثمانيون رفضوا تلبية مطالب العرب. في هذه الأثناء كان الوطنيون العرب الذين أسَّسوا جمعياتهم القومية، وخاصة العربية الفتاة على اتصال مع الشريف الحسين بن علي بواسطة ابنه فيصل بن الحسين الذي تقابل مع القوميون العرب في دمشق، واتفق معهم على قيام الثورة بقيادة والده، وكان الهدف ممَّا سُمَّي بميثاق دمشق، تأسيس دولة عربية واحدة من جبال طوروس إلى البحر العربي ومن البحر الأحمر حتى الخليج العربي يكون الشريف حسين رئيسها. وحدث ذلك بينما كان جمال باشا يعدم الوطنيين ومنهم الضباط العرب. بدأت مفاوضات ومراسلات الحسين من خلال مراسلات حسين مكماهون (1916) التي تمَّ الاتفاق فيها على قيام ثورة على تركيا تدعمها بريطانيا وتعترف باستقلالها وتحميها، وتمدُّها بالمال والسلاح، مقابل اشتراك العرب في الحرب إلى جانب الحلفاء ضد الأتراك، كما وعد البريطانيين العرب بالاعتراف باستقلال العرب. انطلقت الثورة العربية من مكة في 10 حزيران 1916, وأعلن الشريف الحسين بن علي الجهاد المقدس ضد الأتراك في عهد السلطان محمد رشاد الخامس وسار جيشه من الحجاز إلى الشام، واحتل مكة والطائف وجدة ثم المدينة المنورة، كانت قبيلة الحويطات في جنوبي الأردن أول من لبى نداء الثورة من الأردنيين، إذ اتصل شيخها عودة أبو تايه بالأمير فيصل، قائد الجيش العربي الشمالي، وأعلن انضمام قبيلته إلى الثورة. وتوجه إلى دمشق لكن ما لبث وأن دخلت بقيادة الأمير فيصل بن الحسين في مطلع أكتوبر من عام 1918، 
وهكذا ارتبط مصير الأردن في تلك المرحلة من العهد الفيصلي بما كان يجري من أحداث في بلاد الشام والشرق العربي كله. فعيّن الجنرال إدموند ألنبي علي رضا الركابي رئيسًا لحكومة مؤقتة على بلاد الشام يوم 1 أكتوبر 1918، وعندما وصل فيصل إلى دمشق ثبّت الركابي في منصبه رئيسًا للوزراء، وغادر لزيارة حمص وحماة وحلب، ثم انتدبه والده لتمثيله في مؤتمر الصلح المنعقد في باريس بعد انتصار الحلفاء في الحرب، فغادر سوريا في نوفمبر 1918 تاركًا أخاه زيد بن الحسين نائبًا عنه للأمور البروتوكولية، ورضا الركابي للإدارة الفعلية. خلال زيارة فيصل الأول إلى باريس أُصيب بخيبة أمل جمّة إذ بات واضحًا أن الحلفاء لن يرضوا إقامة الدولة العربية الكبرى، بالرغم من وعود بالاستقلال التي منحت للشريف حسين ضربت إتفاقية سايكس بيكو التي اتفق عليها الإنكليز والفرنسيون عرض الحائط بتلك الوعود، وبكل ما جاء في مراسلاته مع مكماهون. كما ثبت أن سايكس بيكو حقيقة وليس إشاعات كما ردد الإنكليز خلال الحرب، أما الطامة الكبرى فهو وعد بلفور، الذي اضطر فيصل للاعتراف به بموجب اتفاق وقعه تحت الضغط مع حاييم وايزمان.
 سوريا الكبرى والانتداب البريطاني على شرق الأردن

غلاف كتاب ذكرى استقلال سوريا يظهر حدود سوريا وتاريخ إعلان الاستقلال، وكان الأردن جزءا منها

في 10 حزيران/يونيو 1919 وصلت لجنة كينغ كراين إلى يافا وزارت مدنًا كثيرة في فلسطين والأردن ولبنان وسوريا وتلقّت 1800 عريضة عليها ثلاثمائة ألف توقيع، والتقت الأمير فيصل في دمشق يوم 2 تموز/يوليو وكذلك أعضاء المؤتمر السوري العام. أنهت اللجنة أعمالها في 28 آب/أغسطس 1919، وقدّمت تقريرها إلى الحلفاء فلم يأخذوا بأي من بنوده. مكث تقرير اللجنة سريًا حتى نشرته إحدى الصحف الأمريكية عام 1922 واشتمل التقرير على: أن تعتبر بلاد الشام دولة واحدة، لأن ذلك يتفق مع رغبات الشعب واللغة والاقتصاد والثقافة والعادات وأن يمنح لبنان حكمًا ذاتيًا ضمن هذه الدولة، أن يكون نظام الحكم ملكيًا دستوريًا على رأسه فيصل بن الحسين، وإيقاف برنامج الهجرة اليهودية إلى فلسطين. في 7 آذار/مارس 1920 اجتمع المؤتمر السوري العام وأصدر بيان الاستقلال، ورفض في بيانه أي تقسيم للبلاد، وأكّد على تعاونها مع العراق وبايع المؤتمر فيصل بن الحسين ملكًا دستوريًا على سوريا باسم "فيصل الأول"، كذلك فقد أقرّ المؤتمر الحكم الذاتي لجبل لبنان واللامركزية الإدارية لسائر المناطق. جاءت هذه الخطوة من طرف واحد، أي من دون موافقة الحلفاء المسبقة، وكان القنصل البريطاني في دمشق قد نصح فيصل الأول وكذلك المؤتمر السوري العام بتأجيل إعلان الاستقلال لما بعد مؤتمر سان ريمو.
أعدت الحكومة البريطانية صك الانتداب على شرق الأردن حيث استبعدت الأراضي شرق نهر الأردن من جميع الأحكام التي تتناول الولاية على المستوطنات اليهودية، ومن نصوص صك الانتداب على فلسطين. طالب الأمير في زيارة قام بها إلى لندن في تشرين الأول 1922 باستقلال شرق الأردن استقلالاً تاماً، واستمرت المفاوضات مدة طويلة استقالت في أثنائها الحكومة برئاسة علي رضا الركابي، وتألفت حكومة جديدة برئاسة مظهر رسلان في شباط 1923. وقد حاولت الوزارة الجديدة استئناف المفاوضات مع بريطانية من أجل الاستقلال، ولكن بلا طائل. وفي 25 أيار 1923 قام هربرت صموئيل، المندوب السامي البريطاني في فلسطين، بناء على أوامر حكومته بزيارة عمان وألقى البيان التالي: «شريطة موافقة عصبة الأمم، فإن حكومة جلالته البريطانية سوف تعترف بوجود حكومة مستقلة في شرق الأردن تحت حكم سمو الأمير عبد الله بن الحسين، شريطة أن تكون تلك الحكومة دستورية، وأن تمكن حكومة جلالته البريطانية من إيفاء التزاماتها الدولية المتعلقة بتلك البلاد». وهكذا عدّ الأردن هذا البيان اعترافًا من جانب بريطانيا باستقلاله وتم في 11 نيسان 1921 تأسيس أول حكومة أردنية برئاسة رشيد طليع، سمِيّت أول خمس حكومات بمجلس المستشارين. وفي عهد الحكومة الخامسة أصبح اسمها مجلس الوكلاء. وتشكّلت الحكومتان السادسة والسابعة تحت اسم مجلس النظار، فيما تشكلت الثامنة تحت اسم المجلس التنفيذي. واستبدل اسم المجلس التنفيذي باسم مجلس الوزراء اعتبارا من الحكومة التاسعة، في أربعينيات القرن العشرين.
الاستقلال

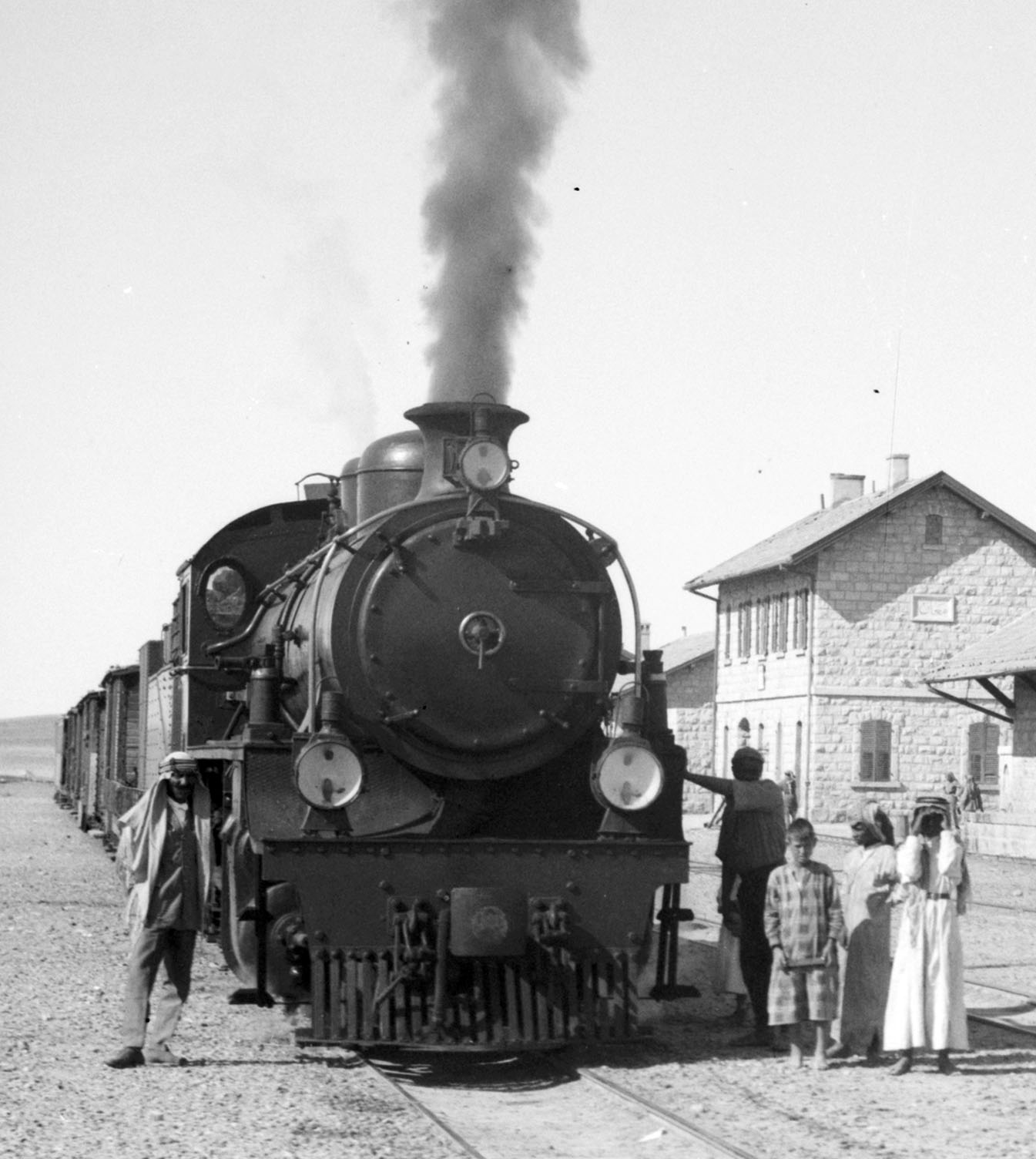
محطة قطار معان في بداية القرن العشرين.

يوم 25 مايو 1946 وافقت الأمم المتحدة بعد نهاية الانتداب البريطاني الاعتراف بالأردن مملكةً مستقلةً ذات سيادة. أعلن البرلمان الأردني الملك عبد الله الأول ملك عليها، الذي استمر في الحكم حتى اغتيل في عام 1951 بينما كان يغادر المسجد الأقصى في القدس.
أصبحت الأردن عضوا مؤسسًا لجامعة الدول العربية في عام 1945، ودولةً مستقلةً، وانضمت إلى الأمم المتحدة في عام 1955. أعلن الملك الحسين في سنة 1956 تعريب قيادة الجيش بإعفاء كلوب باشا من منصبه قائدًا للجيش الأردني، وتسليمها إلى ضباط أردنيين. وبعدها تم إلغاء المعاهدة الأنجلو-أردنية (الأردنية البريطانية) في 13 ـ 3 ـ 1957، فقد كفل هذا العمل على التأكيد الكامل لسيادة الأردن كدولة مستقلة استقلالا تاما.

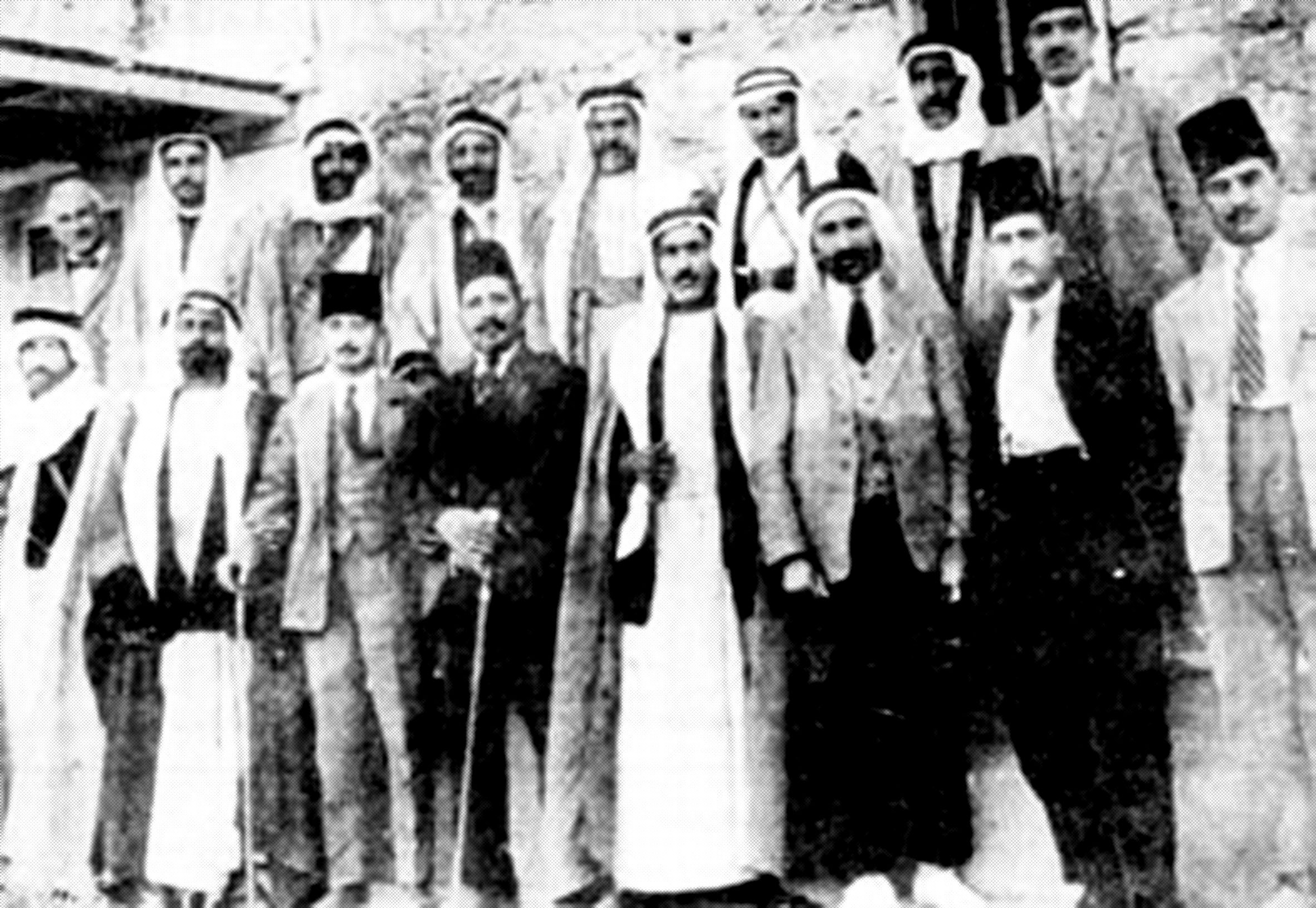
المؤتمر الوطني الأردني عام 1930.

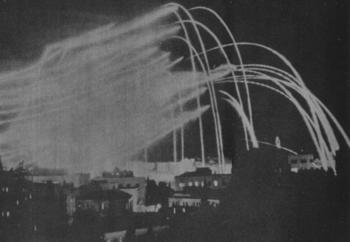
القنابل الأردنية تضئ القدس خلال الحرب العربية الإسرائيلية في عام 1948.

صدر عام 1947 قرار تقسيم فلسطين إلى دولتين يهودية وأخرى عربية، وبعد انسحاب القوات البريطانية من فلسطين وإعلان قيام دولة إسرائيل عام 1948، دخلت الأردن الحرب مع إسرائيل إلى جانب الدول العربية، واستطاعت الأردن أن تحافظ على القدس وعلى جزء كبيرة من أراضي الضفة الغربية. وفي عام 1949 عقد مؤتمراً بأريحا حضره عدد من وجهاء فلسطين أعلن فيه ضم الضفة الغربية إلى المملكة الأردنية، وتم انتخاب مجلس نواب جديد وقسّمت مقاعده مناصفة بين الضفتين. وفي العام التالي اغتيل الملك عبد الله الأول أثناء دخوله بوابة المسجد الأقصى لصلاة يوم الجمعة.
في عام 1951 خلف الأمير طلال والده في الحكم، لكنه لم يستمر طويلا في الحكم بسبب وضعه الصحي. وكان من أهم إنجازاته إصدار دستور عام 1952، والذي يعمل به إلى اليوم. خلف الملك الحسين بن طلال والده، ولأنه لم يبلغ سوى 17 عامًا، استلم مجلس وصاية على العرش وحينما أتم الثامنة عشر من عمره تولى سلطاته الدستورية في 11 آب 1953. تم توقيع اتفاق بين الأردن والمملكة العربية السعودية في 10 آب/أغسطس 1965 حصل بموجبه تبادل أراضي بين الجانبين، حيث حصلت السعودية عل مساحة 7000 كيلومترا مربعا من الأراضي الأردنية مقابل حصول الأردن على 19 كيلومترا لتوسيع خطه الساحلي على خليج العقبة، بالإضافة إلى 6000 كيلومتر مربع من الأراضي في المناطق الداخلية.
حروب 1967، 1973، الكرامة، وأحداث أيلول
دخلت الأردن الحرب مع إسرائيل سنة 1967، وخسرت فيها القدس والضفة الغربية، ونزح آلاف الفلسطينيين من الضفة إلى الأردن. وفي 21 آذار 1968 عبرت القوات الإسرائيلية الحدود الأردنية لاحتلال الضفة الشرقية لنهر الأردن لأسباب تعتبرها إسرائيل استراتيجية. وقد عبرت النهر فعلاً من عدة محاور مع عمليات تجسير وتحت غطاء جوي كثيف. فتصدت لها قوات الجيش العربي الأردني على طول جبهة القتال من أقصى شمال الأردن إلى جنوب البحر الميت بقوة. وفي قرية الكرامة اشتبكت القوات العربية الأردنية بالاشتراك مع الفدائيين الفلسطينيين وسكان تلك المنطقة في قتال شرس بالسلاح الأبيض ضد الجيش الإسرائيلي في عملية استمرت قرابة الخمسين دقيقة. واستمرت المعركة أكثر من 16 ساعة، مما اضطر الإسرائيليين إلى الانسحاب الكامل من أرض المعركة تاركين وراءهم ولأول مرة خسائرهم وقتلاهم دون أن يتمكنوا من سحبها معهم. وتمكن الجيش الأردني في هذه المعركة من تحقيق النصر والحيلولة دون تحقيق إسرائيل لأهدافها. شهدت الفترة التالية لحرب عام 1967 تصاعدا في عدد عناصر ونشاط الفصائل الفلسطينية (الفدائيين) داخل الدولة الأردنية، حتى أضحت دولة داخل دولة تهدد سيادة القانون في الأردن، فحدث التصادم بين الجيش الأردني والفصائل الفلسطينية في أيلول من عام 1970، وانتهى بطرد الفصائل الفلسطينية من الأردن إلى لبنان وسميت هذه الأحداث بأحداث أيلول. اندلعت الحرب في يوم 6 تشرين الأول عام 1973 بين مصر وسوريا من جهة وإسرائيل من جهة أخرى، فقام الأردن بإرسال لواء مدرع إلى الجبهة السورية ليؤمن الحماية ضد أي اختراق للقوات الإسرائيلية للجبهة الأردنية والالتفاف على القوات السورية من الخلف. في مؤتمر قمة الرباط 1974 وافقت الأردن على أن تصبح منظمة التحرير الفلسطينية الممثل الشرعي والوحيد للشعب الفلسطيني. وفي عام 1988 أعلن الملك الحسين بن طلال قرار فك الارتباط الإداري والقانوني مع الضفة الغربية وتم استبعاد النواب عن الضفة الغربية من مجلس النواب.
معاهدة السلام

مدينة عمان - عاصمة الأردن، أصبحت تتخذ مكانة هامة بين عواصم المنطقة منذ القرن العشرين.

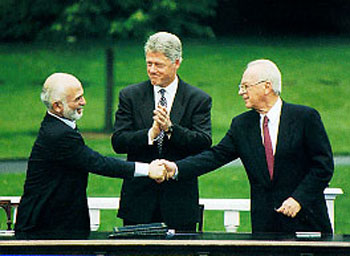
الملك حسين يصافح إسحق رابين، برفقة كلينتون، بعد توقيع معاهدة السلام بين إسرائيل والأردن في 26 أكتوبر 1994.

في عام 1991، وافق الأردن، إلى جانب كلا من سوريا، لبنان، والعرب ممثلين بالفدائيين الفلسطينيين على المشاركة في مفاوضات سلام مباشرة مع إسرائيل في مؤتمر مدريد برعاية الولايات المتحدة والاتحاد السوفيتي. وتم التوقيع على معاهدة إنهاء القتال مع إسرائيل في 25 يوليو 1994. ونتيجة لذلك، أبرمت معاهدة السلام الأردنية الإسرائيلية في 26 أكتوبر 1994. وكوّن الملك حسين علاقات جيدة مع إسرائيل، منذ التوقيع على معاهدة السلام معهم. تلقّى الملك حسين العلاج من مرض السرطان لفترة طويلة في الولايات المتحدة، ولدى عودته إلى الأردن نقل ولاية العهد من شقيقه الأمير حسن إلى ابنه البكر عبد الله. توفي الملك حسين في سنة 1999، وخلفه ابنه عبد الله الثاني. تجدد الصراع بين إسرائيل والفلسطينيين بسبب قيام شارون بزيارة المسجد الأقصى، فعلى إثر هذه الزيارة اندلعت الانتفاضة الفلسطينية الثانية في أيلول/سبتمبر 2000،  سعت الأردن وبذلت جهدها لحل الخلاف بين الطرفين، وأن يبقى في سلام مع جميع جيرانه. كان أخر توتر رئيسي بين الأردن وإسرائيل في أيلول/سبتمبر 1997، عندما قام اثنين من عملاء إسرائيل بمحاولة تسميم خالد مشعل، الزعيم البارز في حماس الفلسطينية، بعد دخولهم الأردن بجوازات سفر كندية. حتى وصلت الأمور بتهديد الملك حسين بقطع العلاقات الدبلوماسية، وإجبار إسرائيل على إحضار الترياق المضاد للسم وإطلاق سراح العشرات من الأردنيين والفلسطينيين من سجونها، بمن فيهم الزعيم الروحي لحماس الشيخ أحمد ياسين،  الذي اغتالته إسرائيل في أوائل عام 2004، بقصف استهدفه داخل قطاع غزة. في 9 نوفمبر 2005، شهد الأردن ثلاثة تفجيرات إرهابية في ثلاث فنادق في عمان، قتل فيها ما لا يقل عن 57 شخصا وجرح 115. وأعلن تنظيم القاعدة في العراق بقيادة أبو مصعب الزرقاوي مسؤوليته عن الهجوم. انطلقت موجة من المظاهرات والمسيرات الاحتجاجية من مختلف أنحاء الأردن مطلع عام 2011م متأثرة بموجة الاحتجاجات العربية العارمة التي اندلعت في الوطن العربي مطلع عام 2011. كان من الأسباب الرئيسة لهذه الاحتجاجات تردي الأحوال الاقتصادية وغلاء الأسعار وانتشار البطالة وظاهرة الفساد وتسلط الأجهزة الأمنية على الشعب الأردني ودورها في صنع القرار. وقد بدأت هذه المَسيرات يوم 14 يناير/كانون الثاني 2011 بعد صلاة الجُمعة واستمرت في الأسابيع التالية. حاليا يثار موضوع انضمام الأردن والمملكة المغربية إلى مجلس التعاون الخليجي. في 17 أكتوبر 2011، كلف الملك عبد الله الثاني عون الخصاونة، القاضي السابق في محكمة العدل الدولية في لاهاي، بتشكيل حكومة جديدة، خلفا لحكومة معروف البخيت، التي قبل الملك استقالتها. كما أصدر مرسوما آخر بتعيين اللواء المتقاعد، فيصل الشوبكي السفير الأردني لدى المغرب، مديراً لدائرة المخابرات العامة، خلفاً للمدير السابق محمد الرقاد، الذي تم ترفيعه إلى رتبة فريق أول، وتعيينه عضوا في مجلس الأعيان. قدّم رئيس الوزراء القاضي الدولي عون الخصاونة استقالته في 26 نيسان 2012 وهو في زيارة لتركيا بعد ستة أشهر من تكليفه بهذا المنصب. وقد قبلها الملك عبد الله الثاني وكلّف فايز الطراونة بتشكيل حكومة جديدة  وهو رئيس وزراء أسبق في الفترة بين عامي 1998 و 1999، شهد عهده وفاة الملك الحسين بن طلال وانتقال السلطة للملك عبد الله الثاني.

## الجغرافيا

محافظات الأردن

تقع الأردن بين خطي طول 59° إلى 31° شرقاً وبين دائرتي عرض 34.52° إلى 39.15° شمالاً. تبلغ مساحتها 89.213 كيلو متر² (34.445 ميل²): منها 88.884 كم² (34.318 ميل²) يابسة، ومساحة المناطق المائية 329 كم (127 ميل²). يأتي موقع الأردن بين دول المشرق العربي والجزيرة العربية، يحده من الشمال الجمهورية العربية السورية بحدود طولها 375 كم، ومن الشرق والجنوب المملكة العربية السعودية بحدود 744 كم، وتقع الجمهورية العراقية إلى شرقه بحدود 181 كم، بينما تحده من الغرب الضفة الغربية وأراضي السلطة الوطنية الفلسطينية بحدود 97 كم، وإسرائيل بحدود 238 كم. وبهذا تكون أطول حدود له مع السعودية، كما أنها الدولة العربية التي لديها أطول حدود مع إسرائيل. يبلغ طول شريطه الساحلي 26 كم، وتمتد مياهه الإقليمية إلى مسافة ثلاثة أميال بحرية. رغم صغر حجم الأردن لكن تضاريسه وطبوغرافيته تعكس تنوعه المناخي.

### التضاريس

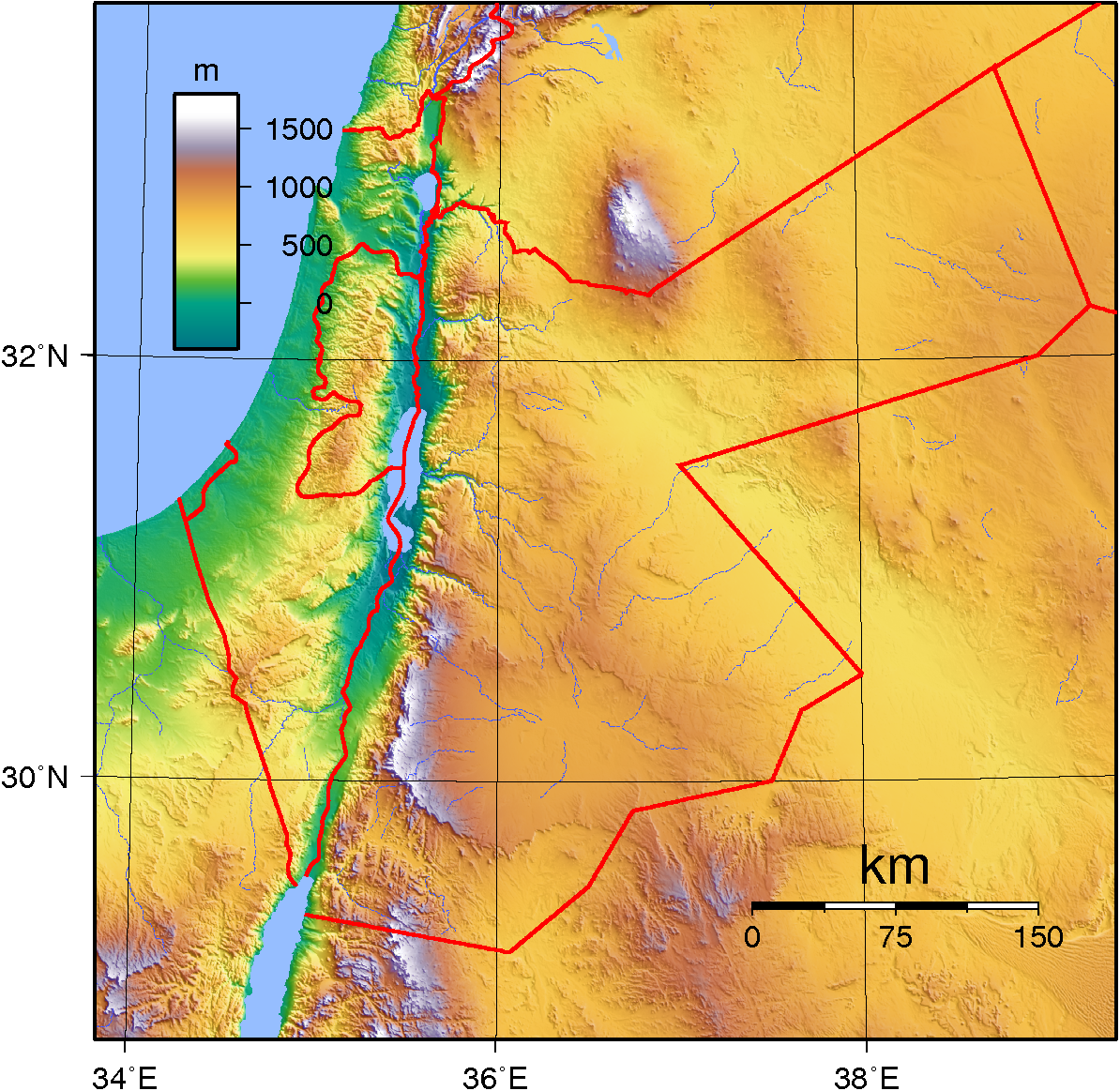
طوبوغرافيا الأردن.

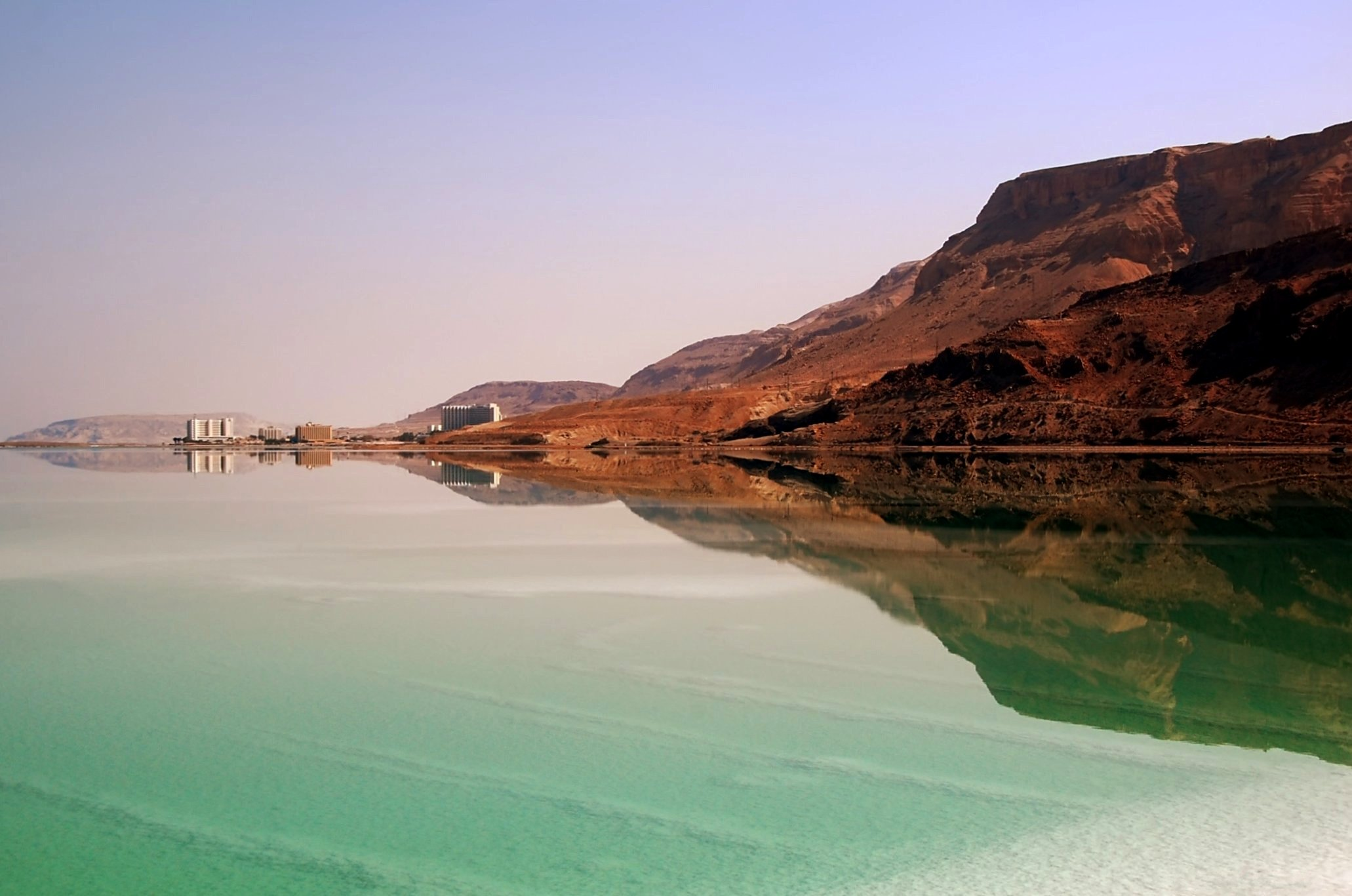
البحر الميت هو أخفض نقطة على سطح الأرض، وأكثر ملوحة بحوالي تسع مرات من البحار الأخرى، بالإضافة إلى أنه البحر الوحيد الذي لا يعيش فيه مخلوقات أبدا.

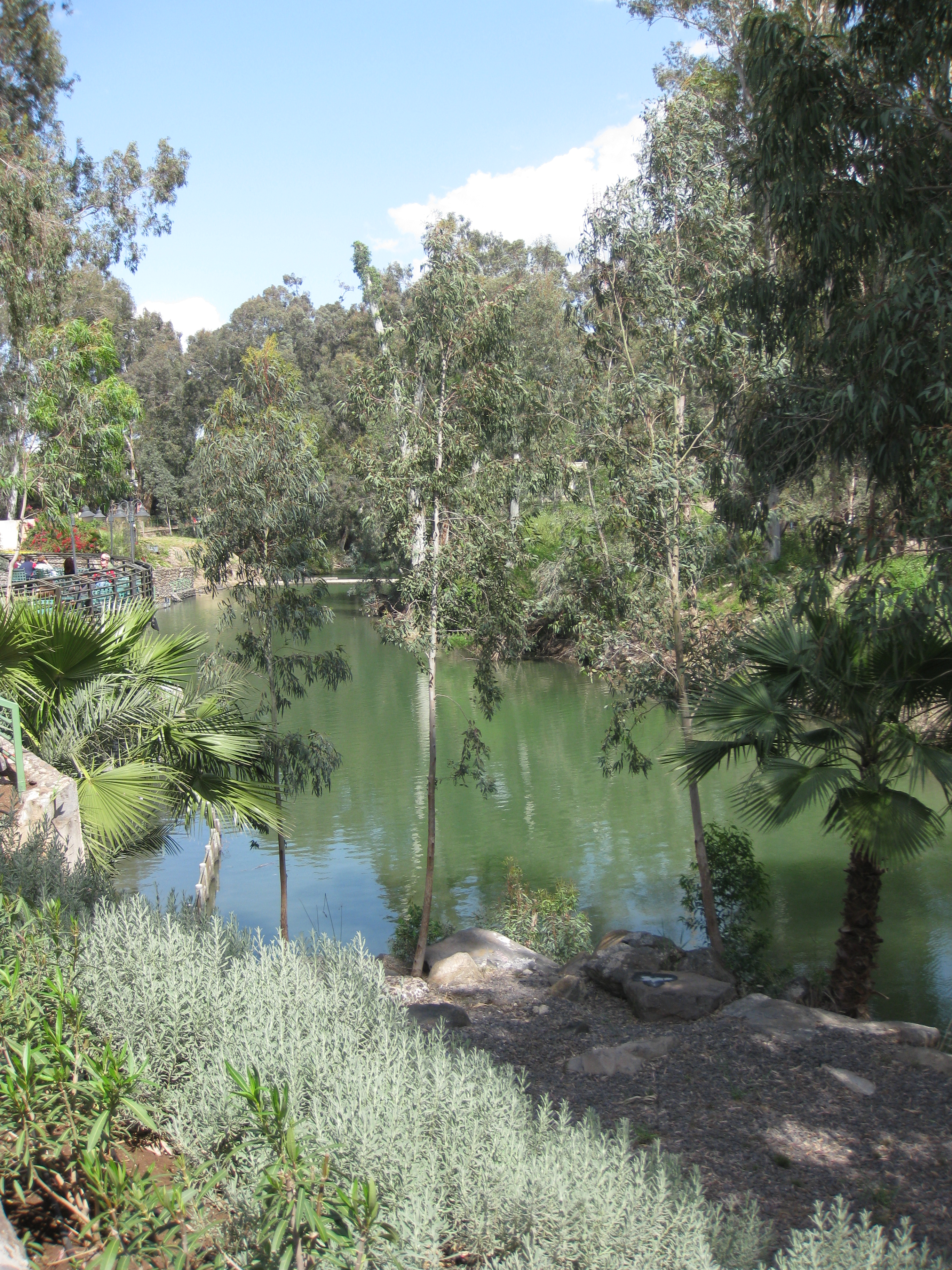
نهر الأردن.

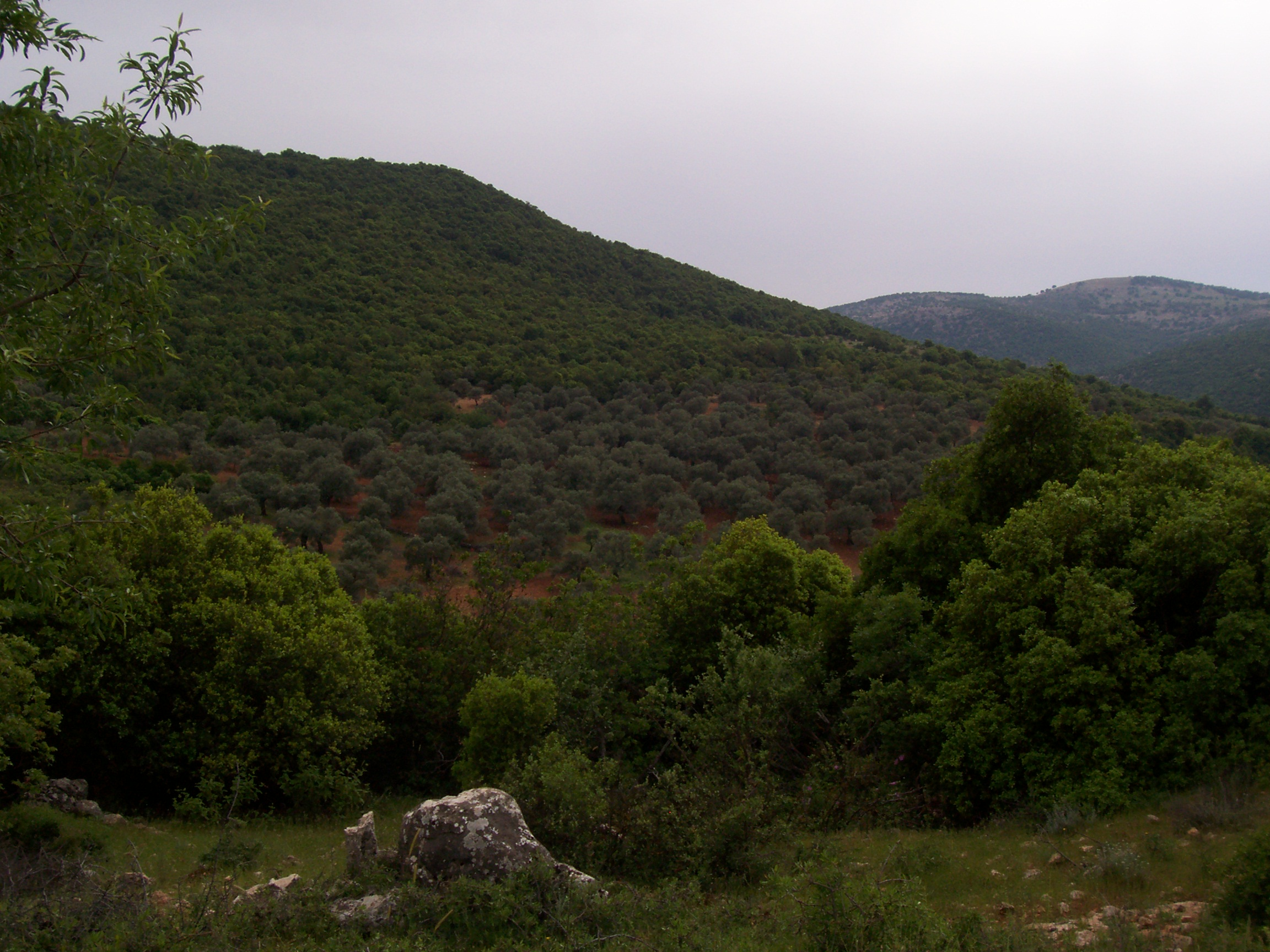
جبال عجلون.

يتكوَّن معظم سطح الأردن، بشَكلٍ عام، من نجدٍ صحراوي، في الشرق، وأراضٍ مرتفعة، في الغرب، ويفصل وادي الأخدود العظيم، بين الضفتين الشرقية والغربية لنهر الأردن، ويتألف سطح الأردن، من ثلاثة أقاليم، هي: المُنخفَض الأُخدوديّ، لوادي الأُردن (أخدود وادي الأردن)، والمُرتفَعات الجبليّة، وهضبة البادية الصحراويّة:
- منطقة وادي الأردن

يمتَدّ هذا المنخفض بأراضي الأردن مسافة 370 كم، من مصَب نهر اليرموك، حتى خليج العقبة. ويَجري نهر الأردن، في جزء من هذا المنخفض، ليصُب في البحر الميت. ويتفاوَت اتّساع المنخفض، على جانِبَي نهر الأردن، ما بين خمسة كيلومترات، شماليّ العقبة، و 35 كم، على دائرة عَرض أريحا. ويتراوَح في مستوى قاعه، ما بين منسوب 800 متراً، دون مستوى سطح البحر أعمق نقطة، لقاع البحر الميت، إلى منسوب 240 متراً، فوق مستوى سطح البحر، في أواسط وادي عربة. ويُعرَف السَّهل الفيضي لنهر الأردن، بأم الزَّوْر، ويفصِل ما بين مستوى الزَّور، والغور حافة من الأراضي الرديئة، تُعرَف باسم الكَتار، أمّا أراضي الغور، فإنها تمتد، من الشمال، إلى الجنوب، مَحصورةٌ بين الحوافّ الجبَليّة لوادي الأردن، والكَتار. وتجري مجموعةٌ من الأوديَة الجانبيّة، التي ترفُد نهر الأردن، عبْر أراضي وادي الأردن، قادِمةً من المُرتفعات الجبَليّة، ومكوِّنةً دالاتٍ مروَحيّة، تتفاوَت، في مساحتها، وأهمّيّتها. ويشتمل وادي الأردن، على أكبر المساحات المَرويّة، في الأردن.
- المرتفعات الجبلية

تشكل المرتفعات الجبلية في الأردن فاصلاً طبيعياً بين وادي الأردن والصحراء الشرقية. وتتكوَّن من هضبةٍ، تتخلّلها السلاسِل، والقِمَم، والقِباب الجبلية وتمتد، ما بين نهر اليرموك، شمالاً، والحدود الأردنية السعودية، جنوباً. يبلغ متوسِّط ارتفاع هذه الهضبة الجبلية، حوالي 1200 مترٍ، فوق مستوى سطح البحر، وتنحدِر تدريجيا. نَحو الشرق، لتتَّصِل بالهضبة الصحراوية في حين أن الجزء الأعظم منها، ينحدِر بشدة، نحو وادي الأردن، في الغرب. تشتمِل المُرتفعات الجبليّة، على وحداتٍ إقليميّة، من الشمال، إلى الجنوب هي مناطِق عجلون والبلقاء والكرك ومعان، على التوالي. أما منطقة عجلون، فيبلغ متوسِّط ارتفاعها 850 متراً،  فوق مستوى سطح البحر، ويتَّخِذ جزؤها الجنوبي، شَكل القِباب، مُتمثِّلاً في قبّة عجلون، والبلقاء، والكرك، ومعان، على التوالي، بينما يُشكِّل جزؤها الشمالي، سهول إربد. وأمّا منطقة البلقاء فيبلغ متوسِّط ارتفاعها 925 متراً،  فوق مستوى سطح البحر، وتبرُز قبّة السلط في الجزء الشمالي منها، بينما تمتَد سهول مادبا المتموِّجة، في الجزء الجنوبي منها. أمّا منطقة الكرك، فيبلغ متوسِّط ارتفاعها، عن مستوى سطح البحر، 1150 متراً، وهي في جزئها الجنوبيّ، أكثر ارتفاعاً، منها في الجزء الشمالي، وينبسِط سطح الأرض، في الأجزاء الوُسطى منها، حيث تقوم القُرى والمدُن، المحيطة بالأراضي الزراعيّة. وأما منطقة معان، فيبلغ متوسِّط ارتفاعها عن مستوى سطح البحر، حوالي 1300 مترٍ، وتنحدِر مرتفعات الشراة فيها، بشِدّةٍ، نحو وادي عربة، في الغرب. وأشهر قمم جبال الشراة، جبل مبرك، 1734 متراً، وجبل هارون، 1336 متراً، في الجنوب الغربي، من البتراء. وتوجد قمّة جبل رم، 1754 متراً، في هضبة حسمي، بمنطقة معان. كما تضم جبل أم الدامي 1854 متر، وهو أعلى جبل في الأردن،  وادي رم، ويسمى أيضاً وادي القمر نظراً لتشابه تضاريسه مع تضاريس القمر، وجبل نبو الذي يرتفع 680 مترا عن سطح البحر. يعتقد أن على الجبل وجدت مدينة نبو التي تبعد عن عمان 41 كيلومتراً وتبعد 10 كم إلى الغرب من مدينة مادبا. تطل منطقة جبل نبو على البحر الميت ووادي الأردن.
- منطقة البادية

وتسمى أيضا الصحراء الشرقية، أو هضبة البادية الصحراوية وهي الامتداد الشرقي، لهضبة المرتفعات الجبلية، في الأردن، والامتداد الشمالي للهضبة، في المملكة العربية السعودية، وهي الجزء الجنوبي، من هضبة بادية الشام. والهضبة بصفةٍ عامّة، ذات أرضٍ متموِّجة، ومع ذلك، فإنها لا تَخلو، من وجود بعض السّلاسِل الجبَليّة، في الأجزاء الجنوبيّة الغربيّة، وبخاصّة جنوبي معان، كما توجد بها بعض المنخفَضات، والقيعان، والأودية الطّوليّة، مثل منخفَض الجَفر، وقاع الدّيسي، ووادي السرحان. وتحتَلّ صحراء الحماد، مساحاتٍ واسِعة من الهضبة، بينما تنتشِر الأراضي الرّمليّة، في هضبة حسمي، بالجنوب، والحرّات البازلتية، في الجهة الشماليّة الشرقيّة، من البادية.. وهذه المنطقة تشكّل 75 بالمائة من المساحة الإجمالية للأردن.
- السهول

أهم السهول حَوْران (سهل حوران) هي المنطقة الشمالية من الأردن وأهمها لواء الرمثا والتي تمتد جغرافيا إلى جنوب سوريا درعا، وهي عبارة عن سهل لذلك تسمى سهل حوران وقد قامت عليه الكثير من الحضارات منذ القدم فقد كانت أرضاً خصبة.

وادي رم، جنوب الأردن. يتميز بطبيعته الفريدة الأقرب لسطح القمر.

### المناخ
مناخ الأردن هو مزيج من مناخي حوض البحر الأبيض المتوسط والصحراء القاحلة، حيث يسود مناخ حوض المتوسط في المناطق الشمالية والغربية من البلاد، بينما يسود المناخ الصحراوي في غالبية البلاد. وبشكل عام، فإن الطقس حار وجاف في الصيف ولطيف ورطب في الشتاء. هناك تنوع مناخي في الأردن حيث يسود المناخ المداري الجاف في وادي الأردن، مناخ الاستبس الدافئ الذي يسود في المرتفعات الجبلية، مناخ البحر المتوسط الذي يسود في المرتفعات الجبلية كذلك، مناخ البحر المتوسط البارد الذي يسود في قمم الجبال العالية مثل عجلون، مناخ الأستبس على السفوح الشرقية، المناخ الصحراوي الجاف في البادية الشرقية. تتراوح معدلات درجات الحرارة السنوية بين 12-15 درجة مئوية (54-77 فهرنهايت)، وتصل في حدها الأعلى صيفا إلى الأربعينات (105-115 ف) في المناطق الصحراوية. ويتراوح معدل سقوط الأمطار من 50 ملم (1.97 إنش) سنويا في الصحراء إلى حوالي 580 ملم (22.8 إنش). في المرتفعات الشمالية تتساقط الثلوج على فترات قليلة على معظم المرتفعات الجبلية في شمال ووسط وجنوب المملكة وتكون غزيرة جداً ومتراكمة في بعض الأحيان.

### الطبيعة

هناك عدة مئات من أنواع الأسماك جعلت بيوتها بين الشعاب المرجانية، وتعيش من خلال التغذي على بعض أنواع الطحالب التي تنمو على الشعاب المرجانية.

تحتضن محمية ضانا أكثر من 800 نوع نباتي، ثلاثة من هذه الأنواع لا يمكن إيجادها في أي مكان في العالم سوى في محمية ضانا. سجّل العلماء في الأردن نحو 78 نوعًا من الثدييات، تنتمي لسبع رتب و 26 عائلة، وتضم هذه القائمة: المفترسات (آكلات اللحوم) مثل الضبع المخطط، الذئب، ابن آوى الذهبي بالإضافة إلى أنواع مختلفة من الثعالب والقطط البرية. العاشبات (أكلات النباتات) مثل الوعل النوبي، المها العربية وأنواع مختلفة من الغزلان، والقوارض والخفافيش التي تعتبر الأكثر عددًا بين الثدييات حيث تشكّل ثلثي مجموعها. يوجد في الأردن خمسة أنواع من البرمائيات و 97 نوعاً من الزواحف. أكثر من نصف هذه الأنواع من السحالي ويقارب عددها 55 نوع بينما تم تسجيل 37 نوع من الافاعي سبع منها سامة. ورغم أن الزواحف في الأردن غير مهددة بشكل كبير، إلا أن هنالك 14 نوع منها تعتبر نادرة، ويعتقد أن هنالك 2 إلى 4 أنواع تعرضت فعلاً للانقراض.

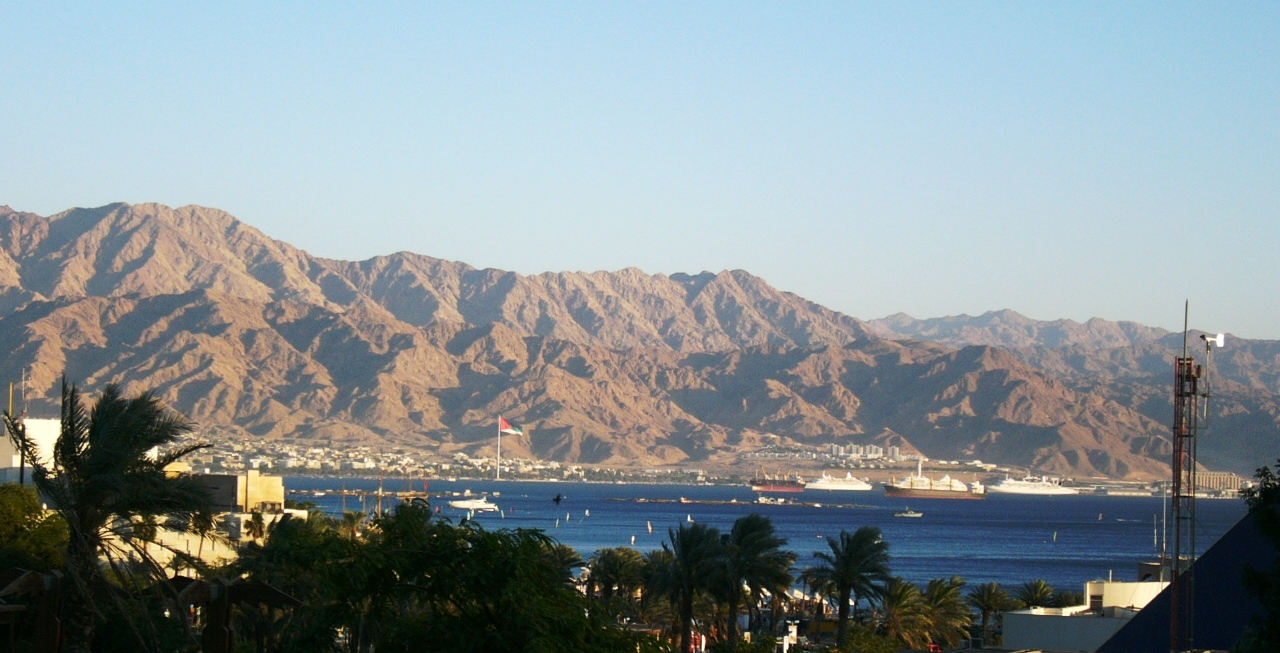
شاطئ مدينة العقبة، جنوب الأردن. يُطلق عليها "ثغر الأردن الباسم".

يعتبر الأردن من أهم ممرات الطيور المهاجرة، بسبب وقوعها على حافة حفرة الانهدام وتقطع الطيور آلاف الكيلو مترات سنويا في مواسم الهجرةً مرورا بالأردن ويبلغ عدد أنواع الطيور المسجلة في الأردن نحو 425 نوعاً، تتوزع على 58 عائلة (حسب دراسة إيان أندروز 1995)، أكثر من 300 منها مهاجرة، 95 محلية. وتزور 111 نوعا من هذه الطيور المسجلة المملكة في الشتاء، في حين تزور 63 نوعا منها المملكة في الصيف، وتمر 202 نوعا على المملكة أثناء هجرتها، و 83 نوعا ضالة الطريق. يتكاثر في الأردن عدد من الطيور المهددة عالمياً مثل العويسق والنعار السوري، كما أن هنالك العديد من الأنواع المهددة التي تم تسجيلها في الأردن خلال مواسم الهجرة وفصل الشتاء، وتشمل ملك العقبان، والعقاب الأرقط الصغير، وطائر القطقاط الاجتماعي. علما أن القائمة تضم 15 نوعا مهددا و 21 على لائحة الاتفاقية الدولية لحظر الإتجار بالأنواع المهددة. الأردن غني بتنوعه النباتي إذ سجّل العلماء ما يزيد عن 2500 من النباتات الوعائية والتي تنتمي بدورها إلى 152 عائلة وتشكّل ما مجمله 1% من النباتات المسجلة في العالم. يوجد في الأردن ما يقارب 100 نوع من النباتات المستوطنة أي ما نسبته 2.5% من مجموع النباتات المسجلة عالميا وهي نسبة عالية مقارنة بالمعايير العالمية. كما يوجد 349 نوعاً نادرا، منها 76 نوعا مهددا بالانقراض و 18 نوعا مدرجة على القوائم العالمية للأنواع المهددة بالانقراض حسب (IUCN) الاتحاد الدولي لصون الطبيعة. خليج العقبة هو موطن لبعض من خيرة الحياة البحرية في الشرق الأوسط، بينما الشعب المرجانية لا مثيل لها في العالم. يحتوي خليج العقبة مجموعة كبيرة من الحياة البحرية، مثلا قنديل البحر، خيل البحر، خيار البحر، سرطان البحر، الروبيان، قنافذ البحر، والعديد من أنواع الأسماك والديدان التي تحفر بيوتها في قاع البحر الرملي.
ويمكن الاطلاع على مجموعة متنوعة من الأعشاب البحرية في المياه الضحلة. ولعل من أهم عناصر الجذب للغواصين في خليج العقبة هو الشعاب المرجانية الملونة، خصوصا تلك الموجودة في الجزء الجنوبي من الساحل الأردني، وهناك نحو 100 نوعا من المرجان الحجري. يوجد بصورة رئيسية في المياه الضحلة الطحالب التي تتطلب الضوء لعملية البناء الضوئي، هناك عدة مئات من أنواع الأسماك جعلت بيوتها بين الشعاب، وتعيش من خلال التغذي على بعض الطحالب التي تنمو على الشعاب المرجانية.
وللأردن رموز وطنية نباتيا وحيوانيا، هي: السوسنة السوداء التي تمثل الزهرة الوطنية، الملول الذي يمثل الشجرة الوطنية، المها العربية يمثل الحيوان الوطني، والعصفور الوردي يمثل الطائر الوطني.

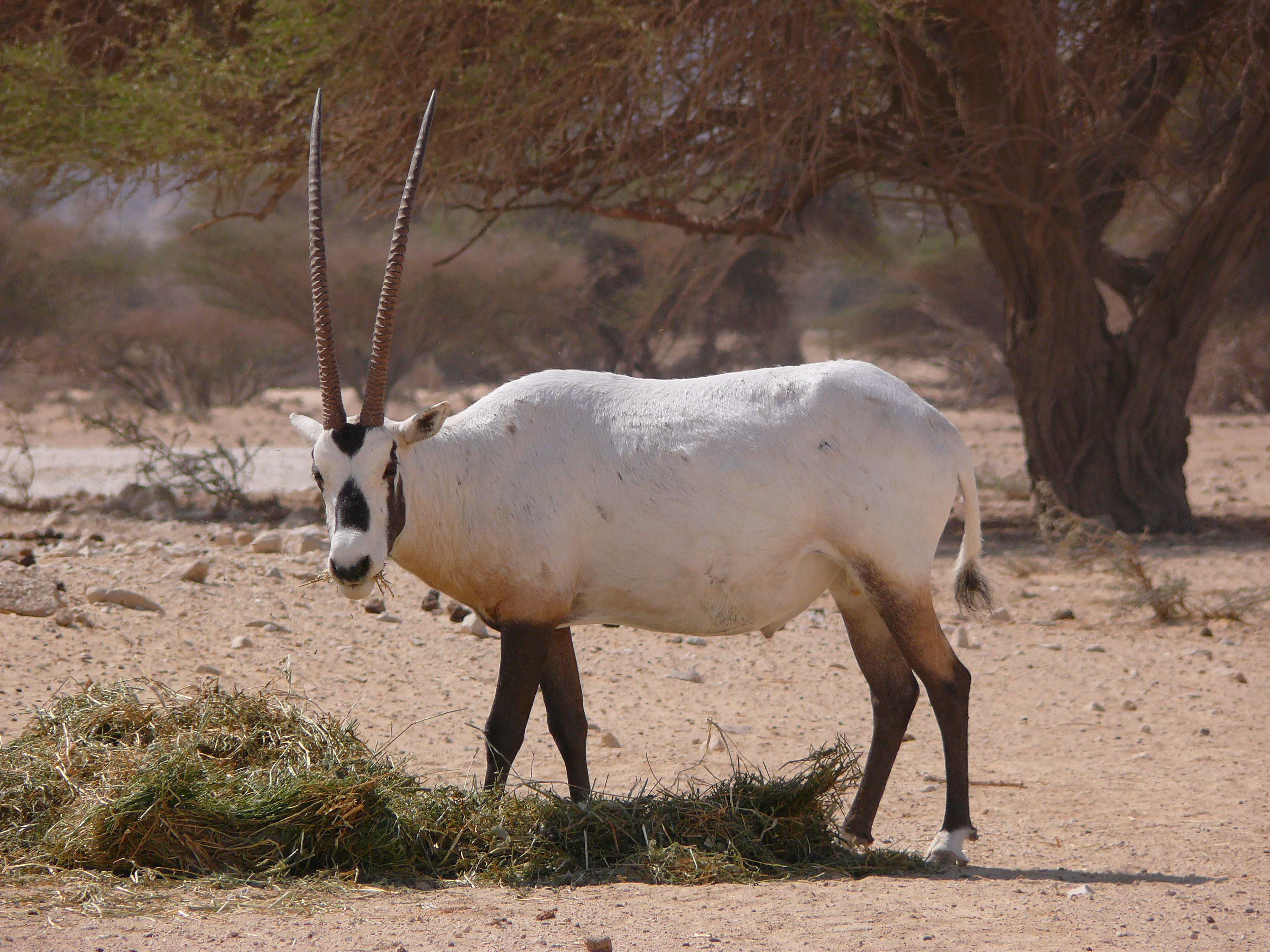
المها العربية، الحيوان الوطني
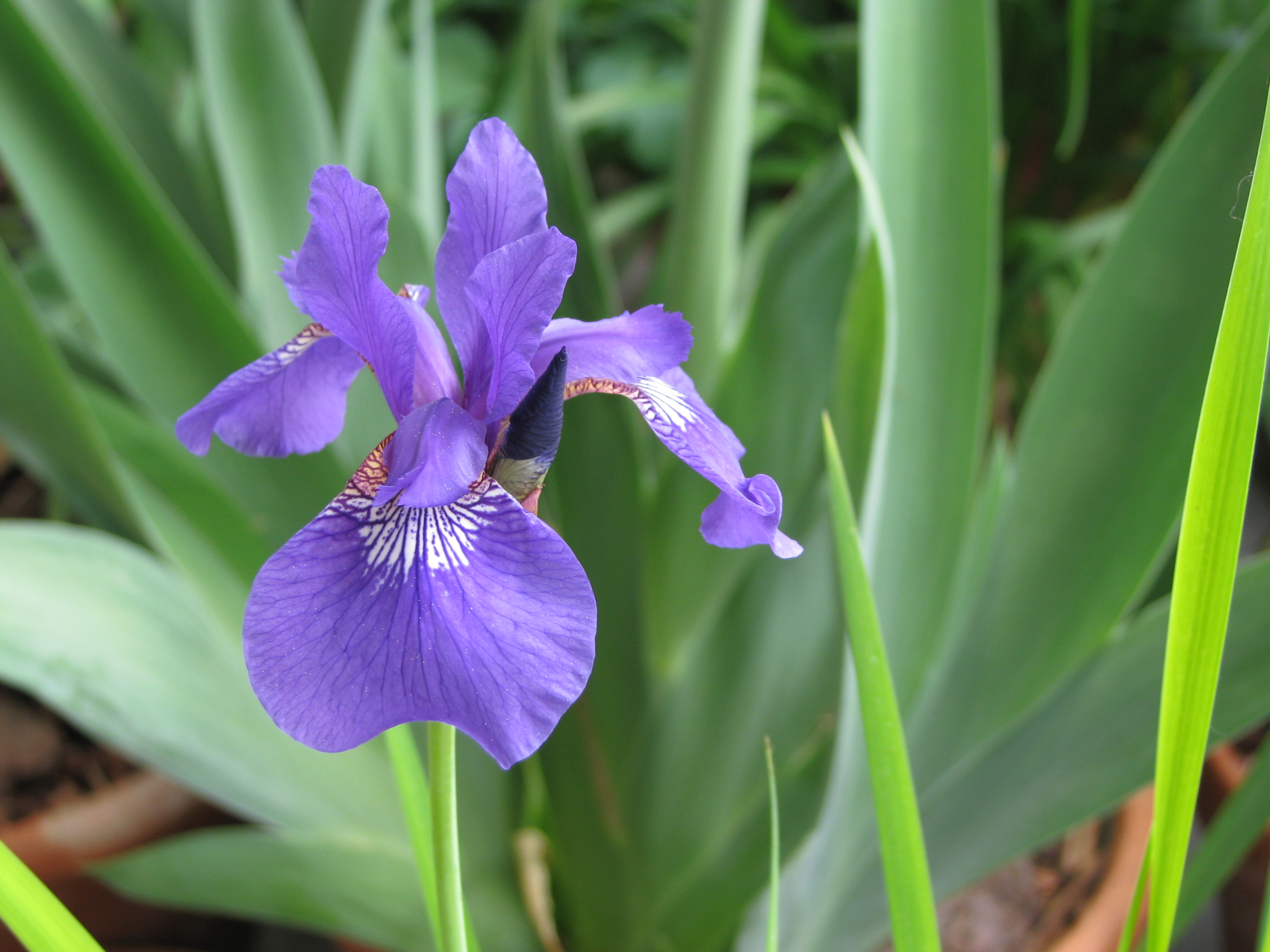
السوسنة السوداء، الزهرة الوطنية
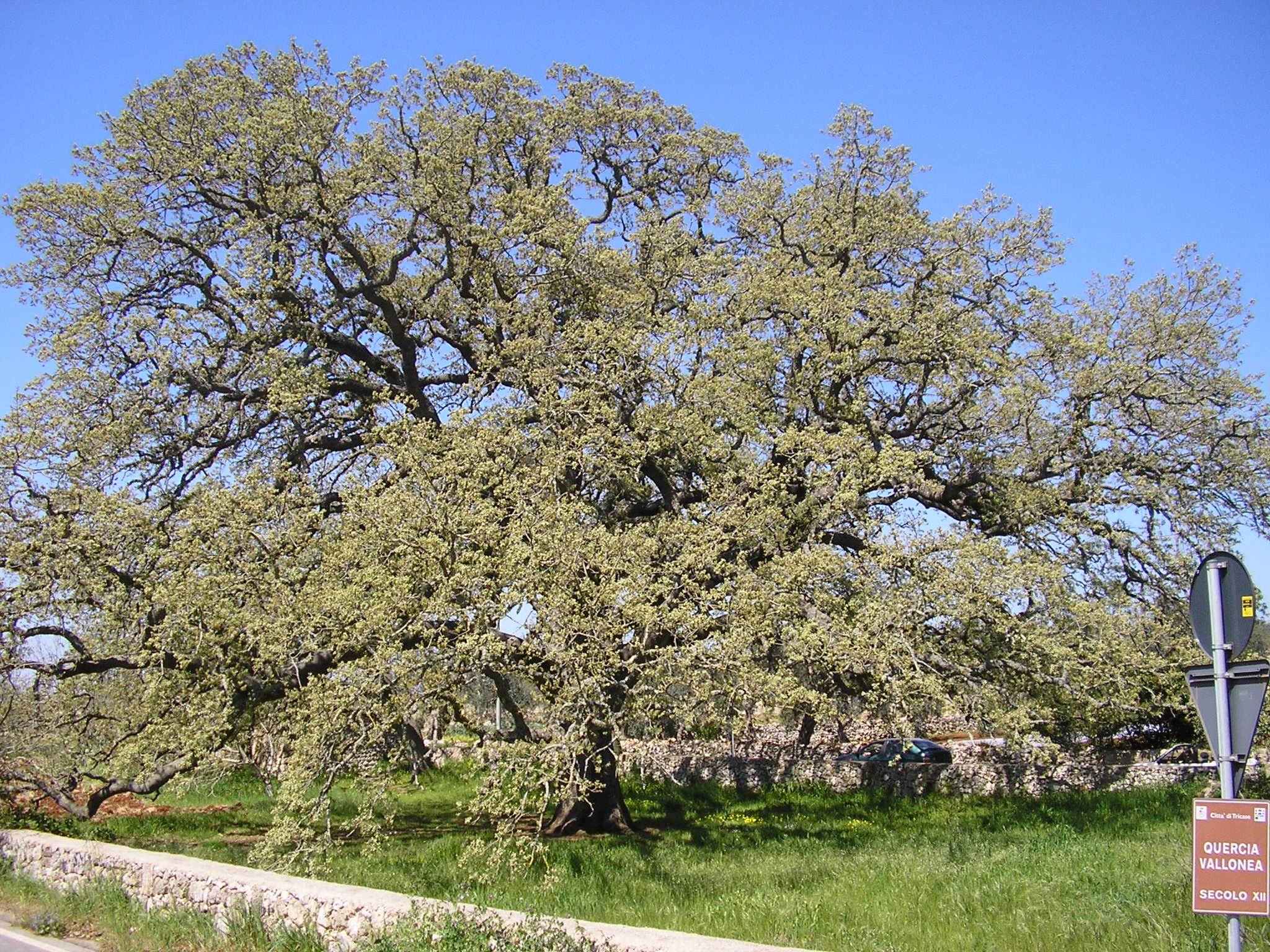
الملول، الشجرة الوطنية
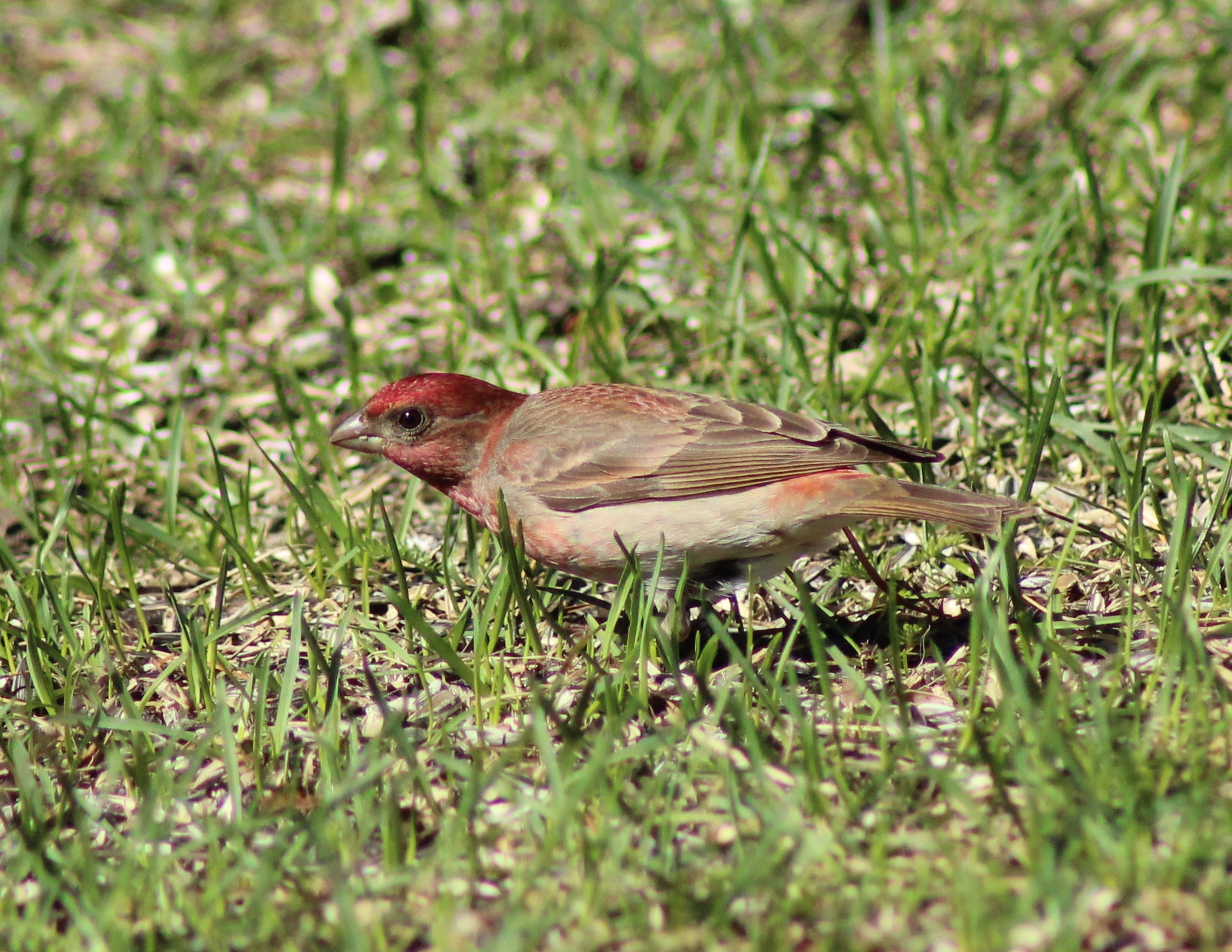
العصفور الوردي، الطائر الوطني

## النظام السياسي
ينص الدستور الأردني على أن نظام الحكم نيابي ملكي وراثي. والأمة مصدر السلطات، تمارس الأمة سلطاتها من خلال ثلاث سلطات متمثلة في السلطة التشريعية التي تناط بمجلس الأمة والملك. تعد الحكومة الهيئة التنفيذية والإدارية العليا للدولة الأردنية، ويتم تنفيذ العمل الحكومي والإداري من خلال مجلس الوزراء الذي يتولى المسؤولية عن إدارة جميع شؤون الدولة الداخلية والخارجية. يتألف مجلس الوزراء في الأردن من رئيس الوزراء رئيسًا، ومن عدد من الوزراء، ويشرف رئيس الوزراء على أعمال الحكومة، كما يرأس مجلس الوزراء، ويرتبط برئيس الوزراء ديوان الموظفين، ودائرة المخابرات العامة، ودائرة قاضي القضاة، وديوان التشريع، وديوان المحاسبة، وديوان المراقبة الإدارية.
الملك 

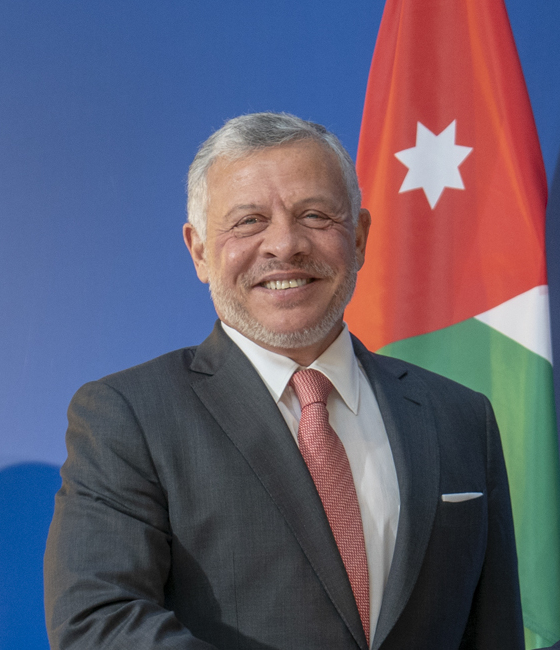
الملك عبد الله الثاني، ملك الأردن.

الملك هو رأس الدولة، ويترأس عرش المملكة، كما يتولى منصب القائد الأعلى للقوات المسلحة. يمارس الملك سلطاته التنفيذية من خلال رئيس الوزراء ومجلس الوزراء. ويعتبر مجلس الوزراء مسؤولاً أمام مجلس النواب المنتخب، والذي يشكل إلى جانب مجلس الأعيان الذراع التشريعي للحكومة. وهذا الذراع يعمل باستقلالية تامة. حكم الملك عبد الله الأول الأردن بعد الاستقلال عن بريطانيا. بعد اغتيال الملك عبد الله الأول في 1951، حكم ابنه الملك طلال لفترة وجيزة. وكان الإنجاز الأكبر للملك طلال اصدار الدستور الأردني في الثامن من كانون الثاني عام 1952. تم عزله عن الحكم في 11/8/1952 بسبب ظروف صحية. في ذلك الوقت كان ابنه الأكبر حسين، صغير (17 سنة) على الحكم، وبالتالي تسلم الحكم مجلس الوصاية الملكي حتى بلوغ الحسين السن القانونية للحكم حسب دستور 1952 وهي 18 سنة قمرية. بعد بلوغ الحسين سن 18 عامًا، جلس على عرش المملكة وتسلم الحكم عام 1953 حتى وفاته في عام 1999، متجاوزاً العديد من التحديات لحكمه مستنداً على ولاء جيشه وبوصفه رمزاً للوحدة والاستقرار لكلا المجتمعين الأردني والفلسطيني الموجودين في الأردن. أنهى الملك الحسين الأحكام العرفية عام 1991، بعد أن فرضها في 1970، بتعيين مستشاره العسكري حابس المجالي حاكمًا عسكريًا عامًا للأردن، وتشكيل وزارة جديدة برئاسة الزعيم داود خلفًا لوزارة عبد المنعم الرفاعي المستقيلة، وتعيِّن حُكامًا عسكريين في كل محافظات الأردن. في عام 1992 أجاز الملك الحسين الأحزاب السياسة. وفي عامي 1989 و 1993 أجرى الأردن انتخابات نيابية حرة وعادلة، إلا أن بعض التغيرات المثيرة للجدل في قانون الانتخاب دفعت الأحزاب الإسلامية لمقاطعة انتخابات عام 1997. خلف الملك عبد الله الثاني والده الحسين عقب وفاته في شباط عام 1999، وقد تحرك الملك عبد الله سريعاً من أجل إعادة تأكيد معاهدة السلام مع إسرائيل وعلاقة الأردن بالولايات المتحدة الأمريكية، وقد عمل خلال سنته الأولى في السلطة على إعادة تركيز الأجندة الحكومية على الإصلاح الاقتصادي. وقد أدى استمرار مواجهة الأردن لصعوبات الهيكلة الاقتصادية ونمو السكان والبيئة السياسية الأكثر انفتاحاً إلى ظهور عدد من الأحزاب السياسية، وفي سعيه إلى استقلال أعظم قام البرلمان الأردني بتوجيه تهمة الفساد ضد العديد من رموز النظام وأصبح المنتدى الأكبر الذي تطرح فيه وجهات النظر السياسية المختلفة بما فيها وجهات نظر السياسيين الإسلاميين، ويلعب البرلمان دوراً مهماً في السلطة إلا أن الملك عبد الله يبقى هو السلطة الأعلى. في 28 يونيو/ حزيران 2004 عين الملك عبد الله أكبر أبنائه حسين (مواليد 1994) وليا للعهد.
 البرلمان
البرلمان الأردني هو مجلس الأمة الذي يتولى السلطة التشريعية في الأردن؛ ويتكون من مجلسي الأعيان والنواب، ويقوم الملك بتعيين أعضاء مجلس الأعيان البالغ عددهم 60 عضوًا لمدة أربع سنوات. أما مجلس النواب فإنه يتألف من 110 نواب ينتخبون انتخابًا حرًا بطريقة التصويت. ويعقد المجلسان في كل سنة من ولايتهما، دورة عادية واحدة مدتها أربعة أشهر، وعددًا من الدورات الاستثنائية يدعوان إليها بأمر ملكي.
 السلطة القضائية والأحزاب

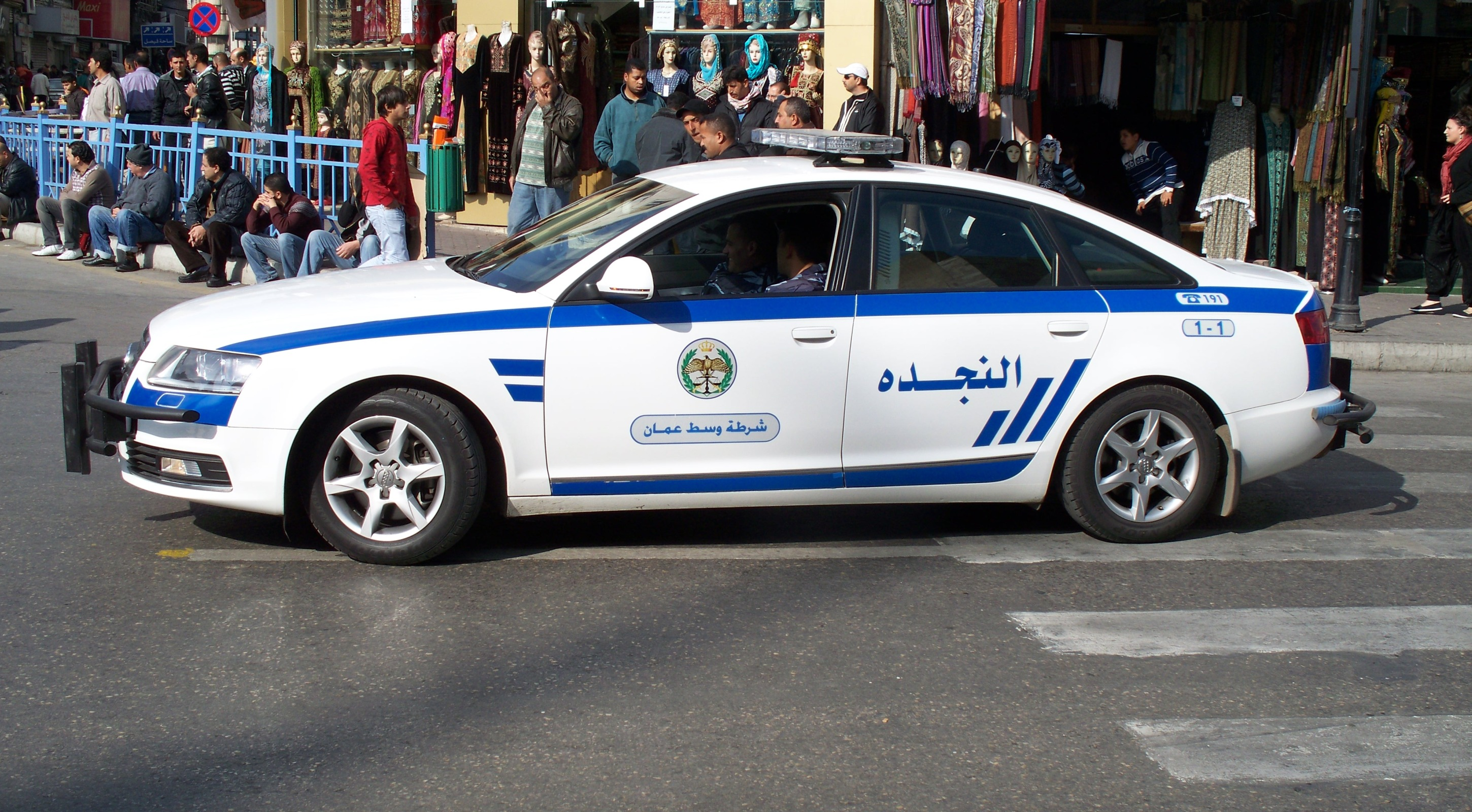
الشرطة الأردنية.

ينص الدستور على أن السلطة القضائية تتولاها المحاكم على اختلاف أنواعها ودرجاتها وتصدر جميع الأحكام وفق القانون باسم الملك، كما ينص الدستور على أن القضاة مستقلين، ولا سلطان عليهم في قضائهم لغير القانون. يتألف النظام القضائي في الأردن من محاكم مدنية وشرعية وخاصة. وتشتمل المحاكم المدنية على محاكم الصلح، والمحاكم الابتدائية، ومحكمة الجنايات العليا، ومحاكم الاستئناف، ومحكمة العدل العليا. أما المحاكم الشرعية فإنها تشتمل على المحاكم المختصة بالنظر في قضايا الأحوال الشخصية للمسلمين، وعلى المحاكم الدينية لغير المسلمين. وتنشأ المحاكم الخاصة لغايات خاصة محددة، ومنها المجالس العسكرية، ومحكمة الشرطة، وتختص بمحاكمة أفراد القوات المسلحة وأفراد الأمن العام.
يستند النظام القانوني في الأردن إلى الشريعة الإسلامية والقوانين الفرنسية؛ يتم إجراء المراجعات القضائية للتشريعات الجديدة من قبل مجلس القضاء الأعلى؛ لم يقبل الأردن النطاق التشريعي الإلزامي لمحكمة العدل الدولية. هناك أكثر من 30 حزبا سياسيا، ولكن الحزب السياسي الوحيد الذي يلعب دورا في المجلس التشريعي هو جبهة العمل الإسلامي. ويمكن القول ان الأحزاب السياسية تمثل أربعة أقسام: الإسلاميين، وتمثله جبهة العمل الإسلامي، ويضاف إلى هذا التيار قوى إسلامية أخرى مثل حركة دعاء الإسلامية وغيرها. اليساريين، وتمثله عدة أحزاب كحزب الوحدة الشعبية، الحزب الشيوعي الأردني والحزب الديمقراطي الأردني (حشد). التيار القومي وتمثله أحزاب البعث بشقيه العربي الاشتراكي والديمقراطي الأردني والحزب العربي.والليبراليين، تمثله تيار الوسط أحزاب العهد والمستقبل وغيرها. ولكن هذه ليس لها تأثير كبير على العملية السياسية بسبب عدم وجود رؤية واضحة أو استراتيجية لدى هذه الأحزاب فضلا عن الاختلافات داخل هذه الأحزاب السياسية.
الديمقراطية وحقوق الأنسان
أظهر عبد الله بن حسين التزاما مستمرا لإصلاح القطاع الاجتماعي وشرع في تقديم الدعم لمبادرات أوسع للإصلاح الديمقراطي. في السنوات القليلة الماضية، عملت الحكومة الأردنية على عمل تحسين للإطر القانونية والتنظيمية للأردن، ودعم إصلاحات في المجال القانوني، بهدف تحقيق الاستقلال الكامل للسلطة القضائية. العديد من المؤسسات الديمقراطية ومؤسسات المجتمع المدني غير منظمة بشكل كافي، ولا يوجد لديها مهارات سياسة لأداء دورها على نحو فعال ومؤثر. بالإضافة إلى ذلك، تواجه المنظمات غير الحكومية إطار قانوني وإداري لا يساعد كثيرا على النمو والتوسع في هذا المجال. تقارير وسائل الإعلام على الساحة السياسية الأردنية أقل تطورا من ما هو موجود في الديمقراطيات الغربية. وهناك أيضا مستوى منخفض نسبيا من مشاركة المجتمع المدني في عملية صنع القرار. فيما يتعلق بحقوق الأنسان، أنضم الأردن إلى ست من إتفاقيات الأمم المتحدة الرئيسية السبع المعنية بحقوق الإنسان، كما أنضم الأردن كذلك إلى سبع اتفاقيات من منظمة العمل الدولية الثماني، المعنية بحقوق الإنسان. يتوافر في الأردن معظم أنماط المؤسسات المعنية بحقوق الإنسان، بدءاً من المؤسسات الوطنية إلى اللجان البرلمانية، والمنظمات غير الحكومية المعنية بحقوق الإنسان.

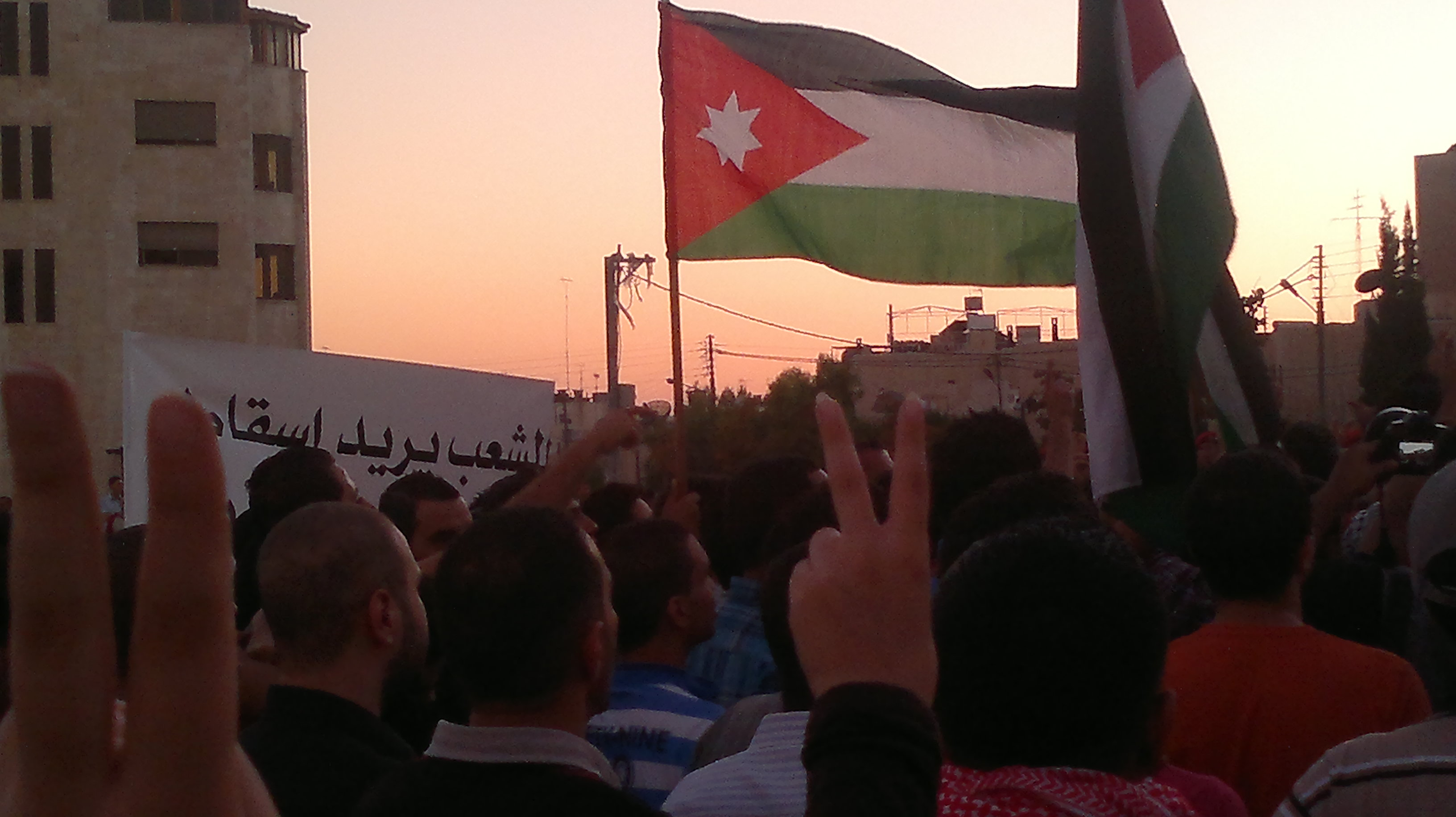
تظاهرات لأحزاب معارضة ضد معاهدة وادي عربة بعمّان عام 2012.

اتهمت منظمة هيومن رايتس ووتش، الأردن بخنق المعارضة وكبح حرية التعبير، وأشارت المنظمة إلى أن السلطات الأردنية حاكمت المعارضين السلميين وحظرت التجمعات السلمية للاحتجاج على سياسات الحكومة. كما قالت المنظمة أيضا أن الجامعات الأردنية لا يمكن اعتبارها مؤسسات حرة للتعليم إذا كان ضباط الأجهزة الأمنية يضيقون الخناق على أولئك الذين يفكرون بالنقد، ويتدخلون في أنشطتهم السلمية.
 الاستقرار السياسي والأمني 

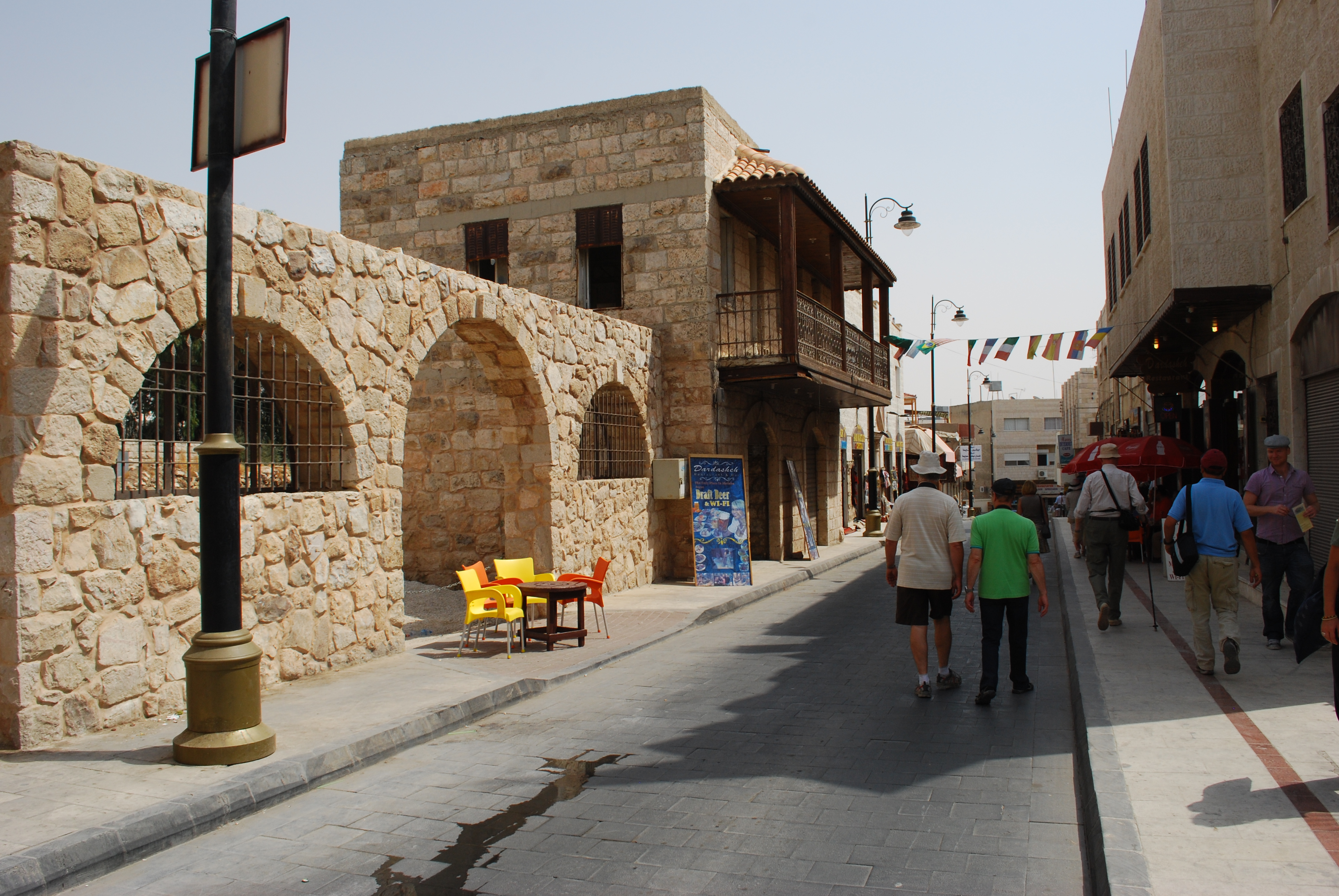
وسط مدينة مادبا، جنوب العاصمة.

نجح الأردن خلال عقود من الاضطراب السياسي الإقليمي في المحافظة على استقراره وبناء قواعد متينة للنمو الاقتصادي، حيث تعامل مع الأزمات الإقليمية بطريقة مكنته من بناء علاقات طيبة مع كافة دول الجوار، وأصبح في السنوات الماضية مركزا إقليميا للمستثمرين وأصحاب الأعمال. وقد أظهر المستثمرون ثقتهم في الأردن من خلال افتتاح أكثر من 10,000 شركة وما يزيد عن خمسين مشروعا تجاريا لشركات متعددة الجنسيات، وساهمت جهود المستثمرين في خلق زخم عالي لنمو الاقتصاد وطور البلاد تجلت آثاره في الحركة العمرانية والصناعية والسياحية المزدهرة. يمتلك الأردن جيش وجهاز شرطة متطورين ومدربين تدريبا جيدا وفعالا أثبتا فاعلية في الحفاظ على الأمن والاستقرار وسرعة في التعامل مع أي طارئ. يضع تقرير التنافسية العالمية 2007 – 2008 الأردن في مصاف الدول الآمنة في الشرق الأوسط والعالم. حيث حصل الأردن على المرتبة 14 في العالم، والأولى في المنطقة، من حيث فاعلية خدمات الشرطة، في حين حصلت مصر على المرتبة 57، إسرائيل 53، أمريكا 20، وبريطانيا 29. وحصلت الأردن في إطار مكافحة الجريمة المنظمة على المرتبة التاسعة عالميا (المرتبة الأولى بين دول الشرق الأوسط)، فيما حصلت مصر على المرتبة 32، إسرائيل 36، بريطانيا 43، الهند 68، الصين 92 عالميا. تثبت هذه الإحصائيات أن الأردن من أكثر الدول أمنا في العالم.

### التقسيمات الإدارية
يقسم الأردن إلى 12 محافظة، وكل محافظة إلى ألوية وأقضية. يحوي الجدول التالي سردا لأكبر المدن من حيث عدد السكان في المملكة (إحصائيات 2004):
| تقسيم إداري حسب أكبر المدن تقسيم إداري حسب المحافظة عمان الزرقاء معان المفرق العقبة إربد الطفيلة الكرك عجلون مادبا 2 1 2. جرش البلقاء 3 4 |           |          |           |           |
| أكبر المناطق الحضرية في الأردن |           |          |           |           |
| المدينة | سكانها    | المحافظة | سكانها    | مساحتها   |
| عمان | 1,291,150 | عمان     | 2,419,600 | 7,579كم 2 |
| الزرقاء | 481,300   | الزرقاء  | 931,100   | 4,761 كم2 |
| إربد | 300,300   | إربد     | 1,112,300 | 1,572 كم2 |
| الرصيفة | 277,300   | الزرقاء  | 931,100   | 4,761 كم2 |
| القويسمة | 168,800   | عمان     | 2,419,600 | 7,579 كم2 |
| وادي السير | 152,000   | عمان     | 2,419,600 | 7,579 كم2 |
| تلاع العلي | 141,000   | عمان     | 2,419,600 | 7,579 كم2 |
| العقبة | 106,800   | العقبة   | 136,200   | 6,905 كم2 |
| خريبة السوق | 105,900   | عمان     | 2,419,600 | 7,579 كم2 |
| السلط | 88,900    | البلقاء  | 418,600   | 1,120كم2  |
| الرمثا | 85,600    | إربد     | 1,112,300 | 1,572 كم2 |
| مادبا | 84,600    | مادبا    | 156,300   | 940 كم2   |

## التركيبة السكانية

سكان الأردن منذ العام 1952.

يشير إحصاء عام 2015 إلى أن عدد سكان الأردن بلغ حوالي 9.5 مليون نسمة (2.9 مليون منهم ليسوا مواطنين أردنيين، ومعظمهم لاجئون وعمال من عدة دول). في حين بلغ عدد الأردنيين نحو 6.6 مليون نسمة. ساهمت الظروف السياسية والاقتصادية في الشرق الأوسط بزيادة أعداد السكان خاصة مع استقبال الأردن لللاجئين من مختلف الدول؛ فلسطين والعراق وسوريا وليبيا واليمن وغيرها.
نحو 98% من الأردنيين هم من العرب، و 2% هم من الشركس والأرمن والكرد والشيشان وغيرها من العرقيات. الثقافة الأردنية هي ثقافة عربية أصيلة، ويشتهر الأردنيون بحسن الضيافة والكرم.
يستضيف الأردن عدد كبير من اللاجئين الفلسطينيين، فبحسب وكالة الأمم المتحدة لإغاثة وتشغيل اللاجئين الفلسطينيين (الأونروا)، بلغ عدد اللاجئين الفلسطينيين في الأردن بحلول نهاية عام 2016 نحو 2,175,491 أغلبهم يتمتعون بحق المواطنة الأردنية الكاملة استناداً إلى الارتباط الإداري والقانوني للضفة الغربية بالأردن الذي استمر حتى عام 1988 (يستثنى منهم نحو 140,000 لاجئ أصلهم من قطاع غزة الذي كان حتى العام 1967 يتبع للإدارة المصرية). عدد كبير من الفلسطينيين ما زالوا يعيشون في مخيمات اللاجئين، حيث هناك عشرة مخيمات رسمية وثلاثة غير رسمية، ويعيش لاجئون آخرون بالقرب من المخيمات.
المجموعات العرقية الأخرى تشكل ما نسبته 2% من الأردنيين، من هؤلاء الشركس الذي الذين نزحوا إلى الأردن بتوجيه من السلطات العثمانية على إثر الحرب الروسية العثمانية. ومع اكتمال هجرتهم أوائل القرن العشرين، بلغ مجموع جميع المهاجرين 3500. تتراوح تقديرات السكان الشركس اليوم بين 20,000 إلى 80,000.

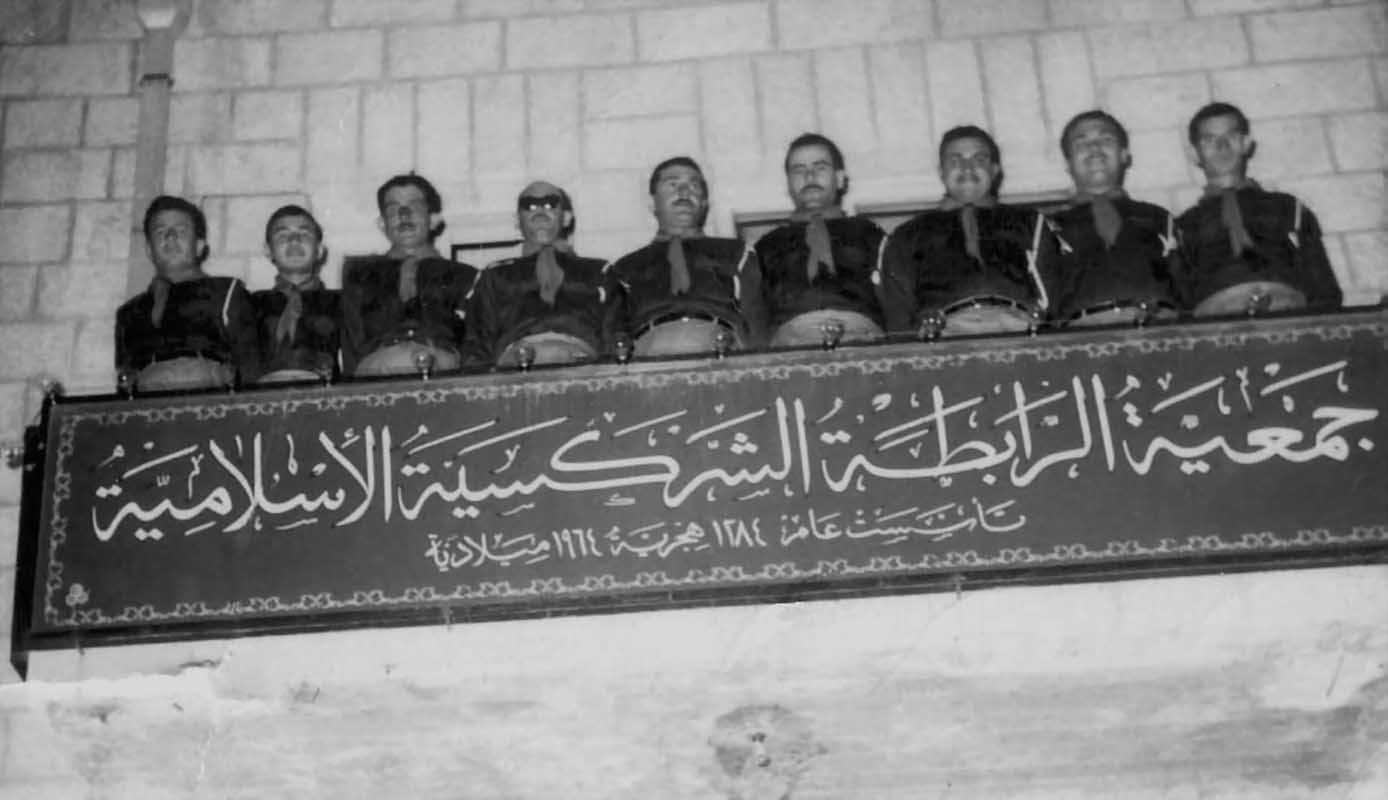
جمعية الرابطة الشركسية الإسلامية. تأسست عام 1964

راسم بدران، معماري فلسطيني - أردني

هناك مجموعة من الكرد الناطقين بالعربية يعيشون في عدة قرى وبلدات شمالية. كذلك هناك عدة آلاف من الأرمن. شمال وادي الأردن يستضيف جالية صغيرة من التركمان والبهائيين الذين انتقلوا من إيران إلى الأردن هربا من الاضطهاد في عام 1910. في بدايات القرن العشرين، هاجر شعب قوقازي وهم الشيشان، إلى الأردن على شكل موجات. عملوا في الزراعة. وقد اندمجوا على مر السنين في المجتمع الأردني مع حفاظهم على ثقافتهم الخاصة، مثل تقليد خطف العروس برضاها وضد إرادة أسرتها واعتبر ذلك قدرا من الفروسية والرجولة والشجاعة. ما زالت هذه العادة سارية المفعول حتى اليوم، لكنها اتخذت طابع احتفالي. يقدر عددهم بنحو 8,000 نسمة.
كما يستضيف الأردن نحو 1.4 مليون لاجئ سوري بسبب الأزمة السورية منذ عام 2011. وهناك عدد كبير من اللاجئين العراقيين المقيمين في الأردن، يأتي ذلك بسبب الغزو الأمريكي عام 2003 ولنزوحهم من الوضع السياسي المضطرب في بلادهم. وصل عددهم إلى نحو مليون لاجىء عام 2007،  بقي منهم بحلول عام 2015 نحو 131,000. ويُضاف إليهم آلاف اللبنانيين الذين جاءوا إلى الأردن عندما اندلعت الحرب الاهلية في بلادهم عام 1975، ونحو 15,000 أتو جراء حرب سنة 2006 بين إسرائيل وحزب الله. يستضيف الأردن كذلك نحو 31,163 يمني و 22,700 ليبي. هناك طبقة عمالة أجنبية كبيرة في البلاد مقارنة مع عدد السكان. حيث يوجد مئات الآلاف من العمال في الأردن أتوا من مصر (650 ألفاً)، جنوب آسيا (خاصة بنغلاديش وسريلانكا)، أوغندا، إثيوبيا، سوريا، إندونيسيا وغيرها. وساهمت اتفاقيات المناطق الصناعية المؤهلة مع الولايات المتحدة بزيادة أعداد العمال خاصة من الصين وبنغلاديش.
كثيراً ما تمت الإشارة إلى الأردن من قبل الاقتصاديين كبلد مصدرة للعقول الماهرة المتعلمة. أدّت الطفرة النفطية في سبعينيات القرن العشرين إلى ازدياد حاجة دول الخليج للعقول الماهرة والمتعلمة، مما أدى إلى هجرة عشرات الآلاف من الأردنيين للعمل بشكل مؤقت في تلك الدول خاصة في مجالات الطب والهندسة والتعليم. وفي أعقاب حرب الخليج الثانية عاد الآلاف من الأردنيين العاملين هناك. وبعد تحسّن العلاقات الأردنية الخليجية عادت العقول الأردنية للهجرة مرة أخرى إلى دول الخليج. وبحلول عام 2017، قدرت وزارة العمل الأردنية بأن هناك نحو 425 ألف خبير أردني يعملون في دول الخليج، معظمهم أطباء ومهندسون وأساتذة جامعيون أو يعملون في المجالات التي تحتاج إلى تعليم عالي ومهارات خاصة.

### اللغة
كافة الأردنيين، بغض النظر عن العرق أو الدين، يتحدثون اللغة العربية، التي هي أيضا اللغة الرسمية في الأردن. اللغة العربية في الأردن موجودة على ثلاثة أشكال: العربية التراثية، وهي لغة القرآن، أما اللغة الأدبية فتطورت من العربية التراثية ومعروفة باسم اللغة العربية الفصحى، واللهجات المحلية ("العاميات"). هناك لهجة تميز كل منطقة من مناطق الأردن عن غيرها من المناطق الأخرى. إذ تتشابه نسبياً لهجة أهل الشمال والوسط لتشكّل لهجة مميزة بعيدة عن اللهجة البدوية. في حين تمتاز مناطق جنوب الأردن وشرقه بلهجة أقرب إلى البداوة ولكنها في نفس الوقت متميزة ومختلفة عن اللهجات الدارجة في دول الخليج. كما تنتشر في البلاد لهجة هجينة من اللهجات الأردنية وخاصة الشمالية (لهجة بيضاء) وهي واسعة الاستخدام عند كافة شرائح المجتمع. أما اللغة الإنجليزية فتستعمل على نطاق واسع في مجال التجارة والحكومة، وتدرس اللغة الفرنسية في بعض المدارس الخاصة. الأقليات مثل الشركس، الأرمن، الشيشان والأكراد يستخدمون لغاتهم في محيطهم الخاص.

### الدين
| الدين في الأردن            | الدين في الأردن            | الدين في الأردن | الدين في الأردن | الدين في الأردن |
| -------------------------- | -------------------------- | --------------- | --------------- | --------------- |
| الدين                      | الدين                      |                 | النسبة المئوية  | النسبة المئوية  |
| إسلام (أهل السنة والجماعة) | إسلام (أهل السنة والجماعة) |                 | 92%             | 92%             |
| مسيحية                     | مسيحية                     |                 | 6%              | 6%              |
| اخرى                       | اخرى                       |                 | 2               | 2               |

الإسلام هي الديانة السائدة في الأردن، وكذلك هو دين الأغلبية من العرب وغير العرب. إضافة لكونه الدين الرسمي في الدولة، أكثر (إحصائيات 2001) من 92% من الأردنيين هم من المسلمين، والأغلبية الساحقة منهم يتبعون المذهب السني، وحوالي 6% من المسيحيين غالبية المسيحيين ينتمون إلى كنيسة الروم الأرثوذكس، وهناك طوائف صغيرة من الروم الكاثوليك، السريان الأرثوذكس، الأقباط الأرثوذكس، آشوريين، كلدان كاثوليك، الأرمن الأرثوذكس، وأعداد قليلة من الطوائف البروتستانتية معظمها في عمان. بالإضافة إلى ذلك يتبع حوالي 2% من السكان المذهبين الشيعي والدرزي. الدروز يعيشون بالقرى القريبة من الحدود السورية، وهناك أيضا مجموعة من الدروز في منطقة الأزرق في شرق البلاد. وتتواجد طائفة صغيرة البهائيين في البلاد والذين انتقلوا من إيران إلى الأردن هربا من الاضطهاد في عام 1910. الدستور الأردني يضمن حرية المعتقدات الدينية، ونظراً لما يشهده الأردن من تنوع عرقي وديني فإنه يوفر الحرية الكاملة لمواطنيه في تشكيل والمشاركة في النوادي الخاصة بهم، المدارس، والجمعيات أو أماكن العبادة. كما أن الحق للمجموعات العرقية في تعلم لغاتها بشكل مجاني.

### التعليم

يحتل الأردن مرتبة متقدمة في نسبة التعليم ومحو الأمية في الوطن العربي.

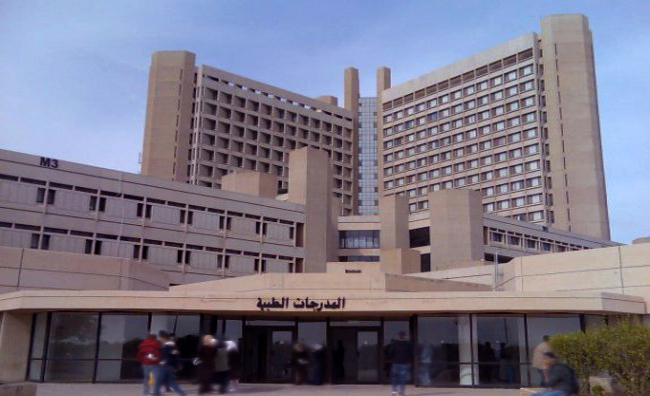
مجمع كليات الطب في جامعة العلوم والتكنولوجيا الأردنية في إربد.

شهد نظام التعليم في المملكة تحسنا مستمرا منذ منتصف القرن العشرين. ولعب نظام التعليم الكفء دورا كبيرا في تحويل الأردن من بلد يغلب عليه الطابع الزراعي إلى دولة صناعية. وصلت نسبة الالتحاق الإجمالية بالتعليم الأساسي إلى 100% بحلول عام 2007، وفي عام 2013 بلغت نسبة الانتقال من التعليم الأساسي إلى التعليم الثانوي 98.8%. كما من الجدير بالذكر أن نسبة الإلمام بالقراءة والكتابة لدى البالغين من كلا الجنسين (15 عاماً فما فوق) بلغت 97.9% عام 2012،  وهو من أعلى المعدلات على مستوى منطقة الشرق الأوسط وشمال أفريقيا والعالم، في حين وصلت النسبة بحلول عام 2015 إلى 98.01%. الأردن يسير نحو اقتصاد المعرفة لهذا تم وضع مناهج وأساليب حديثة تشدد على التعليم القائم على اقتصاد المعرفة (التفكير الإبداعي، التفكير النقدي، والتعليم المرتكز على الطالب، إلخ). كما تمت معاونة الطلاب والمعلمين على إدراك تميز التعليم القائم على المعرفة بالمقارنة بأسلوب التدريس التقليدي القائم على الحفظ والتلقين. وتم استخراج نتائج التعليم على مستوى كافة المواد التعليمية والصفوف بالتعليم العام. وتم كذلك تحقيق نتائج متوسطة في العديد من المجالات المهنية. وقد تم تقديم تدريب يهدف إلى تحسين المهارات الأساسية في تكنولوجيا المعلومات والكمبيوتر للمعلمين؛ كما يتم تدريب المعلمين ومنحهم شهادات في استخدام برنامج الرخصة الدولية لقيادة الحاسب الآلي، وأنتل، إضافة لمنح المعلمين شهادات في برنامج "وورلد لينكس". تسعى الأردن إلى توفير بيئة تعليمية متطورة مشجعة على التعليم خلال إقامة منشآت مدرسية متميزة من الناحية البيئية. والعمل على استخدام تكنولوجيا الكمبيوتر والمعلومات داخل الفصول على تعزيز التجربة التعليمية للطلاب.
 التعليم العالي 
يُقبل الحائزون على شهادة الثانوية العامة على الدراسة في الجامعات الحكومية أو الخاصة أو الكليات. تطبق معظم الجامعات في الأردن النموذج الأمريكي الجامعي القائم على نظام الساعات الذي يمنح الطلبة المرونة لاختيار عدد الساعات وأوقات الدوام الصباحي أو المسائي. هنالك عشرة جامعات حكومية معظمها مرتبط بجامعات في الولايات المتحدة والمملكة المتحدة. هنالك أيضا سبعة عشر جامعة خاصة معترف بها على مستوى الدول العربية، وبعض الجامعات الأجنبية كالجامعة الأمريكية والجامعة الألمانية الأردنية. تستقطب الجامعات الأردنية كل عام عدد كبير من الطلبة الأجانب العرب وغير العرب. 

### الرعاية الصحية
يعد الأردن بلد متطور في مجال الطب والأدوية على مستوى المنطقة وينافس الدول المتقدمة في هذا المجال، ووفقا لتقرير التنافسية في العالم العربي عام 2005، فإن الأردن يحتل أعلى مرتبة من بين البلدان العربية من حيث الرعاية الصحية. في عمّان تكثر المستشفيات المتخصصة في معالجة السرطان وأمراض القلب، وأمراض العيون، والعقم، وطب الأسرة وغير ذلك من التخصصات الطبية. وتعتبر مدينة الحسين الطبية من أهم المراكز الطبية في المنطقة. استطاع مستشفى الأردن من الحصول على الاعتمادية الدولية كأول مستشفى عام تخصصي في الأردن في الأول من شهر حزيران عام 2007. تقدّر عائدات قطاع الرعاية الصحية بمبلغ 2 مليار في السنة وتنمو بنسبة 6-7% في السنة. إن إيرادات المستشفيات الخاصة والعيادات تضاعفت أكثر من ثلاث مرات خلال السنوات الخمس الماضية من 300 مليون دولار في عام 2000 إلى مليار دولار في عام 2005.

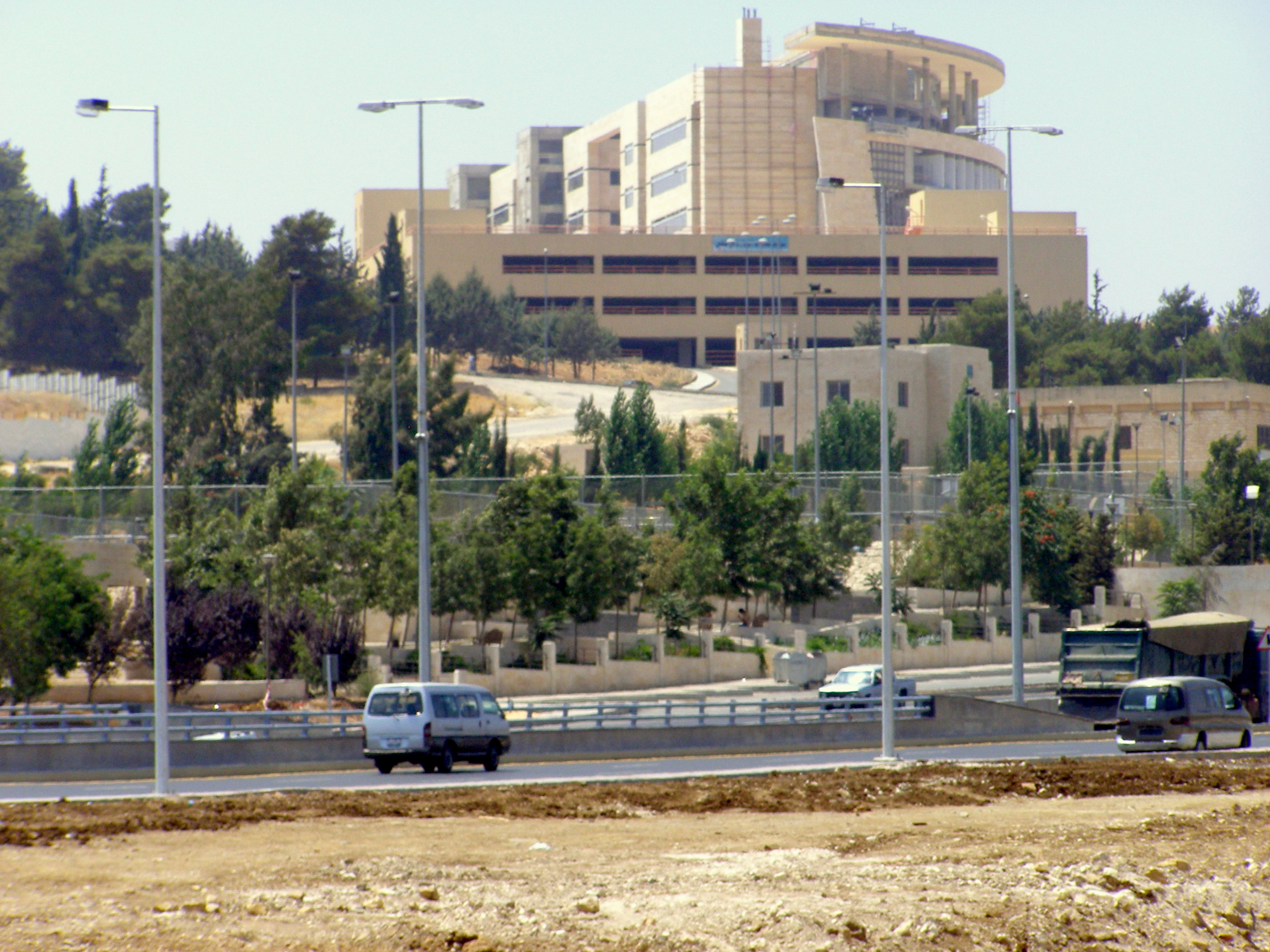
إحدى مستشفيات المدينة الطبية في عمّان.

ينقسم نظام الرعاية الصحية في الأردن بين القطاع العام والخاص. بلغ عدد المستشفيات في الأردن سنة 2009، 108 مستشفى خاص توفر 11,357 سرير، و 30 مستشفى تابع لوزارة الصحة توفر 4,358 سرير بنسبة 38.4% من عدد الأسرّة في المملكة. وتدير الخدمات الطبية الملكية التابعة للجيش 11 مستشفى توفر 2,131 سرير بنسبة 18.8. هناك أيضا مستشفيين شبه حكوميين هما مستشفى الجامعة الذي يوفر 519 سرير بنسبة 4.6%، ومستشفى الملك عبد الله المؤسس الذي يوفر 494 سرير أي بنسبة 4.3 من عدد الأسرة في المملكة. كما يملك القطاع الخاص 65 مستشفى بعدد أسرة 3,855 سرير بنسبة 33.9 من عدد الأسرة في الأردن. ومن ناحية المراكز الصحية فقد بلغ عدد المراكز الصحية التي تديرها وزارة الصحة في سنة 2009، 1464 مركز صحي موزعة على النحو الآتي: 70 مركز صحي شامل، 378 مركز صحي أولي، 236 مركز صحي فرعي، 431 مركز أمومة، و 349 عيادة أسنان. فيما يتعلق بقطاع الصيدلة الذي بدأ الاستثمار فيه منذ ستينات القرن الماضي، وتعمل اليوم 18 شركة محلية في هذا القطاع. يشكل التصنيع الدوائي 20% من مساهمة الصناعة بالناتج المحلي الإجمالي، ونمت وتيرة التصنيع بنسبة 17.5% سنة 2006. بلغ حجم العمل في القطاع 500 مليون دولار سنة 2007 وزاد حجم الصادرات 17% منذ العام 2000، يصدر الأردن 80% من الأدوية المصنعة إلى 60 دولة حول العالم، زاد حجم الاستثمار في قطاع الصيدلة عن 500 مليون دولار في سنة 2007. أهم أسواق التصدير هي السعودية، العراق، والجزائر التي بلغ قيمة مستورداتها من المنتجات الدوائية والعلاجية وحدها حوالي 54 مليون دولار.

## الاقتصاد
صنّفت الأردن في الشريحة الدنيا للبلدان المتوسطة الدخل، ومتوسط نصيب الفرد من إجمالي الدخل القومي يصل إلى 3730 دولارا وفق إحصاء سنة 2009. يعتمد اقتصاد المملكة بشكل رئيسي على قطاع الخدمات، التجارة، السياحة، وعلى بعض الصناعات الاستخراجية كالأسمدة والأدوية. توجد مناجم فوسفات في جنوب المملكة، جاعلة من الأردن ثالث أكبر مصدر لهذا المعدن في العالم، البوتاس، الأملاح، الغاز الطبيعي والحجر الكلسي هم أهم المعادن الأخرى المستخرجة؛ فالأرض الزراعية محدودة، والموارد المائية نادرة إلى حد بعيد. ويعيش نحو 84 في المائة من سكان الأردن في الحضر. وتعدّ نسبة الشباب من أعلى النسب بين بلدان الشريحة الدنيا من البلدان المتوسطة الدخل؛ إذ يقل عمر 35 في المائة من السكان عن 14 عاما. كما أنه من البلدان التي تتمتع بأفضل مؤشرات التعليم على مستوى المنطقة. وحبت الطبيعة الأردن بمزايا خاصة تعزز طموح المملكة إلى التحول إلى اقتصاد قائم على المعرفة. منذ تولي الملك عبد الله سلطاته الدستورية ملكا للبلاد في عام 1999، أدخلت سياسات اقتصادية متحررة مما أدى إلى ازدهار دام لعقد من الزمن واستمر حتى عام 2009. القطاع المصرفي في الأردن متقدم وحديث ليصبح الوجهة المفضلة للاستثمار نتيجة لسياساتها المحافظة التي ساعدت البنك المركزي الأردني في الهروب وتجنب الأزمة المالية العالمية في عام 2009.

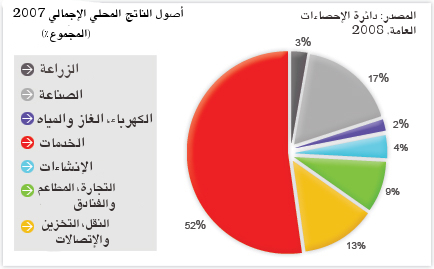
أصول الناتج المحلي الإجمالي 2007. قطاعات الاقتصاد الأردني.

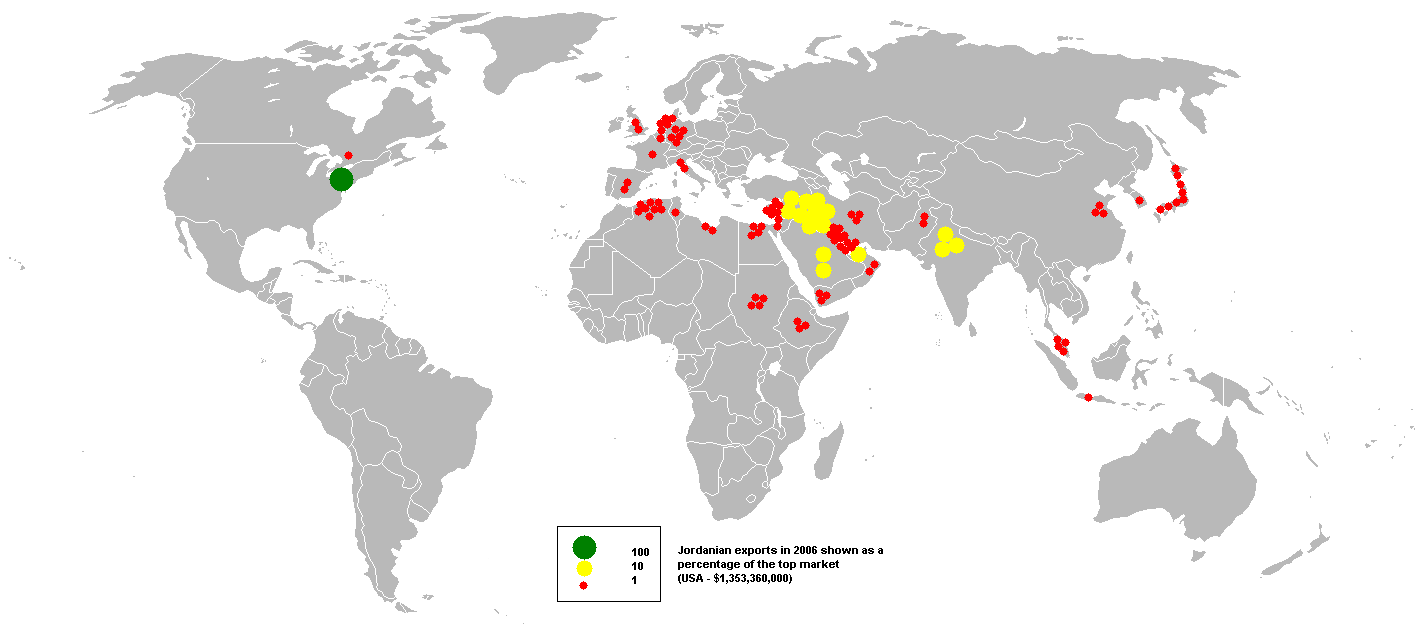
الصادرات الأردنية للعالم في 2006.

نما الاقتصاد الأردني بمعدل 10% خلال الفترة الممتدة بين عامي 2002 و 2007. أبرم الأردن اتفاقيات تجارة حرة أكثر من أي بلد عربي آخر. كما أنه يتمتع بوضع متقدم مع الاتحاد الأوروبي، إلى جانب التكامل الوثيق مع مجلس التعاون الخليجي. الاقتصاد الأردني هو اقتصاد المعرفة السائر على درب تطوير التعليم، الخصخصة، التحرر الاقتصادي المستمر، مع إعادة الهيكلة الاقتصادية لضمان مسار إلى اقتصاد قائم على المعرفة. العقبات الرئيسية التي تعترض الاقتصاد الأردني هي مصادر المياه الشحيحة، الاعتماد الكامل على الواردات النفطية من اجل الحصول على الطاقة، وعدم الاستقرار الإقليمي في المنطقة. على نحو متسارع قام الأردن بخصخصة القطاعات المملوكة للدولة، تحرير الاقتصاد، وتحفيز النمو في المراكز الحضرية في الأردن مثل عمان والعقبة على وجه الخصوص. كما أنه يمتلك عددا وفيرا من المناطق الصناعية التي تنتج سلعا في قطاعات النسيج، المستحضرات الدوائية، ومستحضرات التجميل، والصناعات الدفاعية، الفضاء، الاتصالات وتكنولوجيا المعلومات. مستقبلا يعلق الأردن آماله على السياحة وصادرات اليورانيوم، إضافة إلى الصخر الزيتي، التجارة، وتكنولوجيا المعلومات والاتصالات لتحقيق النمو الاقتصادي في المستقبل. تقدر سلطة المصادر الطبيعية الأردنية أن تشكيلات الفوسفات تغطي حوالي 60 في المئة من إجمالي مساحة الأردن.

### القطاع المصرفي
العملة الرسمية في الأردن هي الدينار الأردني الذي يقسم إلى 1000 فلس، أو 100 قرش. ويوجد الدينار بشكل ورقي للفئات 50، 20، 10، 5، 1 دينار. وتتوفر أشكال معدنية للعملة بقيمة 0.5، 0.25 دينار و 100، 50، 25، 10، و5 فلسات. سعر الدينار بشكل عام ثابت مقابل الدولار، تبلغ قيمته حوالي 1.41 دولار مقابل الدينار الأردني. تأسست بورصة عمان في 11 مارس 1999 كمؤسسة مستقلة تدار من قبل القطاع الخاص ومصرح لها بمزاولة العمل كسوق منظم لتداول الأوراق المالية في الأردن. تحرص بورصة عمان على إقامة علاقات تعاون مع البورصات الأخرى وإبرام الاتفاقيات معها، كما أنها عضو فاعل في اتحاد البورصات العربية، والاتحاد الدولي للبورصات، وغيرها. عدد البنوك العاملة في الأردن 25 بنك عامل منهم 13 بنك تجاري أردني وثلاثة بنوك إسلامية أردنية وثمانية بنوك تجارية اجنبية وبنك إسلامي أجنبي واحد. وكان لهذه المصارف مع نهاية 2014 770 فرعا منتشرا في قائمة مدن الأردن.
يلعب البنك المركزي الأردني في المحافظة على الاستقرار النقدي والمالي، فقد ساهم ذلك في زيادة نسبة ملكية غير الأردنيين في البنوك الأردنية من 38.6% في عام 2003 إلى 46.7 في نهاية النصف الأول من عام 2010. شهدت أعمال البنوك من حيث الكم والنوع تطورا غير مسبوق بفعل معدلات نمو حقيقية سجلها الاقتصاد الأردني منذ بداية عام 2004، حيث بلغت في المتوسط 11.5% خلال الفترة 2003-2010/6 ليصل في نهاية النصف الأول من عام 2010 إلى 32.5 مليار دينار، مشكلا ما نسبته 167.5 من الناتج المحلي الإجمالي. بلغ إجمالي موجودات البنوك العاملة في الأردن أكثر من 33.5 مليار دينار مع نهاية الشهور الثمانية الأولى من العام الحالي 2010 مرتفعة 5،2% عن رصيد الموجودات في نهاية عام 2009، وارتفعت الودائع بنسبة 7.1% في الفترة المشار إليها لتصل إلى 21.7 مليار دينار.

### الزراعة والثروة الحيوانية

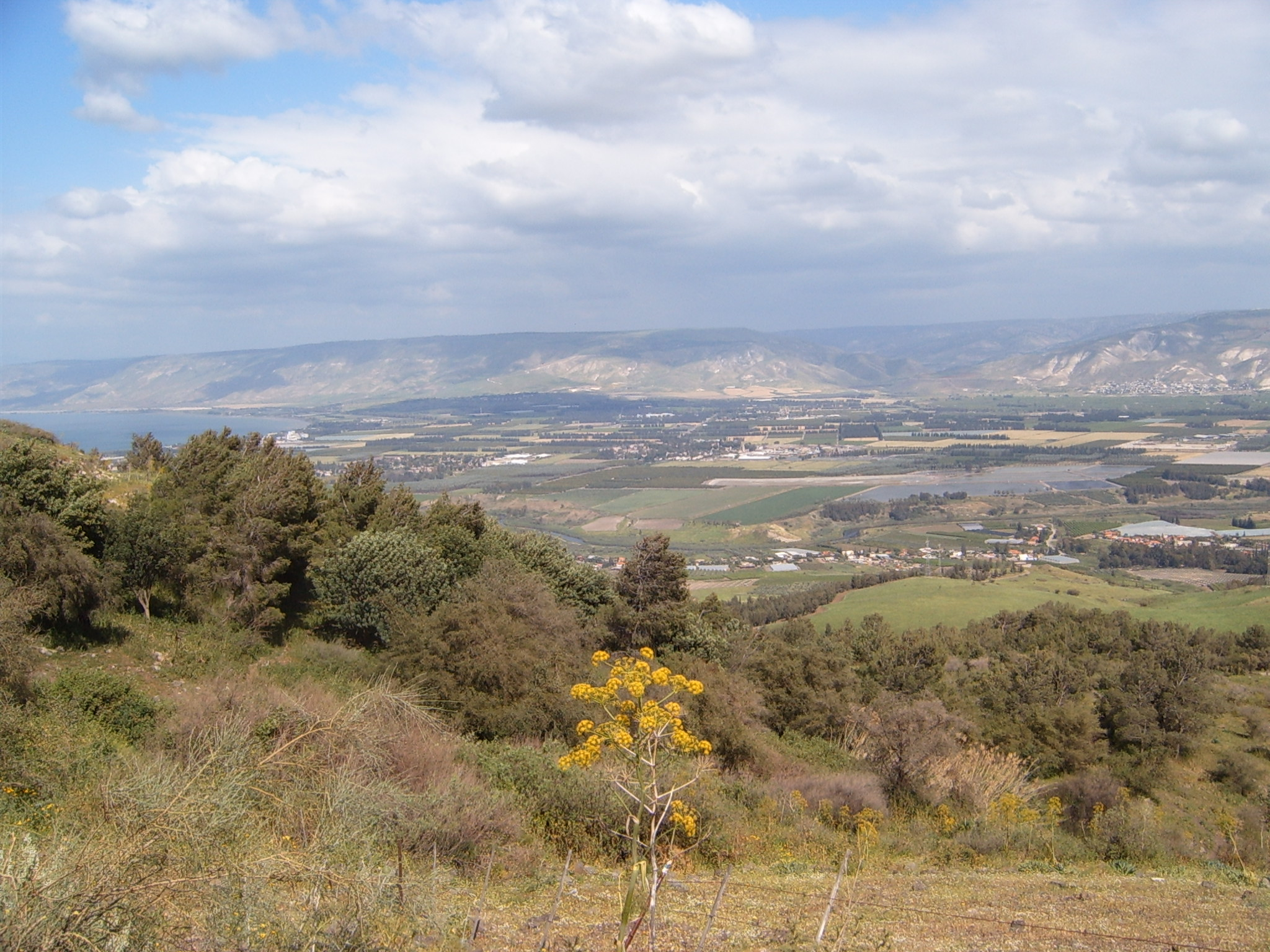
الزراعة في وادي الأردن على الحدود الغربية مع فلسطين.

يعتبر القطاع الزراعي من القطاعات المهمة في الأردن، وتلعب الزراعة دورا هاما في المنظومة الاقتصادية والاجتماعية للمجتمعات الريفية كما ترتبط ارتباطا وثيقا بجهود المحافظة على البيئة الطبيعية واستمراريتها. يواجه القطاع الزراعي في الأردن مشاكل وتحديات متمثلة في توالي سنوات الجفاف، تذبذب الأمطار، قلة الأراضي الزراعية، ندرة الموارد المائية، والمخاطر المختلفة. يساهم القطاع الزراعي بما نسبته 2.8% من الناتج المحلي الإجمالي ويعمل فيه 3.5% من مجموع القوى العاملة، وتشكل الصادرات الزراعية 11% من مجموع صادرات المملكة، يذهب 92% منها إلى الأسواق العربية. حقق الأردن الاكتفاء الذاتي في عدد من المنتجات الزراعية كزيت الزيتون، اللبن، إلا أن الكثير من المنتجات الغذائية الأساسية كأنواع القمح ومشتقات الحليب والسكر، اللحوم الحمراء والخضراوات تستورد من الخارج. أهم الدول المصدرة (بشكل عام، ليس فقط الزراعة)، السعودية بنسبة 17.3%، الصين بنسبة 10.95%، الولايات المتحدة بنسبة 6.94%، ألمانيا بنسبة 6.29%، ومصر بنسبة 6.1%. قام الأردن بإبرام اتفاقيات والتعاون الدولي بحيث أقام علاقات متميزة مع وزارات الزراعة ومراكز البحث في أغلبية الدول التي يقيم معها علاقات دبلوماسية، وتعزيز دوره دوليا في مجال الزراعة من خلال المشاركة في التجمعات الإقليمية والمنظمات الدولية ذات العلاقة بهذا القطاع. توجد المياه الجوفية المتجددة في الأردن في 12 حوضاً مائيا محدداً.
ويواجه الأردن اختلالاً في معادلة السكان وموارد المياه. وتعتبر حصة الفرد من موارد المياه المتجددة من أدنى الحصص في العالم وحصة الفرد السنوية من المياه تبلغ 180 متر مكعباً حاليا. تتكون موارد المياه أساسا من موارد المياه السطحية والجوفية، إلى جانب مياه الصرف الصحي المعالجة التي تستغل بدرجة متزايدة لأغراض الري في وادي الأردن على الأغلب. وتقدر موارد المياه العذبة بحوالي 850 مليون متر مكعب في العام. تعتبر الثروة الحيوانية مكونا رئيسيا من مكونات القطاع الزراعي حيث تساهم بنحو 55% مـن قيمـة النـاتج الزراعي. وتتفاوت نسبة مساهمة قطاعات الثروة الحيوانية المختلفة في الناتج الزراعي، حيـث يحتل قطاع الدواجن المرتبة الأولى يليه قطاع الأبقار ثم قطاع الأغنام (الضأن والماعز). إلا أن هنالك أهمية خاصة لقطـاع الأغنام تتعلق بالبعد الاجتماعي لهذا القطاع حيث يعتمد عليـه نحو 48% من التجمعات السكانية الرعوية في البادية في معيشتهم.

### الصناعة

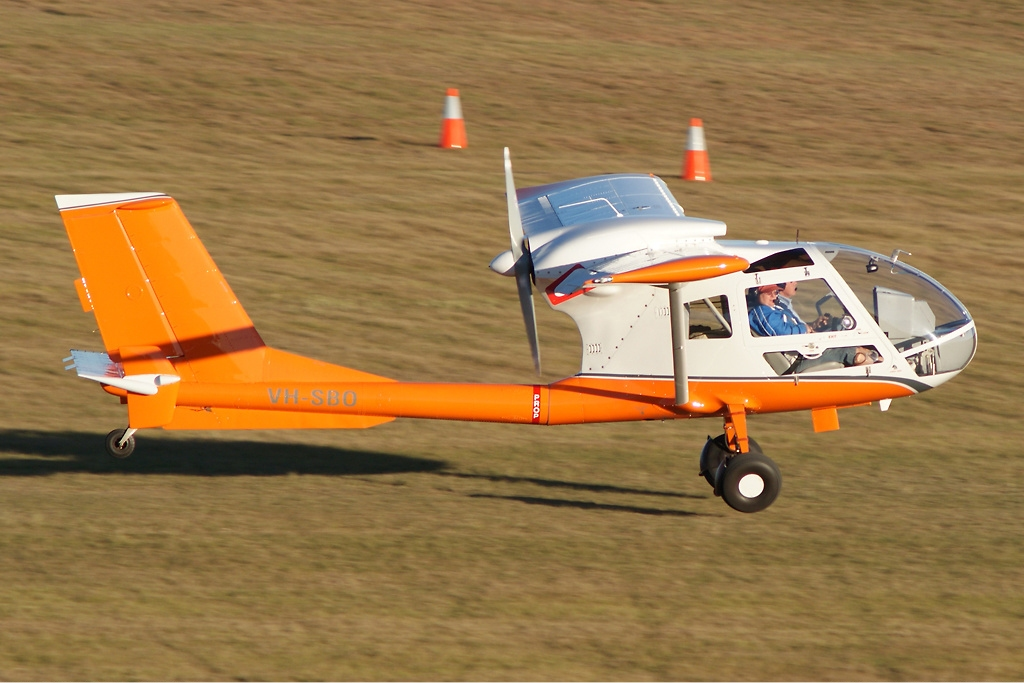
طائرة "Seabird Seeker" أردنية المنشأ منذ 1989.

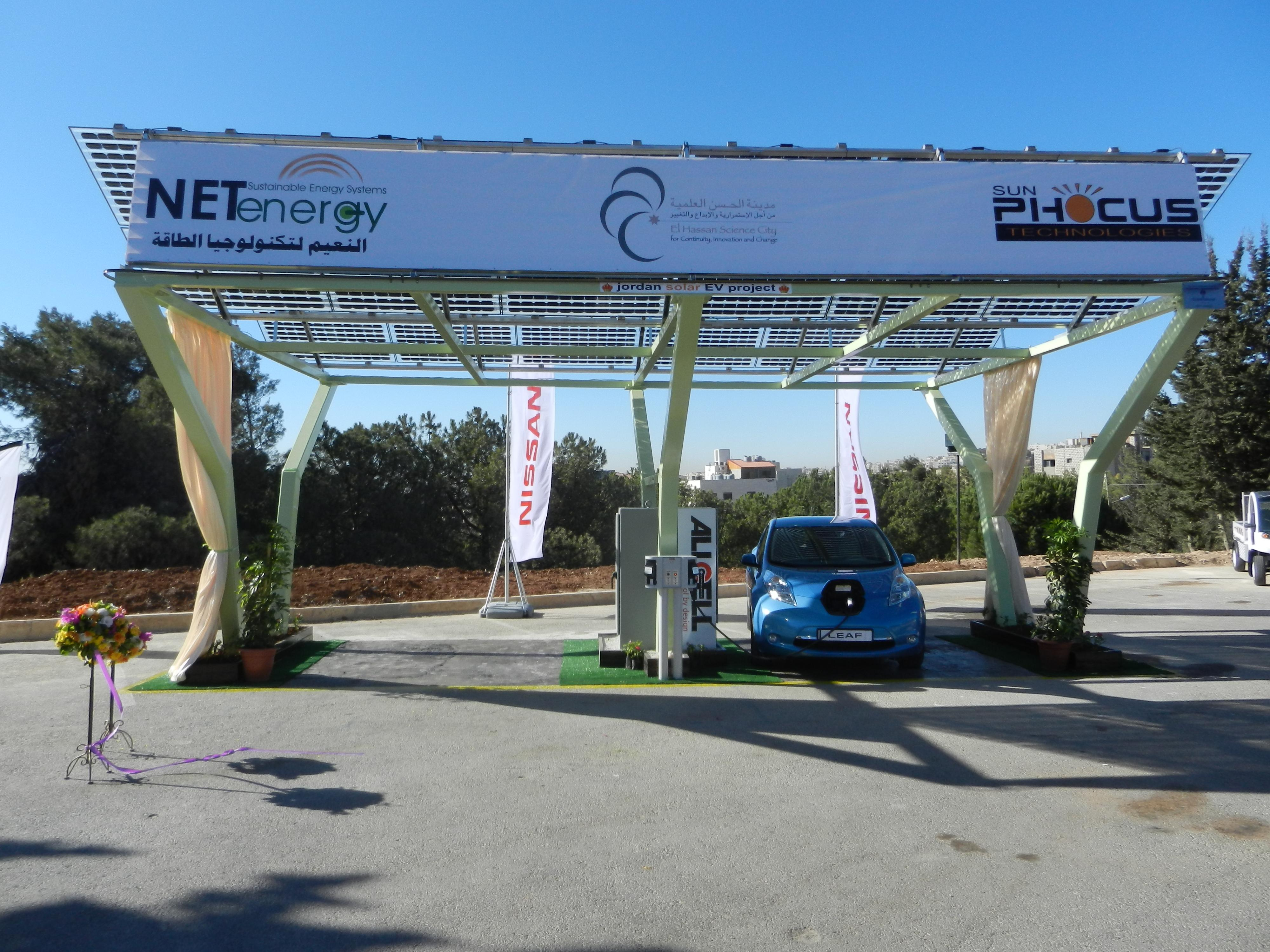
إحدى المحطات التجريبية لتزويد الوقود للمركبات عبر الطاقة الشمسية في الأردن.

تُعتبر الصناعة في المملكة الأردنيّة الهاشميّة من القطاعات الهامّة والرئيسيّة، وهي المكوّنة والدّاعمة الأولى لاقتصاد الدولة الوطني، ويساهم قطاع الصناعة في الأردن في عمليّة النمو الاقتصادي فيه بشكلٍ مباشر، وذلك من خلال امتصاصه للعمالة المحليّة إضافةً إلى دعمه لميزان المدفوعات عن طريق زيادة الإيرادات الحكوميّة عن طريق ميزان الضرائب. تجلب الصناعة التحويليّة ما نسبته عشرين بالمئة من الناتج الإجمالي المحلي أما الصناعات الاستخراجيّة -التي تضم الصناعات التعدينيّة- تساهم بما نسبته ثلاثة بالمئة من الناتج الإجمالي المحلي.

### العلوم والتكنولوجيا
نظرا لمحدودية موارده، فإن الأردن يعتمد على العنصر البشري من اجل التقدم الاقتصادي والاجتماعي. نظرا لنوعية الخدمات المتوفرة في هذا البلد وثرواته من المتعلمين والموهوبين، فان الأردن يحقق نجاحا داخليا وأيضا قادر على تصدير الخبرة البشرية والقوى العاملة الماهرة إلى بلدان أخرى في المنطقة. المجلس الأعلى للعلوم والتكنولوجيا، الجمعية العلمية الملكية وبرامج البحث والتطوير المدعومة من قبل الشركات الخاصة المختلفة هي المكونات الرئيسية للعلم وقطاع التكنولوجيا في الأردن. تقليديا اهتم الأردن بالتعليم وأعطاه اهتماما كبيرا ونسبة خريجي الجامعات إلى مجموع السكان تطابق تلك الموجودة في العديد من البلدان المتقدمة.
حلّ الأردن في المركز 71 في مؤشر الابتكار العالمي عام 2023، متقدماً من المركز 86 المسجّل عام 2019. وتراجع إلى 73 في مؤشر عام 2024.

## النقل والمواصلات

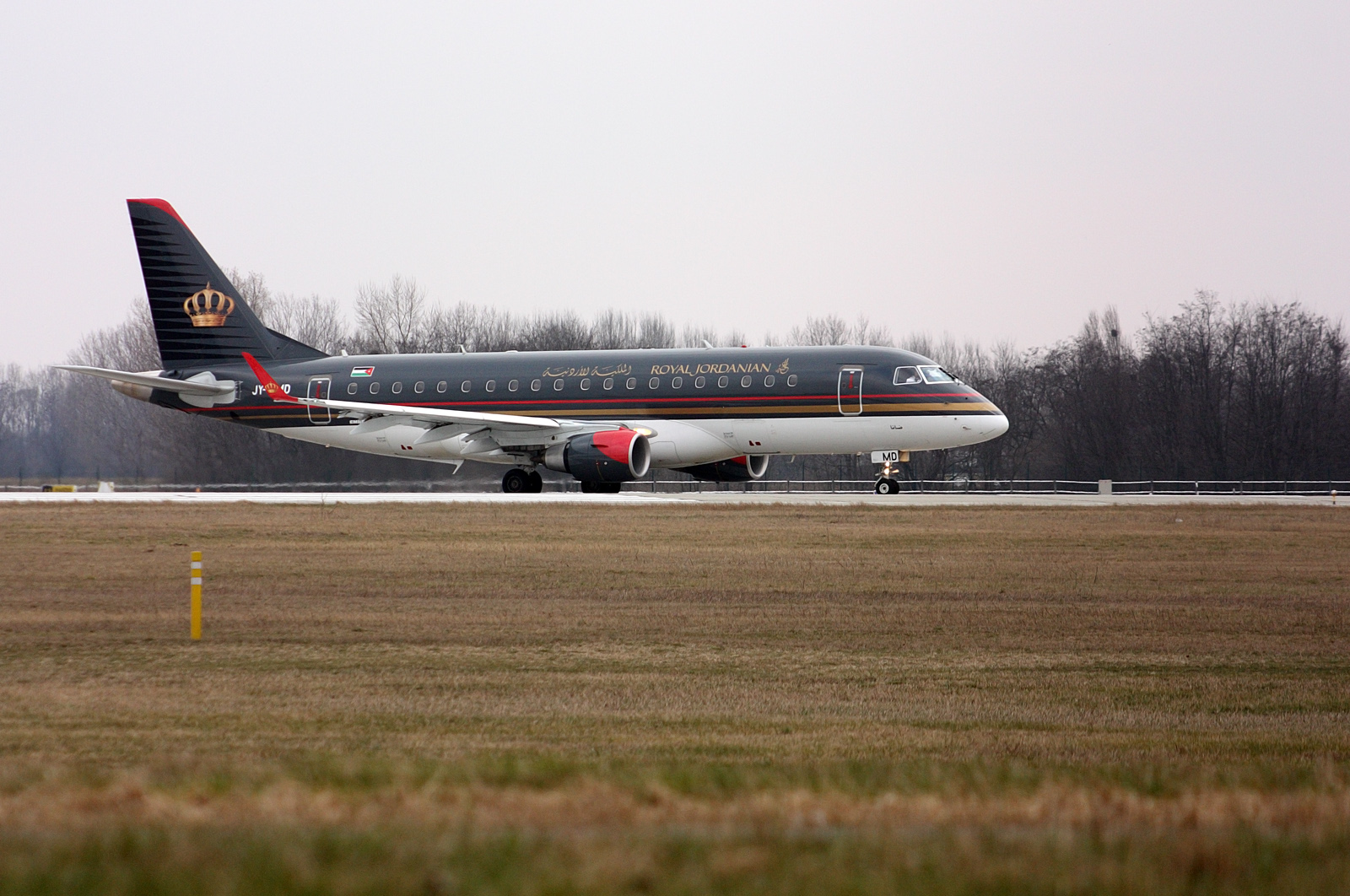
طائرة تابعة للملكية الأردنية، الطيران الرسمي في الأردن.

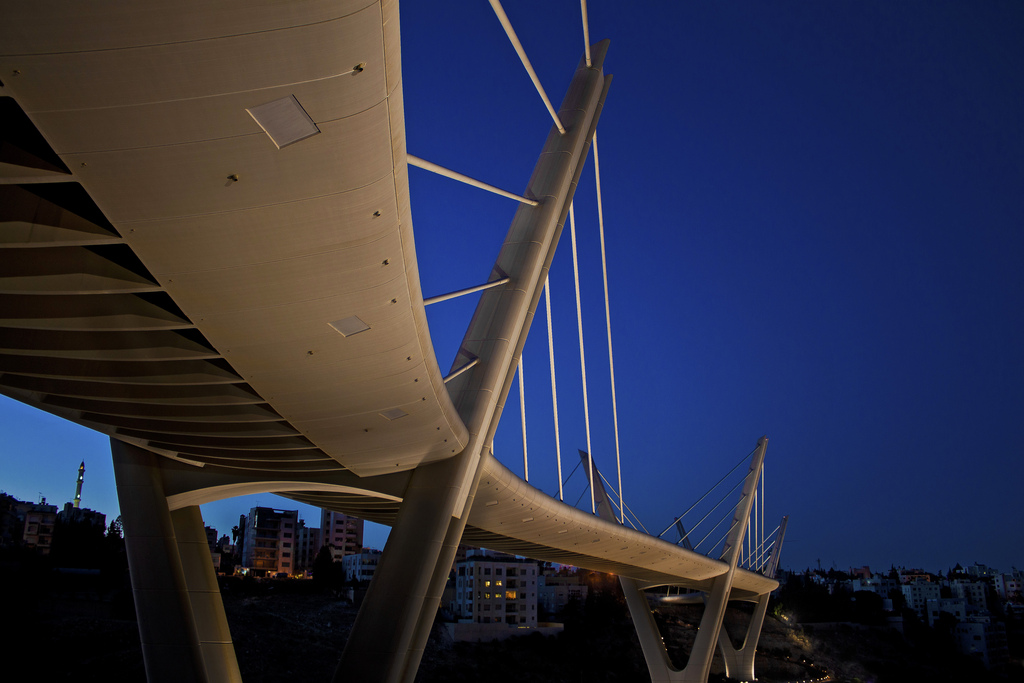
جسر عبدون المعلق في عمان، يبلغ طوله 450 مترا، ويحتوي على أربع مسارب.

يساهم قطاع النقل والمواصلات بما يزيد عن 10% من الناتج المحلي الإجمالي، ويتمتع بنسبة نمو قوية تصل إلى 6% سنويا. استطاع الأردن تطوير بنيته التحتية بشكل يسمح للشركات والأفراد بتسيير أعمالهم بكفاءة وحرية، ويوفر كل ما يلزم لشحن البضائع وإيصال الخدمات للأسواق الإقليمية والعالمية من غير عقبات أو تعقيدات. الأردن يمتلك بنية تحتية متطورة لشبكات الطرق،  مع أكثر من 7,891 كم من شبكات الطرق الرئيسية. هناك معبرين حدوديين بين الأردن وإسرائيل في مرج بيسان (جسر الشيخ حسين) شمالاً وفي وادي عربة جنوباً، كذلك يوجد معبر جسر الملك حسين (أو جسر أللنبي) بين الأردن والضفة الغربية. يبلغ إجمالي أطوال السكك الحديدية 507 كيلومتر. تنظّم رحلة من محطّة عمّان إلى محطّة الجيزة، وذلك يوم الجمعة والسّبت من كلّ أسبوع، وتستخدم السكك الحديدية أيضا لنقل البضائع إلى سوريا. كذلك تستخدمها سكة حديد العقبة لنقل الفوسفات إلى العقبة بغرض تصديرها. طبقاً لتقديرات عام 2010، هناك 8 مطارات،  ثلاث مطارات تستقبل الرحلات التجارية، اثنان منهم في عمان والثالث يقع في مدينة العقبة. الناقل الجوي الرئيسي في الأردن هو الملكية الأردنية.
أكبر مطار في البلاد هو مطار الملكة علياء الدولي في عمان، المقام على مساحة تقدر بحوالي 22 ألف دونم. كان سابقا مطار عمّان المدني هو المطار الرئيسي في الأردن لكنه استبدل بمطار الملكة علياء، لكن لا يزال مطار عمّان يخدم طرق مواصلات إقليمية عديدة. مطار الملك حسين الدولي يخدم العقبة مع صلات له مع عمان وعدة مدن إقليمية ودولية. ميناء العقبة هو المنفذ البحري الوحيد للأردن، ميناء العقبة له القدرة على التعامل والمناولة مع 23 سفينة من مختلف الأحجام والأنواع بالإضافة إلى التعامل مع ثمانية سفن راسية في المرسى، وأكبر حجم للسفن يمكن استيعابها تبلغ 406 ألف طن مواد سائلة و 70 ألف طن للسفن الأخرى، وبقدرة إنتاجية 28 مليون طن سنويا. يتوفر في الميناء كافة المتطلبات اللوجيستية من ساحات ومستودعات وهناجر للتخزين تخدم البضائع الواردة إلى الميناء. يمتلك الأردن شبكة واسعة وحديثة من الطرق البرية تربط أطرافه من الشمال إلى الجنوب ومن الشرق إلى الغرب علاوة على اتصاله بمحيطه من الدول المجاورة عبر طرق دولية عالية المواصفات. هناك خط بري رئيسي يربط شمال الأردن بجنوبه، هو تقريباً ذو أربع مسارب على طول المسافة.

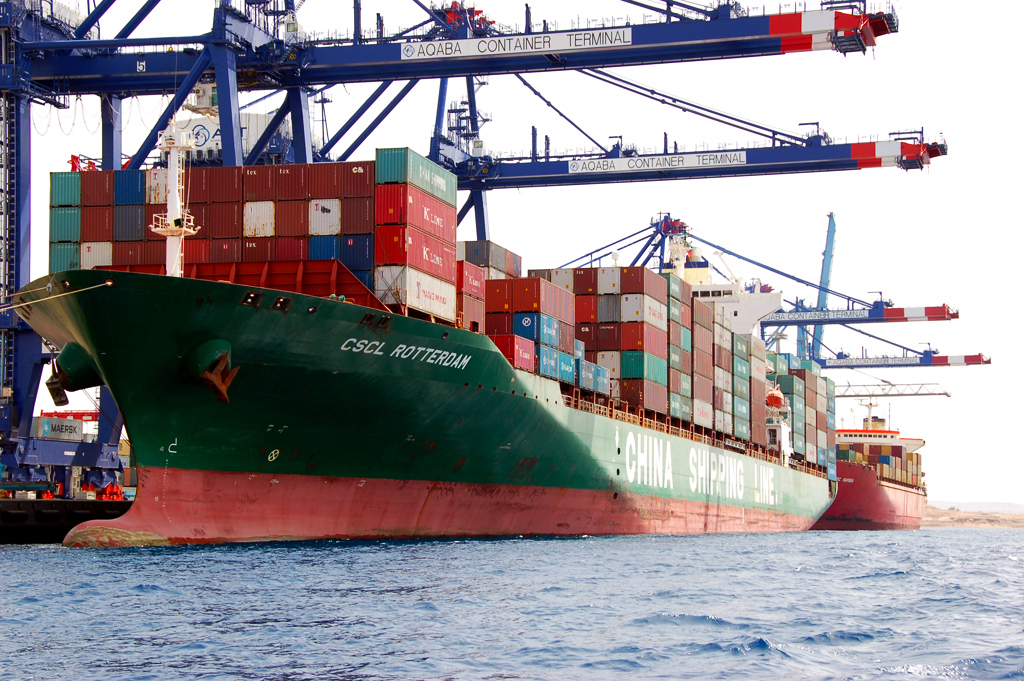
ميناء العقبة، المنفذ البحري الوحيد للأردن.

كما أن هناك طريق بري رئيسي يمتد شرقاً ليصل إلى الحدود العراقية (الرويشد) والحدود السعودية (العمري).
ميناء العقبة
تقدم شركة الجسر العربي للملاحة رحلات إلى العقبة من وإلى الموانئ المصرية قادمة من طابا ونويبع, حيث سافر أكثر من مليون مسافر بين العقبة ومرافئ نويبع وشرم الشيخ. اتحاد شركات من شركات أبوظبي يسمّى 'شركة المعبر' فاز بمناقصة لنقل وإدارة ميناء العقبة لمدة 30 عاما، ليستوعب 1.3 مليون راكب والآلاف من الشاحنات والسيارات القادمة من مختلف أنحاء الشواطئ في المصرية.

## الاتصالات ووسائل الإعلام

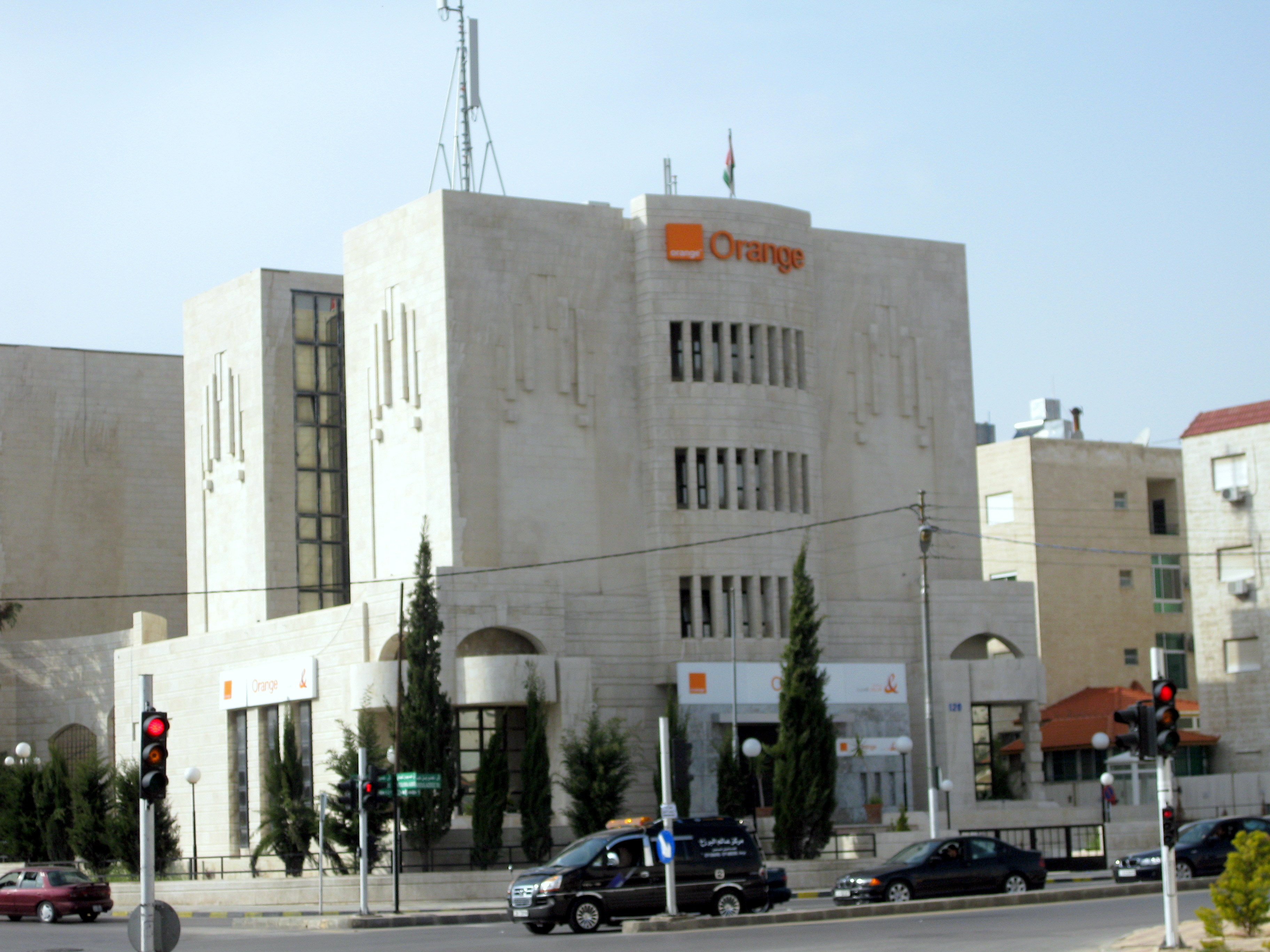
أورانج إحدى شركات الاتصالات الأردنية.

شهد سوق الاتصالات وتكنولوجيا المعلومات في الأردن نمواً كبيراً، وسبق الأردن كافة الدول العربية في تحرير سوق الاتصالات، كما قام بتحديث 75% من القوانين ذات العلاقة بالاتصالات وتكنولوجيا المعلومات. تضاعف حجم العوائد للاتصالات وتكنولوجيا المعلومات خلال خمس سنوات من 450 مليون دولار في العام 2000 إلى مليار دولار في العام 2005. تعتبر نسبة خريجي الجامعات في التخصصات التقنية في الأردن الأعلى من كافة دول المنطقة. بدأ استخدام كوابل الألياف الضوئية لبناء شبكات الاتصالات في الأردن في أواخر الثمانينيات من خلال مشاريع سلاح الجو لعمل شبكات داخلية خاصة بالأمور العسكرية. ومن ثم مرت كوابل الألياف الضوئية بمراحل عدة في التسعينات والقرن العشرين حتى بدأت شبكات الألياف الضوئية بالانتشار تدريجيا بشكل أكبر في الجهات الحكومية والخاصة الأولى من خلال برنامج شبكة الألياف الضوئية الوطني والثانية تمثلت من شركات من أمثال شركات باتيلكو الأردن، زين، أمنية. كان الهدف من برنامج شبكة الألياف الضوئية الوطني ربط المدارس والجامعات والكليات الأردنية بشبكات ذات سرعة عالية وبنية تحتية حديثة تهدف إلى تحسين العملية التعليمية وزيادة الانتشار والاستخدام للحواسيب والإنترنت. بحسب الإحصائيات الصادرة عن هيئة تنظيم قطاع الاتصالات في الأردن لعام 2010، فإن أعداد مشتركي ونسبة الانتشار لكلا من: الهاتف الثابت وصل إلى 485 ألف مستخدم بنسبة انتشار 8%،  والهاتف الخلوي وصل إلى 6.6 مليون مشترك أي بنسبة انتشار 108%، (بمعنى أن عدد مشتركي الهاتف الخلوي يفوق عدد السكان)، بعد أن كان عدد المستخدمين في عام 2005 لا يتجاوز 3.1 مليون مستخدم أي بنسبة انتشار 57% فقط. أما عدد مستخدمي الإنترنت فقد قفز من 72 ألف مستخدم بنسبة انتشار لم تتجاوز 13.2% إلى 2.3 مليون بنسبة انتشار 38%. هذا وقد بلغ مجموع الاستثمارات في قطاع الاتصالات سنة 2010 حوالي 219.8 مليون دينار، بعد أن كانت 175.5 مليون دينار في سنة 2009. كما وفر قطاع الاتصالات 4,739 وظيفة في سنة 2010.
في 1989 كان هناك أربع صحف يومية، تصدر جميعها في عمان. جوردان تايمز (Jordan Times)، باللغة الإنجليزية، وثلاث صحف يومية باللغة العربية صوت الشعب، الرأي، الدستور. وكانت الصحافة في معظمها مملوكة للقطاع الخاص وتخضع للرقابة. التلفزيون الأردني هو التلفزيون الرسمي التابع للدولة، بدأ البث المباشر في 24 أبريل 1968. يغطي التلفزيون الأردني الأخبار باللغة العربية واللغة الإنجليزية وكذلك باللغة الفرنسية. يقدم كل من الإذاعة الأردنية والتلفزيون الأردني تشكيلة واسعة من البرامج تراعي الشرائح المختلفة من المجتمع الأردني. وكالة الأنباء الأردنية (بترا) هي وكالة الأنباء الرسمية في الأردن وهي دائرة تابعة لوزارة الإعلام. تهدف وكالة بترا إلى تغطية أخبار الأردن على المستويات المحلية والإقليمية والدولية. ويتم نشر الأخبار باللغتين العربية والإنجليزية. بدأت إذاعة الأردن بث برامجها في 1 مارس 1953. واستمرت في أداء دورها بشكل مستقل حتى اندمجت مع التلفزيون الأردني. تبث إذاعة الأردن باللغات العربية والإنجليزية والفرنسية.

## سياحة وحضارة

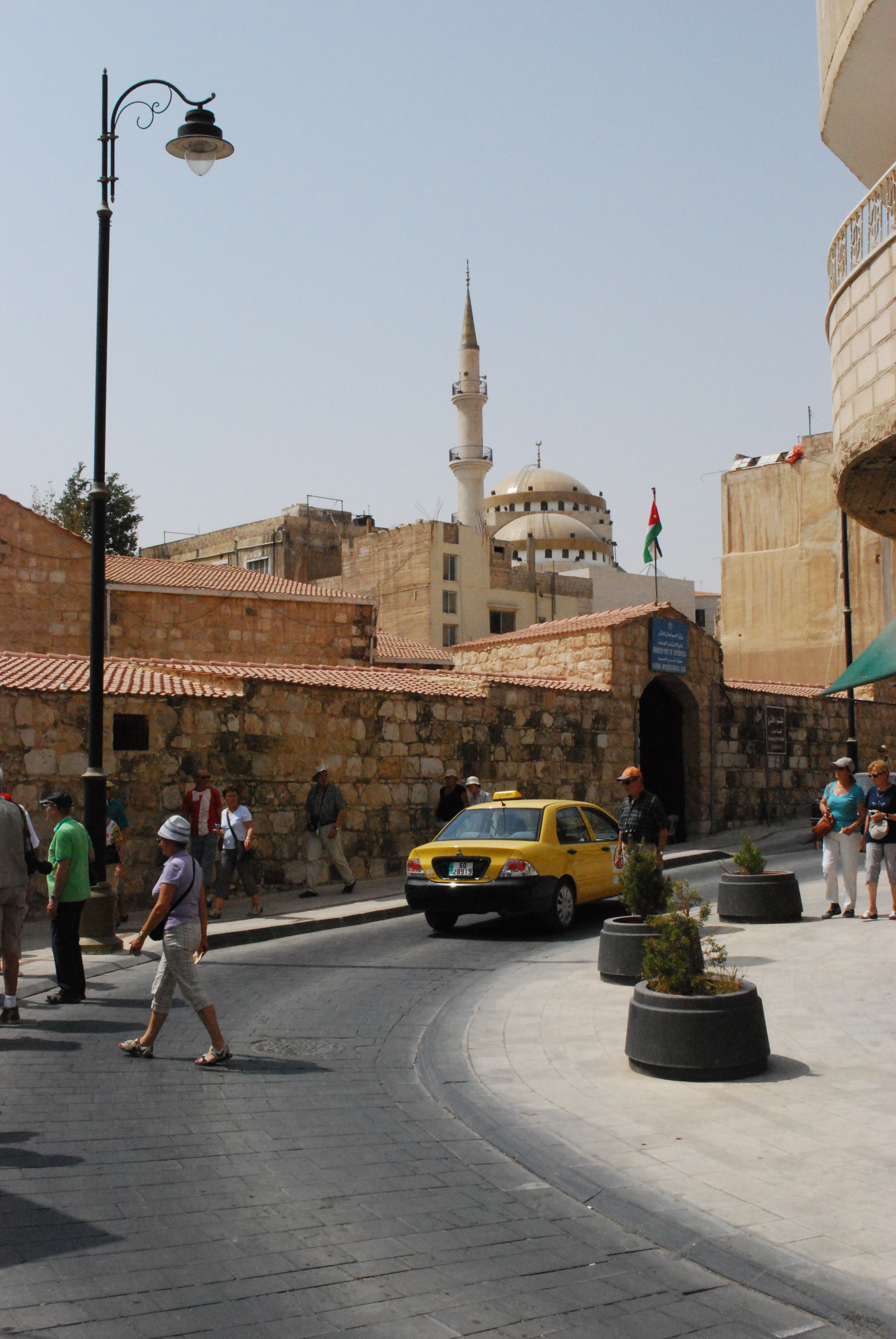
كنيسة القديس جرجس ومسجد الملك حسين في مادبا.

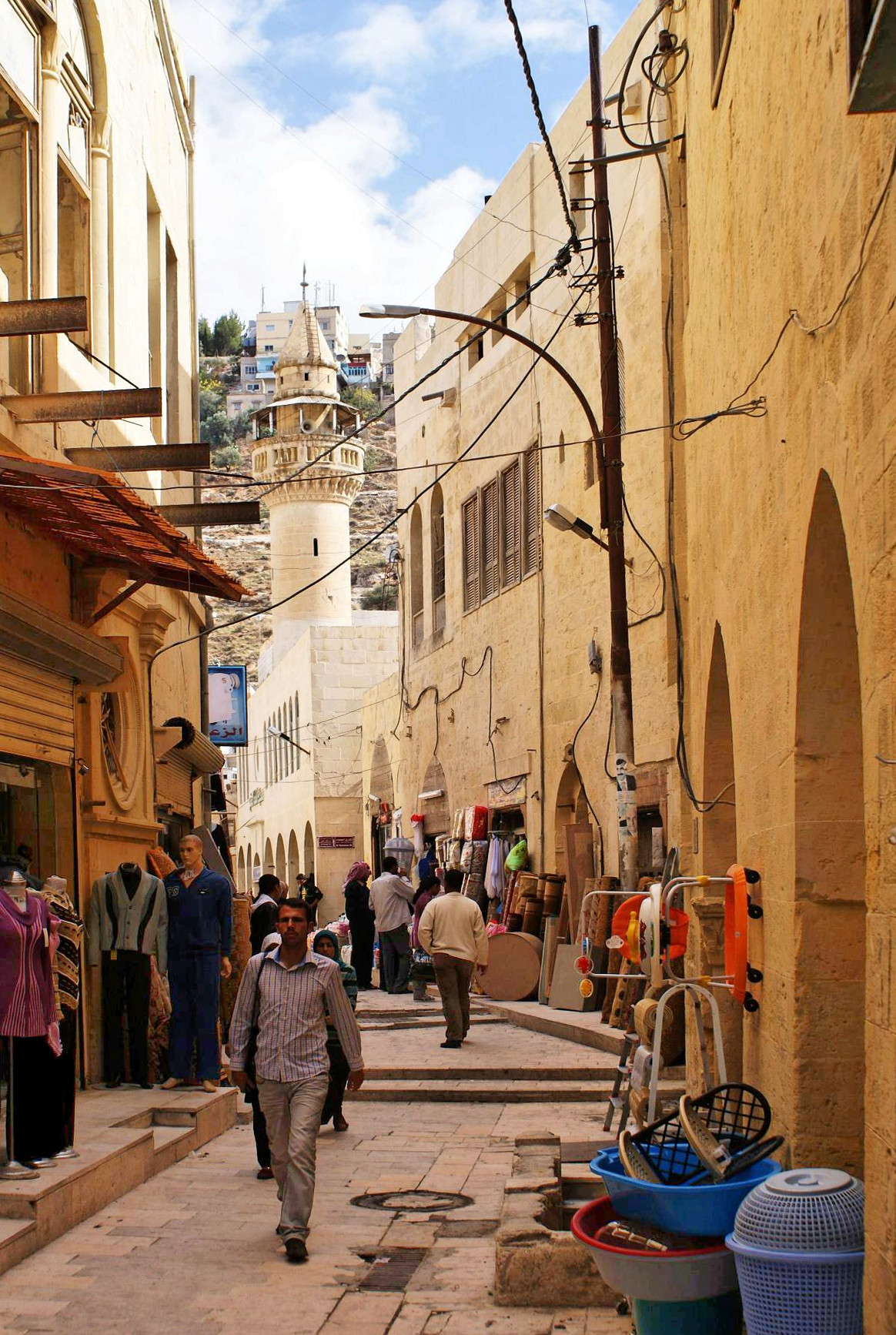
شارع الحمّام في البلدة القديمة، السلط.

بنيت عمّان - عاصمة البلاد، أصلا على سبعة تلال، ولكن تجدها الآن انتشرت على تسع عشرة تلة. ويمكن وصفها بأنها مدينة المتناقضات، فهي تمزج بين القديم والحديث، وقد تركت العديد من الحضارات بصماتها فيها. لا تزال عمان تنمو باطراد، فضواحيها تتمدد وسكانها في تزايد مستمر. منازلها فاخرة ومتباعدة، في عام 1921 عندما اختارها الأمير عبد الله كعاصمة لم تكن إلا بلدة صغيرة لكنها اليوم مدينة كبرى. حاليا يمكن رؤية الكثير من بقايا العصور القديمة: قلعة عمان الموجودة على جبل القلعة، ما تبقى من معبد هرقل، القصر الأموي، كنيسة بيزنطية، متحف الآثار. أسفل التل يمكن زيارة المسرح الروماني الذي يتسع لستة آلاف متفرج وكذلك المسجد الحسيني. عمان الحديثة تحتوي على العديد من وسائل الترفيه المتفاوتة من مراكز التسوق الحديثة إلى الأسواق الشعبية في وسط المدينة. إلى أقصى الجنوب تقع العقبة، وهي المكان الوحيد في الأردن المطل على البحر. تقع العقبة على الطرف الشمالي للبحر الأحمر، مياهها صافية والحياة البحرية فيها وفيرة. كما أن البحر الأحمر موطن لأكثر من 140 نوعا من أنواع الشعاب المرجانية وعدد لا يحصى من الأسماك الملونة. الطقس بالقرب من خليج العقبة رائع على مدار العام. حتى في خضم الشتاء، فإن درجة الحرارة تحوم حول 20 درجة مئوية. متوسط درجة حرارة المياه يتراوح من 22,5 درجة مئوية في فصل الشتاء إلى 26 درجة مئوية في الصيف. هذه الظروف تجعل العقبة واحدة من أكثر المناطق جذبا لرياضة السباحة والغطس تحت الماء في العالم. كما أن العقبة معروفة بشواطئها الرملية الجميلة.
السياحة هي واحدة من أهم القطاعات في الاقتصاد الأردني. تصل عائدات السياحة إلى نحو 3 مليارات دولار, وفي عام 2009 زار الأردن 3.5 مليون سائح من مختلف الدول. أماكن الجذب السياحية للأردن تضم زيارة المواقع التاريخية، مثل البتراء الشهيرة (موقع اليونسكو للتراث العالمي اعتبرها منذ عام 1985، واحدة من عجائب الدنيا السبع الجديدة في العالم)، ونهر الأردن، جبل نيبو مادبا، والعديد المساجد والكنائس في القرون الوسطى، بالإضافة إلى المواقع الطبيعية غير الملوثة، (مثل وادي رم والمنطقة الجبلية الشمالية في الأردن بشكل عام)، فضلا على المواقع الثقافية والدينية والتقليدية.
كما يقدم الأردن السياحة العلاجية، بالأخص في منطقة البحر الميت، وفي مناطق أخرى عدة حيث تتوافر كل مقومات العلاج الطبيعي من مياه حارة غنية بالأملاح، إلى طين بركاني. وصولا إلى ممارسة رياضة المشي والغوص في الشعاب المرجانية في العقبة. بالإضافة إلى ذلك، يشتهر الأردن في السياحة البيئية، حيث قامت الجمعية الملكية لحماية البيئة بإنشاء وإدارة سبع محميات طبيعية في الأردن والهدف من وراء ذلك تشجيع السياحة البيئية والمحافظة على الثروة الحيوانية النادرة؛ (مثل المها والنعام والغزلان والايل).
إن تاريخ الأردن وحضارته طاعنة في القدم، فقد استوطن البشر الأردن منذ أوائل العصر الحجري، وعلى مر العصور مرّت على البلاد عدّة حضارات أبرزها: الأنباط، الفرس، الإغريق، الرومان، المماليك، والعثمانيين وكذلك العرب. تُعدّ البتراء وجرش أبرز الشواهد التاريخية والحضارية في الأردن. تقع البتراء في منطقة جبلية تجمع بين الطبيعة الأخاذة والعمارة النبطية حيث يمكن العثور على مسارح، ومعابد وواجهات ومقابر وأديرة ومنازل منحوتة تماما في الصخر الوردي، وقد وضعت اليونسكو البتراء على قائمة التراث العالمي، كما أدرجت كأحد عجائب الدنيا السبع الجديدة. إلى الشمال من عمان تقع مدينة جرش، التي يشار إليها أحيانا باسم بومبي الشرق. جرش كانت جزءا من حلف الديكابولس الروماني، وإحدى مدنه العشر. تعتبر إحدى أفضل المدن الرومانية المحفوظة خارج إيطاليا. فشوارعها المرصوفة، وحماماتها، ومسارحها، وساحاتها، وأقواسها لا تزال قائمة كما كانت منذ آلاف السنين، ولم يتغير فيها الكثير. في مدينة قويلبة (أبيلا) أقيمت هياكل الرومان وكنائس البيزنطيين ومساجد العرب المسلمين بين حقول القمح وأشجار الزيتون. وقد دلت الحفريات أن هذا الموقع كان مأهولا منذ خمسة آلاف سنة. وبقي عامرا بالناس منذ ذلك الحين وحتى الوقت الحالي. تتميز مدينة أم الجمال بأبنيتها الفخمة التي تعطي مثالا فريدا متميزا من الحضارات القديمة وفيها تكثر بقايا المنازل التي شيدت من الحجر البازلتي الأسود، وكذلك الكنائس والمعسكرات والقلاع الرومانية. وعلى مسافة عشرين دقيقة بالسيارة، إلى الغرب من جرش، توجد قلعة الربض الشهيرة، كما يوجد آثار عراق الأمير إلى الغرب من عمان، وهي تعود إلى القرن الثاني قبل الميلاد، فيها يشاهد الزائر دارة من الطراز اليوناني، وقد تم تجديد بنائها.
المواقع الأثرية
من أهم المواقع الأثرية في البلاد: البتراء، وهي موطن العرب الأنباط،  المدينة نحتت كاملا في الجبال. تقع البتراء على بعد 262 كيلومترا إلى الجنوب من عمان، وهي واحدة من أهم مواقع الجذب السياحي في الأردن. كما أنها واحدة من أهم الوجهات السياحية لزعماء العالم. هناك أيضا جرش، وهي مدينة الآثار الرومانية، ذات التراث الحضاري العريق، وإحدى المدن الأثرية القليلة في العالم التي حافظت على كل معالمها حتى اليوم. تقع على بعد خمسين كيلومترا إلى الشمال من عمان. وإلى الغرب منها تقع عجلون الشهيرة بقلعتها التاريخية (قلعة الربض) من على سطح هذه القلعة يمكن رؤية مشهد يأسر الألباب لجماله وروعته. أما إلى أقصى الشمال من البلاد، فتقع أم قيس، والتي تقع على تله مرتفعة بالقرب من مدينة إربد. وتشرف ام قيس التي عرفت قديم باسم (جدارا) وكانت إحدى مدن الديكابولوس العشر على بحيرة طبريا وهضبة الجولان، ونهر اليرموك. تعتبر من أبرز المواقع السياحية في الأردن وتشتهر بمدرجاتها ومبانيها اليونانية والرومانية. أما إلى الجنوب من البلاد، فتقع الكرك، والتي تحتوي على قلعة مهمة تعود لزمن صلاح الدين، والمعروفة باسم قلعة الكرك، التي بناها الصليبيون لتكون نقطة اتصال استراتيجية متوسطة بين قلعة الشوبك والقدس، خلال فترة سيطرتهم على الطريق السلطاني الذي انتشرت القلاع على الهضاب المرتفعة المطلة عليه. وفي القلعة ممرات سرية تحت الأرض تقود إلى قاعات محصنة، أما أبراج القلعة فإنها تمنح الناظر من خلالها مشهدا طبيعيا خلابا للمنطقة المحيطة. قام صلاح الدين بتحريرها بعد هزيمة الصليبين في معركة حطين.

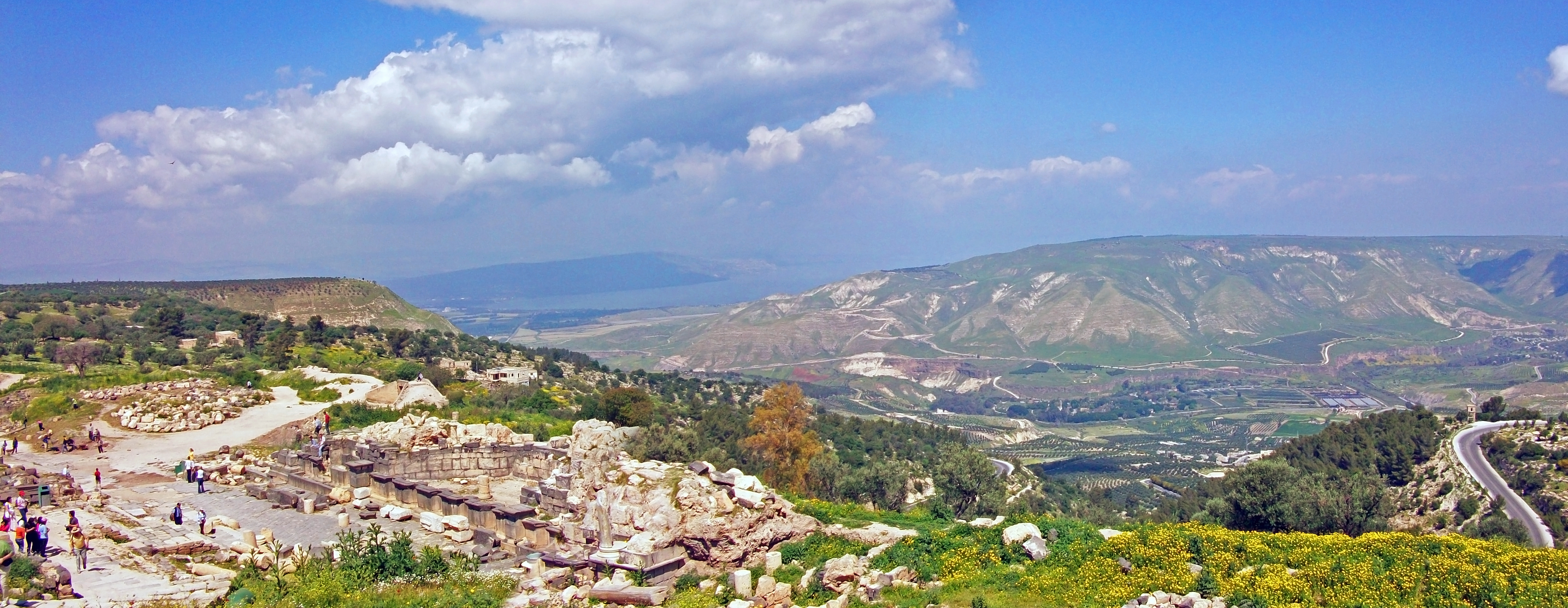
آثار أم قيس شمال الأردن، مشرفة على بحيرة طبريا وشمال فلسطين وهضبة الجولان المُحتلة.

وتضم البادية الأردنية والمنطقة الجنوبية قصور صحراوية وقلاع يتمثل فيها التاريخ بكل تفاصيله، ومن أهم هذه القصور والقلاع: قصر عمرة الأموي الذي يعتبر تحفة فنية معمارية إسلامية نادرة في قلب الصحراء، ويشتهر بقبته الرائعة وزخارفه الجميلة، والرسوم المشغولة بطريقة الفريسكو التي تمثل مشاهد من رحلات الصيد والحيوانات التي وجدت في المنطقة في تلك الحقبة. وكذلك قصر الحرانة الذي يقع على بعد (65) كيلومتراً شرقي عمان فهو من أهم الآثار الأموية المصانة حتى الآن، وقصر الحلابات الذي يقع على بعد (25) كيلومتراً من الزرقاء، وتدل الشواهد الأثرية على أن أصل بنائه كان نبطياً، أما آثاره الظاهرة فتعود إلى العصر الروماني، حيث بنيت مع قلاع أخرى لضمان حماية الطرق الشرقية. أما قصر المشتى القريب من مطار الملكة علياء الدولي في عمان فهو قصر فسيح يتميز بالعقود والقناطر. وعلى بعد(95) كيلومتراً من عمان يقع قصر الطوبة، وهو قصر ضخم أنشئ من الآجر المشوي بالنار. وتقع بالقرب من الزرقاء في المنطقة الشرقية قلعة الأزرق التي تعود إلى عهد والرومان، وهي مبنية بالكامل من الحجر البازلتي الأسود، وتطل أسوارها على واحة الأزرق التي كانت فيما مضى محطة رئيسة للقوافل، أما قلعة الكرك فقد أنشئت على الدرب السلطاني الذي يمر عبر جنوب الأردن، وقد بناها الصليبيون وحررها صلاح الدين ووسعها المماليك، وهي مرتبطة تاريخياً بالحروب الصليبية، وتقع في قلب مدينة الكرك. وكذلك قلعة الشوبك، التي تعود إلى ذات الفترة التاريخية، وكان الصليبيون يسمونها (مونتريال) أي الجبل الملكي، وفي القلعتين الكثير من الأروقة والسراديب، وأبراج الاستحكامات، التي تدل على طراز الفنون الحربية في القرون الوسطى.
وتمثل قلعة الربض طراز الفن المعماري عند المسلمين العرب. وقد بناها عز الدين بن أسامة بن منقذ أحد قادة صلاح الدين الأيوبي ما بين عامي 1148-1185 لتقف في وجه التوسع الإفرنجي الصليبي وتحافظ على طرق المواصلات مع دمشق وشمال سوريا. واشتقت القلعة الواقعة في مدينة عجلون (75 كلم شمال العاصمة عمان) اسم الربض من موقعها كونها تربض على ظهر تل شاهق الارتفاع عرف باسم جبل عوف نسبة إلى بني عوف الذين أقامت عشيرة منهم في الجبل أيام الفاطميين واستمدت القلعة اسمها الثاني قلعة (صلاح الدين) من القائد الإسلامي التاريخي صلاح الدين الأيوبي الذي اتخذها نقطة انطلاق لجيوشه المتوجهة صوب مدينة القدس.
المواقع الدينية والقداسة

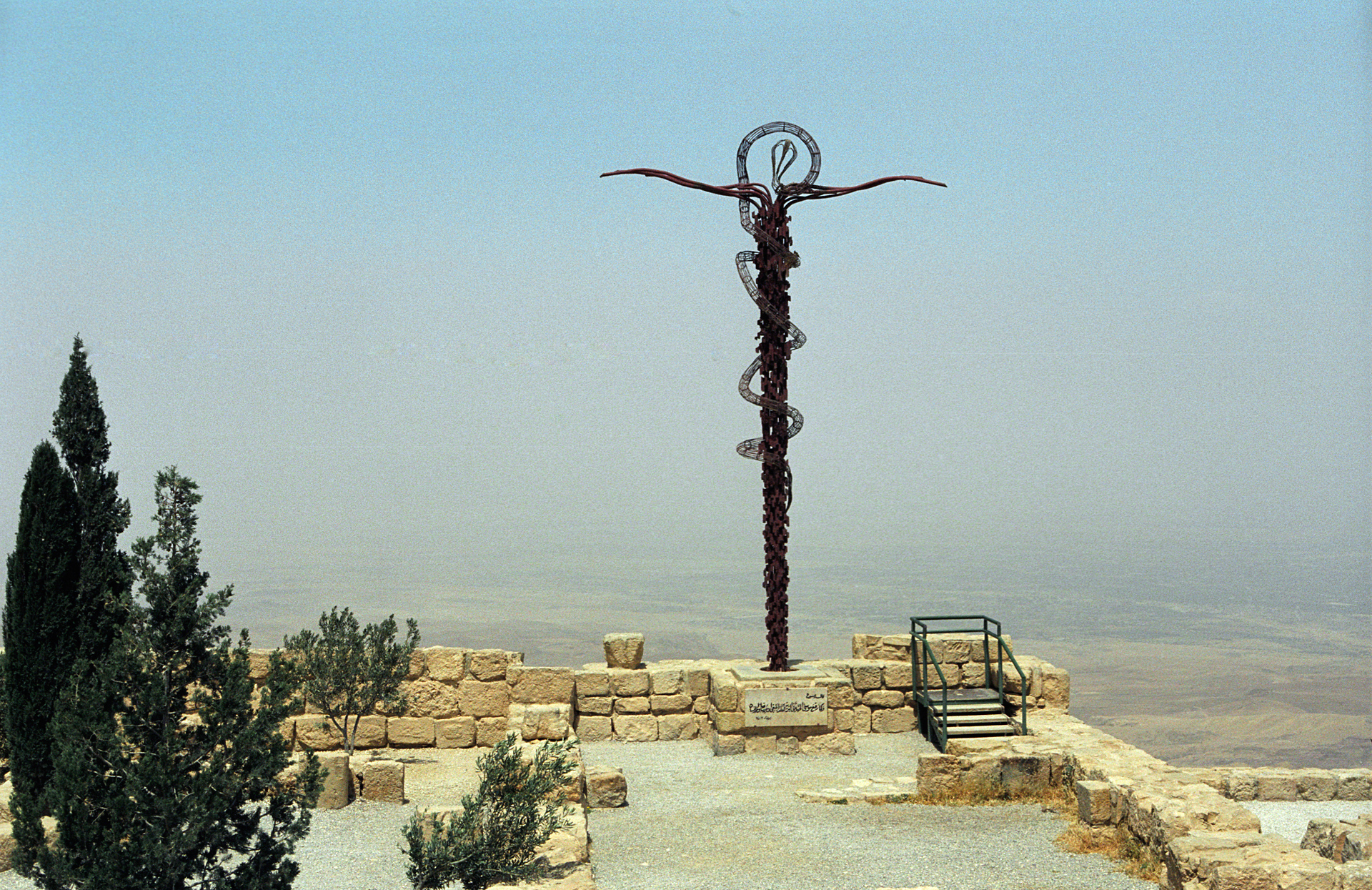
عصا موسى على جبل نيبو، من المواقع المقدسة عند المسيحيين واليهود.

إلى الشرق من نهر الأردن، يقع المغطس في منطقة وادي الخرار التي سميت قديما ببيت عبرة، ويقال أن السيد المسيح وقف، وهو ابن ثلاثين عاما، بين يدي النبي يحيى بن زكريا لكي يتعمد بالماء، ويعلن من خلال هذا الطقس بداية رسالته للبشرية. ويوجد في المكان عدة آبار للماء وبرك يعتقد أن المسيحيين الأوائل استخدموها في طقوس جماعية للعمّاد. وقد قامت دائرة الآثار الأردنية بترميم الموقع الذي زاره البابا يوحنا بولس الثاني وأعلنه مكانا للحج المسيحي في العالم مع أربعة مواقع أخرى في الأردن.
- نهر الأردن يعتقد المسيحيين ان يسوع تعمد في هذا النهر على يد يوحنا المعمدان.
- مادبا يوجد فيها أقدم خريطة أصلية للأرض المقدسة والمعروفة باسم خريطة مأدبا أو خريطة مادبا التي يرجع تاريخها إلى 560 م. صنعت هذه الخريطة من الفسيفساء.
- جبل نيبو يعتقد المسيحيون أن موسى وقف على جبل نببو مع قومه ورأى الأرض الموعودة التي لم يصلها وأنه توفي ودفن في جبل نيبو، بحسب الكتاب المقدس.
- الجامع الحسيني الكبير يقع في وسط مدينة عمان ويعتبر أقدم مساجدها، بني على انقاض مسجد قديم.
- كنيسة جبل اللويبدة، تقع في دارة الفنون وتؤرخ للقرن السادس الميلادي.[310]
- أهل الكهف كهوف صخرية تحيط بها قبور رومانية وبيزنطية وفوق الكهوف بني مسجدان في الفترات الإسلامية اللاحقة، وقد ورد ذكر اهل الكهف في القرآن الكريم.
- ميفعة, حاليا تسمى ام الرصاص, يوجد فيها كنائس من أهمها كنيسة اطفيان سنة 719م وبرج الناسك سمعان العمودي.

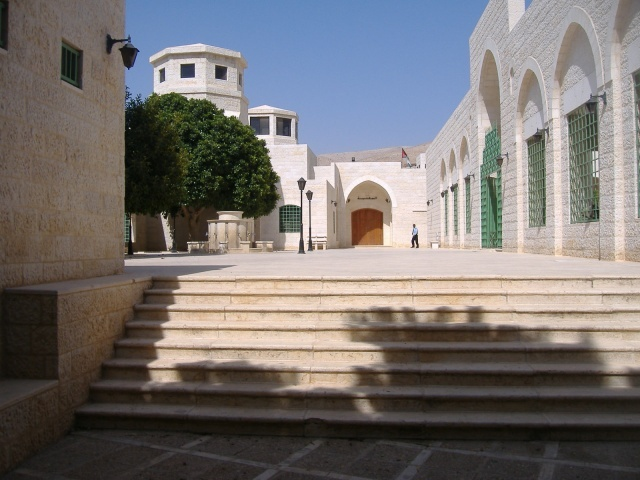
مقام الصحابي أبو عبيدة بن الجراح

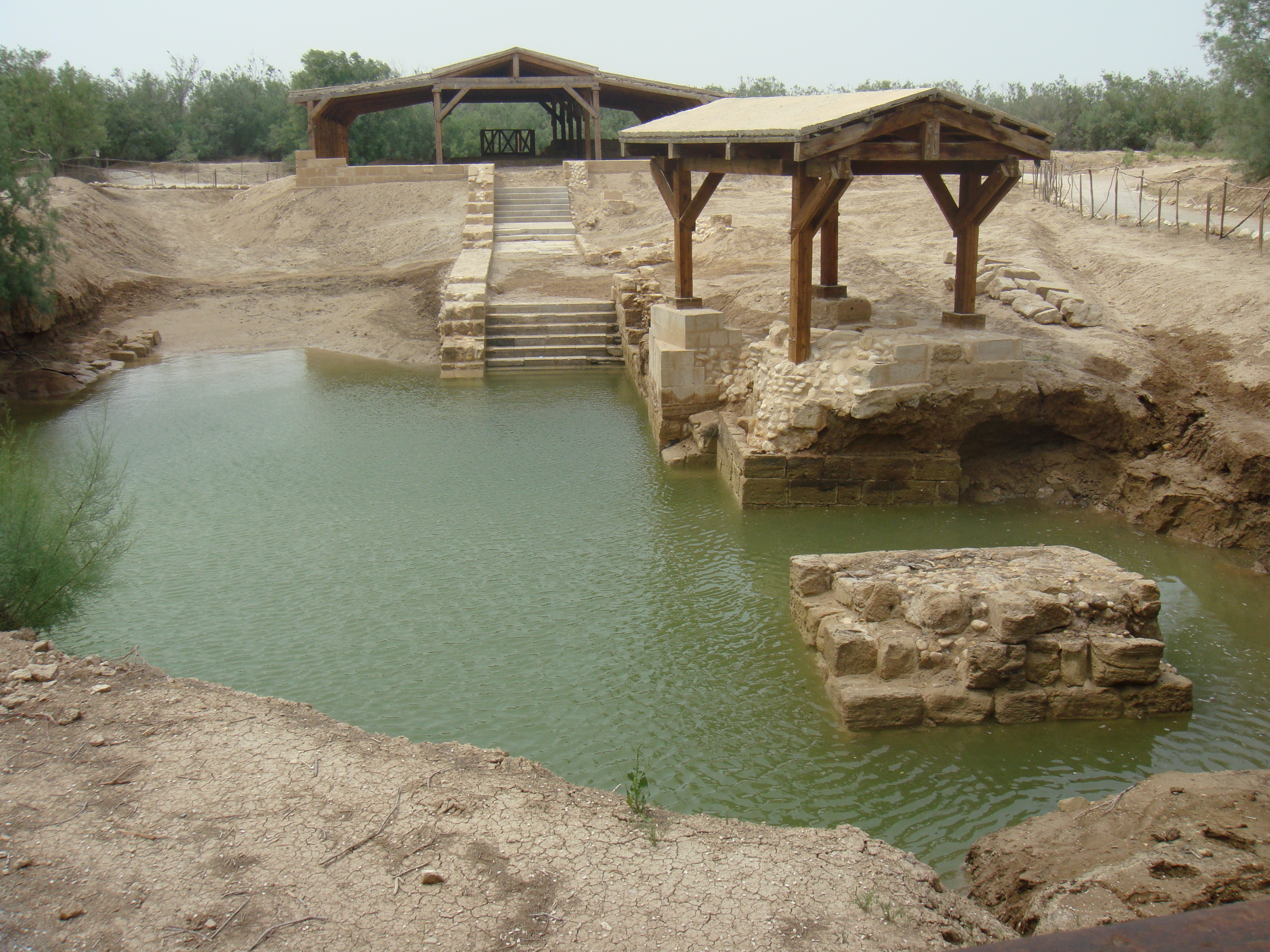
المغطس، موقع تعميد السيد المسيح.

وتزخر الأرض الأردنية بالعديد من الآثار الدينية باعتبارها أرضا للديانات السماوية وإضافة إلى الآثار التي تعود لقرون سحيقة لشعوب وحضارات مثل "إدوم ومؤاب وعمون وجلعاد وبيريا" هناك أضرحة ومساجد ومقامات لصحابة رسول الله اشهرها مقامات للصحابي أبي ذر الغفاري وأبي عبيدة عامر بن الجراح الملقب "أمين الأمة" وشهداء معركة مؤتة وعلى رأسهم جعفر بن ابي طالب وزيد بن حارثة وعبد الله بن رواحة والحارث بن عمير.
وتنتشر المقامات والاضرحة على مساحة الأردن من شماله إلى وسطه وجنوبه ففي بلدة سوم القريبة من مدينة إربد يوجد ضريح الصحابي عويمر بن مالك الخزرجي الانصاري المعروف "بابي الدرداء " الذي كان قاضيا لبلاد الشام. وإلى الشمال من مدينة الطفيلة جنوب وسط الأردن يقع ضريح الصحابي الجليل فروة بن عمرو الجذامي وهو أول شهيد مسلم خارج الجزيرة العربية وأول من أستشهد في سبيل نشر الإسلام في تخوم الروم الذين أقدموا على قتله وصلبه.
وفي منطقة الاغوار يوجد مسجد الصحابي عبد الرحمن بن عوف ومقام الصحابي أبي سليمان الدارمي إضافة إلى مقامات أخرى في منطقة الكرك جنوب الأردن. وبالقرب من بلدة دير علا في الاغوار يقع مقام ضرار بن الازور ليس بعيدا عن مقام الصحابي أبي عبيدة عامر بن الجراح وكذلك مقام شرحبيل بن حسنة  في بلدة المشارع ومقام معاذ بن جبل ومقام عامر بن أبي وقاص في الاغوار الشمالية. وإلى جانب مقامات وأضرحة الصحابة هناك مقامات لبعض الأنبياء الذين عاشوا أو مروا في الأردن.
المحميات الطبيعية

محمية الأزرق في شرق الأردن

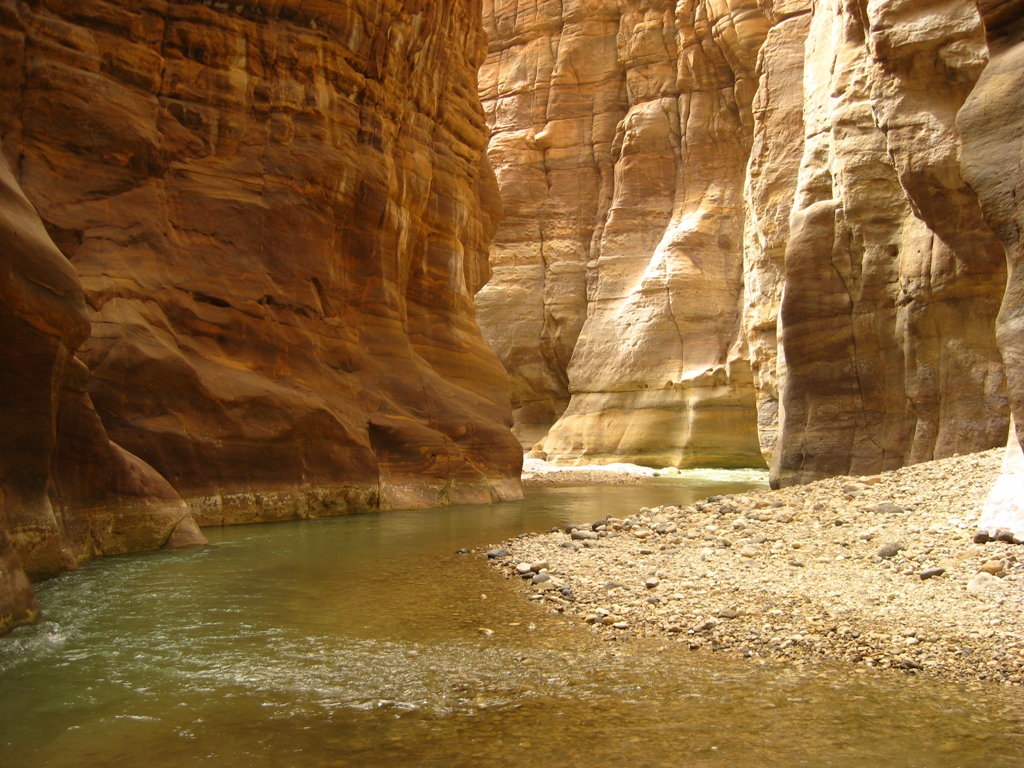
وادي الموجب.

تعتبر البيئة الأردنية بيئة غنية ومتنوعة، حيث تتمتع المملكة بالثراء الطبيعي، الذي يجمع بين البادية والريف، وتتعانق فيه الصحراء مع الحقول الخضراء. وتبعاً لهذا التنوع البيئي تتنوع الحياة والكائنات الحية، النباتية والحيوانية. وقد تأسست المحميات الطبيعية للحفاظ على الأنواع النادرة من الحيوانات البرية، وحمايتها من الانقراض.
ومن أهم تلك المحميات، محمية ضانا الطبيعية التي تغطي مرتفعات الطفيلة وتمتد لغاية وادي عربة، وتمتد على مساحة 308 كيلومتراً مربعاً، ومحمية الشومري التي أنشئت هذه المحمية عام 1975 قرب الأزرق في الصحراء الشرقية، وتبلغ مساحتها 22 كيلومتراً مربعاً، ومحمية الموجب التي تقع على طول البحر الميت وتمتد لمرتفعات الكرك. تبلغ مساحتها 220 كيلومتراً مربعاً، وتعيش فيها أنواع مختلفة من الحيوانات والنباتات البرية والطيور. بالإضافة إلى محمية الأزرق التي تقع هذه المحمية في واحة الأزرق في الصحراء الشرقية، على مساحة تبلغ 21 كيلومتراً مربعاً. وتعتبر ممراً للطيور المهاجرة ما بين أوروبا وآسيا وإفريقيا.

### السياحة العلاجية
تصل عوائد السياحة العلاجية في الأردن إلى 700 مليون دولار أمريكي في العام، حسب تصريحات البنك الدولي فالأردن هي الأولى في المنطقة والخامسة على مستوى العالم في هذا المجال. هناك عدد من المستشفيات الحكومية والخاصة في عمّان، التي يرتادها المرضى العرب من دول الخليج العربي والعراق واليمن ودول المغرب العربي. وأن ما يجذب المرضى هو إجراءات تخفيض الأسعار والجودة العالية عن العلاج في أوروبا والولايات المتحدة الأمريكية. والساحة الطبية في عمّان تتميز بمهارة وخبرة متميزة في مجال أمراض وجراحة القلب وكذلك تطبيق الكثير من الجراحات الدقيقة فيما يخص العيون والكلى والرئتين.

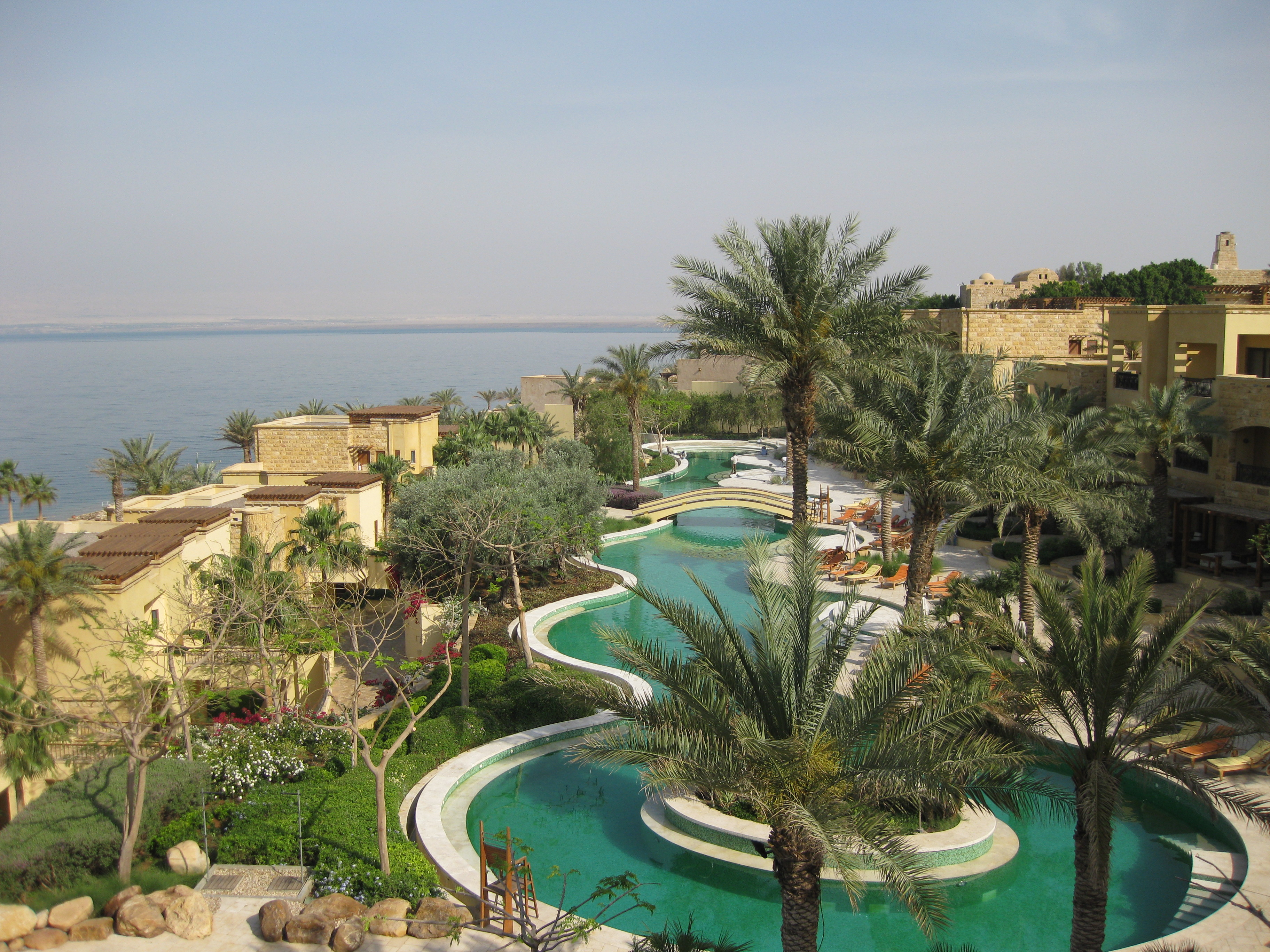
منتجع كيمبنسكي في الأردن.

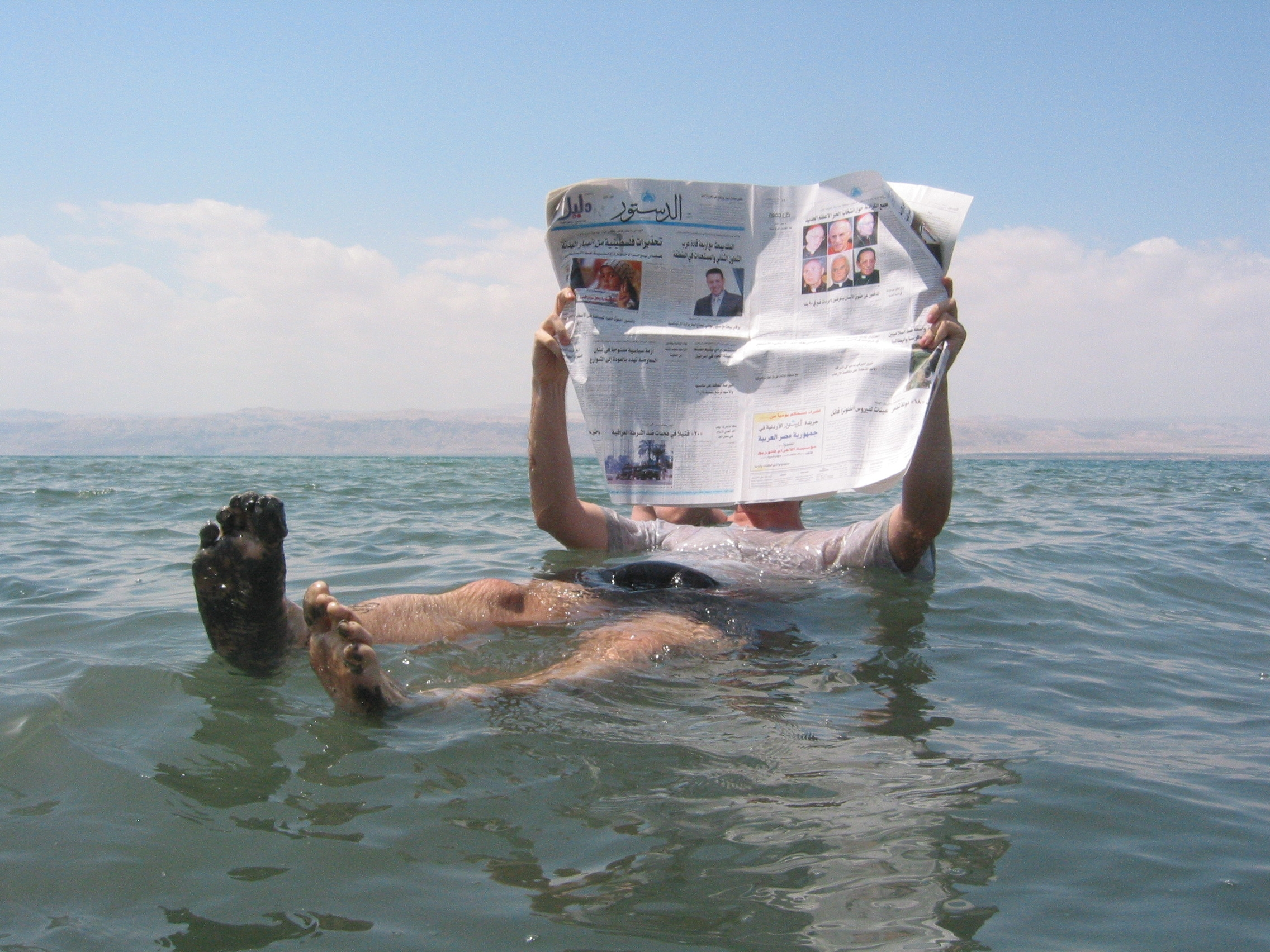
سائح في البحر الميت

ويعتبر الأردن واحداً من البلاد التي يختلط فيها الاستشفاء من أمراض الجسد مع الترويح عن النفس. وذلك بفضل نعمة كبيرة أنعم الله بها على الأرض الأردنية حيث تتوافر كل مقومات العلاج الطبيعي من مياه حارة غنية بالأملاح، إلى طين بركاني، إلى طقس معتدل وطبيعة خلابة، الأمر الذي جعلها منتجعات علاجية يؤمها الكثير من طالبي الاستشفاء من الأمراض المختلفة ومن أهم هذه المنتجعات العلاجية: حمامات عفرا وينابيع الحمة وحمامات ماعين.
تتنوع طرق استخدام المياه المعدنية الساخنة، التي تمتاز بخصائص استشفائية، من "الدش بالرشق، حمام الفقاقيع، حمام الجاكوزي، السرير المائي، إلى الحمامات المتناوبة للقدمين".وثمة قسم للعلاج بالطين المأخوذ من البحر الميت الذي اثبت فوائده العلاجية، فضلا عن قسم العلاج بالكهرباء مكملا للعلاج بالمياه والتمارين الطبية، فضلا عن خدمة العلاج الفيزيائي (فيزيوثيرابي) لاسيما تحت الماء على أيدي فيزيائيين متخصصين. العلاج عبر استنشاق البخار المتصاعد من المياه المعدنية يساعد على شفاء الأمراض الصدرية لا سيما لدى المدخنين المزمنين تبيّن أيضا أن العلاج بالمياه الساخنة يفيد في حالات خاصة منها "أمراض الروماتيزم المزمنة وآلامه، وتشنج العضلات، وآلام الظهر، وأمراض الأوعية الدموية والأوردة الدوالي، الأمراض الجلدية، تنشيط الجسم بصورة عامة من الإرهاق العصبي والنفسي، إفراز الغدد الصماء والتهاب الجيوب الأنفية المزمنة". وتشكل حمامات ماعين محطة هامة على خريطة السياحة في محافظة مادبا وضواحيها، وهو يزدهر خاصة في فصل الشتاء بسبب مناخه الدافئ على تخوم الأغوار بين الجبال ومياهه الساخنة.

## المجتمع والثقافة

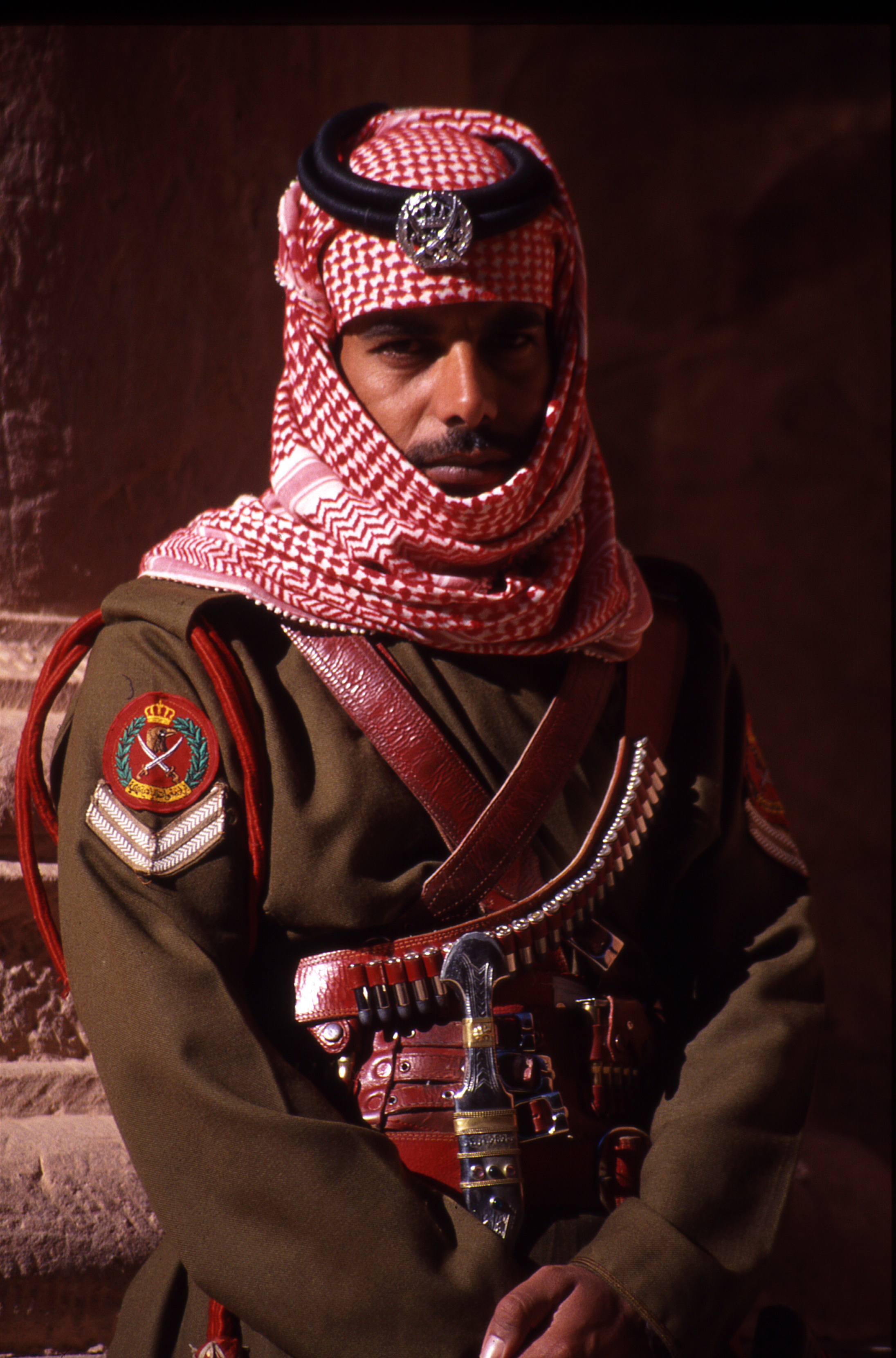
ضابط في حرس البادية يرتدي الزي البدوي التقليدي.

العادات العربية الموجودة في المنطقة، هي نفسها العادات الشائعة في الأردن، إذ أن العادات المتعلقة بالكرم وحسن المعاملة للضيف، والمعاملة ما بين الأشخاص، وغيرها لا تختلف ما بين الأردن وباقي الدول العربية. مما يميز الأردن هو التجانس والتمازج ما بين ثقافته، وثقافة البلاد المحيطة به، مثل السعودية والعراق وفلسطين وسوريا. في أواخر الثمانينات، أخذت الحياة الاجتماعية والهوية في الأردن تتمحور حول الأسرة. تتألف المنازل من الناس المرتبطين ببعضهم البعض عن طريق القرابة، إما عن طريق النسب أو الزواج، والعلاقات الأسرية الممتدة داخل البنية العشائرية والقبلية في المجتمع الأردني. الجنس والسن محددات هامة للمركز الاجتماعي، وعلى الرغم من أن الفصل المنظم للنساء عن الرجال لم يكن يمارس عادة، إلا أن أغلب فئات النساء معزولة إلى حد ما عن الرجال في مختلف الميادين. الفصل القائم على أساس الجنس موجود في قطاعات عريضة من المجتمع الأردني، وبشكل أدق فيما بين الطبقة الوسطى التقليدية في المناطق الحضرية، وبشكل أقل بين البدو حيث ضرورات الحياة اليومية تمنع ذلك. بشكل عام بلوغ سن متقدمة من العمر يؤدي إلى تعزيز الاحترام والمكانة الاجتماعية لكلا من الرجل والمرأة. في الوقت الحاضر بتشكيل الطبقة الوسطى المتعلمة التي شملت أعدادا متزايدة من النساء المتعلمات، أدت نحو تغيرات في النمط الاجتماعي التقليدي، حيث أصبح تفاعل الرجال والنساء أمرا مألوفا في الأماكن العامة (الجامعات، العمل، وسائل النقل العام، الجمعيات التطوعية، وفي المناسبات الاجتماعية.)

### المأكولات

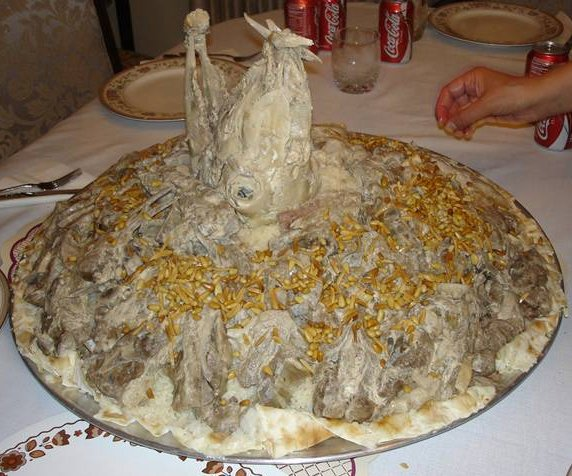
المنسف، الطبق الوطني في الأردن.

يعتبر الخبز غذاءً رئيسياً عند الأردنيين حيث يقدم مع كافة الوجبات. كما يعتبر الأرز من الأطعمة الشائعة عند الأردنيين ويشكّل مكوناً أساسياً في معظم الأطباق كالمنسف والمقلوبة والأوزي والبرياني، والبقوليات، والزيتون، وزيت الزيتون، واللبن، والخضروات (كالقرنبيط (الزهرة) والباذنجان والبطاطا والبامية والبندورة، وغيرها) ولحم الضأن أو الدجاج أو العجل أو السمك، والفواكه (كالمشمش والتفاح والموز والبطيخ، والبرتقال). يعتبر الأرز طبقاً رئيسياً وتعتمده بعض الأُسر في معظم أطباقها ويقدم أغلب الأيام وخاصة يوم الجمعة ضمن وجبة الغداء.
يعتبر المنسف الطبق الوطني في الأردن، وهو من أكثر الأطباق الشعبية شهرة وشيوعا في الأردن، وهو يُعد وليمة أساسية في الأفراح والأتراح (في بيوت العزاء، المناسبات، الأعياد وحفلات الزفاف)، كما أنه يعد رمزاً للتمسك بالأصول بالنسبة للعديد من الأردنيين، ويقدم طبق المنسف مع اللبن المطبوخ، ويوضع الأرز فوق خبز (الشراك) ويرش على وجهه البقدونس الناعم والصنوبر أو اللوز المقلي، وعلى راس طبق المنسف قطع اللحم البلدي ومنهم من يستخدم الدجاج. من العادات الغذائية عند الأردنيين عند الزيارات خصوصا العائلية تقديم الشاي أو القهوة التركية أو العربية (السادة)، أو العصائر، كما تصاحبها الحلويات. تعتبر الكنافة النابلسية أشهر أنواع الحلويات عند الأردنيين، حيث يوجد محلات كثيرة في الأردن مشهورة بهذا النوع من الحلويات، بالإضافة إلى الهريسة والغريّبة وأنواع أخرى من الحلويات.

### الفن والعمارة

يتداخل الأسلوب المعماري الحداثي في الأردن مع النمط المعماري القديم لبلاد الشام.

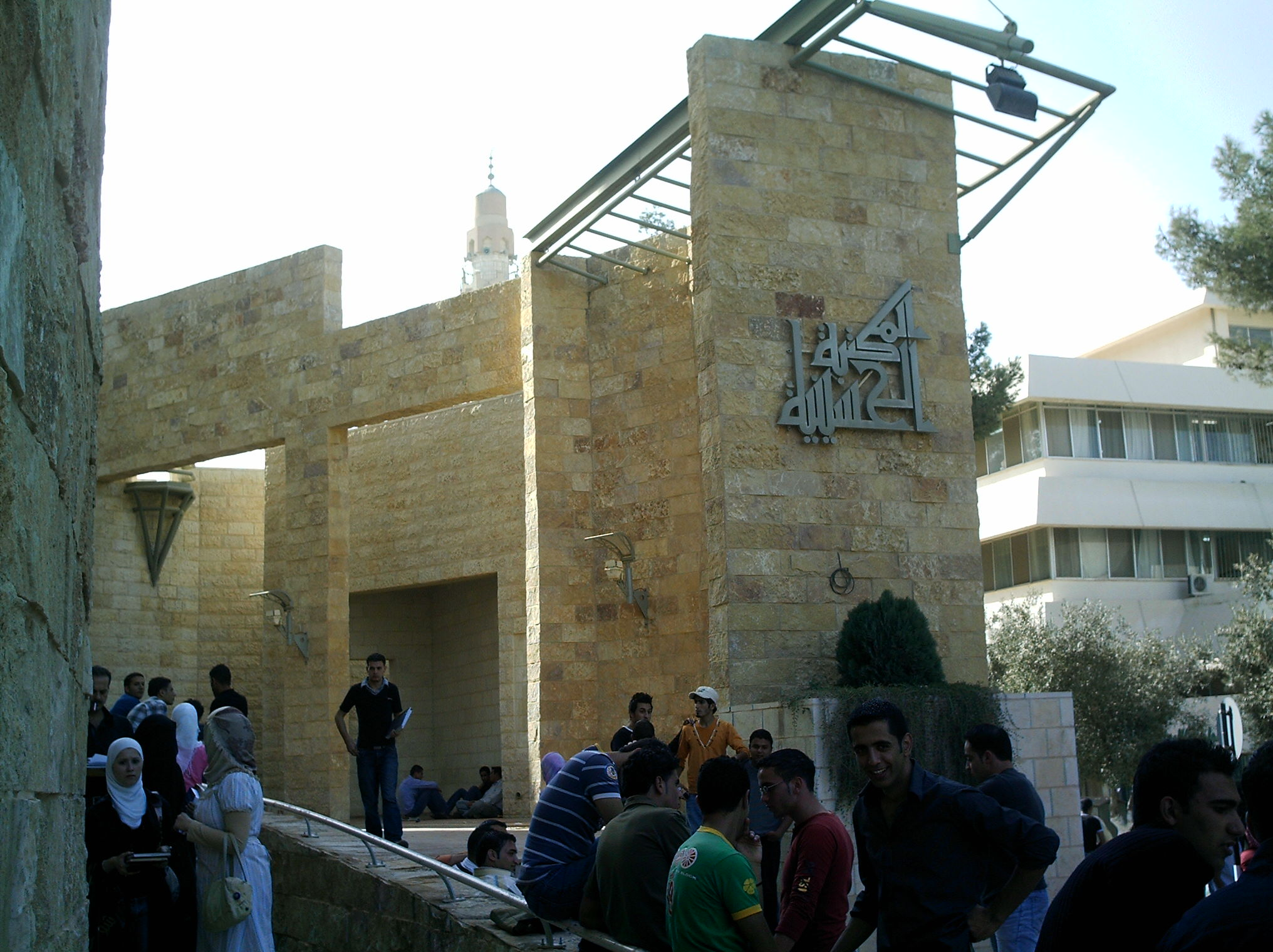
مبنى المكتبة الحسينية في جامعة اليرموك، إربد. وهي من أكبر مكتبات المشرق العربي.

يرتبط الفن والعمارة في الأردن ارتباطاً وثيقاً بتاريخ الفن وأنماطه في المنطقة العربية المجاورة كلها. وقد كان لنهر الأردن كبير الأثر في منطقة بادية الشام إذ مهّد لظهور حضارات تركت آثاراً كثيرة ومهمة في فنونها التشكيلية والمعمارية. مثلاً تميزت صناعة الفخار في الأردن في العهد النبطي بالمهارة ونعومة الملمس، وكان الفخار يزيّن برسوم هندسية وبألوان كالأحمر والبني والأسود، وكان النحت النبطي متطوراً، ومن ذلك منحوتة الإله هيليوس ومنحوتة إيروس ورأس الإله هرمس. أما فن الفسيفساء الأرضي في شرق الأردن في العهد البيزنطي (القرنين الخامس والسادس الميلاديين)، فكان من أشهر القطع التي تم الكشف عنها لوحة تمثل خريطة الأرض المقدسة رسمت عليها مواقع الزيارات وكتبت أسماؤها بالحرف البيزنطي، ولوحة أخرى تمثل ملكات ثلاثاً ترمز إلى مدن مأدبا وغريغورية ورومة. بذلت في الأردن في عقود القرن العشرين الأخيرة جهود حكومية لتشجيع الفن التشكيلي خاصة، وفتحت بعض صالات العرض أبوابها للتصوير والنحت والرسم والحفر والزخرفة، كما تابعت الفنون التطبيقية التقليدية والمهن اليدوية مسيرتها كالخط العربي والبسط والسجاد والجلديات والفخار والخزف والتطعيم بالصدف وتماثيل خشب الزيتون الصغيرة. وتأسست 'ندوة الفن الأردنية' سنة 1953، وتأسست كلية الفنون الجميلة في جامعة اليرموك سنة 1980. أما الجمعية الملكية للفنون الجميلة فقد تأسست في عمان سنة 1979، وقامت ببناء المتحف الوطني الذي افتتح سنة 1980، ويضم اليوم أعمالاً فنية للفنانين الأردنيين وأعمالاً للفنانين العرب. نشطت حركة العمران والبناء في الأردن منذ أوائل القرن العشرين وازدانت المدن الرئيسة بأبنية حكومية ومساكن خاصة مشيّدة بالحجر الأردني الجميل، وبرع المعمار الأردني بأساليب العمارة العالمية المعاصرة في محاولة لتطويعها للمناخ المحلي وتطعيمها بعناصر مستوحاة من التراث العربي.

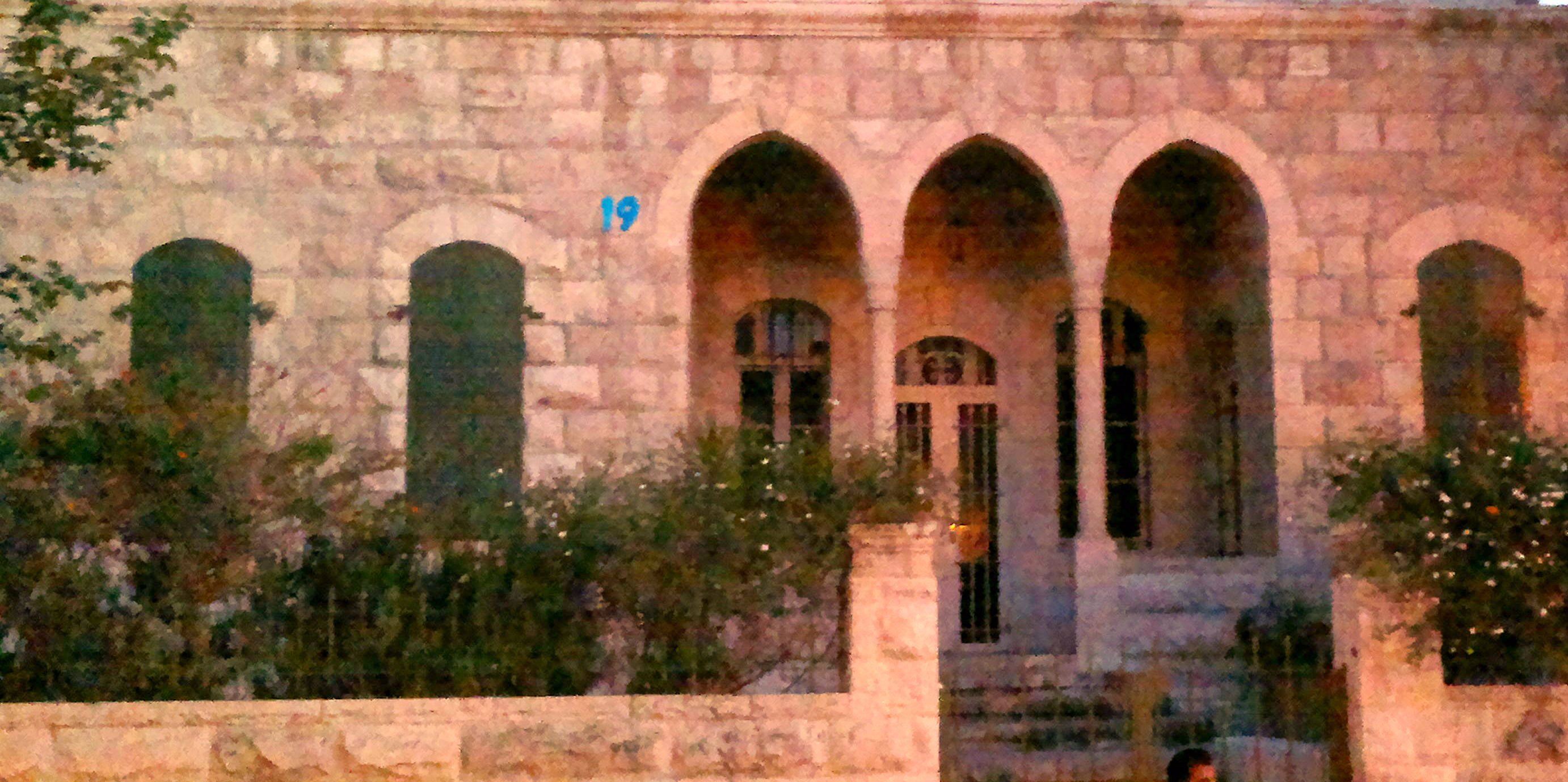
واجهة حجرية لمنزل تراثي في عمان.

يتميز البناء في الأردن عموما باستخدام الحجر كجزء أساسي يدعم واجهات البناء من جهاته الأربعة، وهذا لا ينحصر في جزء معين بالمدن ولكن تتميز الكثير من مناطق المدن الكبرى كعمان بجمال العمارة وجودة الخدمات وانتشار الفنادق ومعظم الوزارات المنشأة على أسس ومقاييس متميزة في العمارة والبناء. أضفت الحجارة المستخدمة في بناء مدينة عمان فناً تميزت به هذه المدينة وأضفت على طابعها المعماري لمسة جمالية دفعت المهندسين إلى ممارسة إبداعهم في تنوع كبير من أساليب العمارة باستخدام الحجر.
وبحسب مجموعة من المهندسين المعماريين حملوا على أنفسهم أن ينتجوا نماذج من فن العمارة في الأردن، أكدوا تأثر العمارة في البلاد بالموروث الحضاري لمدينة عمّان المعماري الإسلامي والروماني واليوناني إلا أن معظمهم أكد أن الفن الإسلامي هو غاية وأمنية بالنسبة لهم. ويعيب المهندسون على بعض الأبنية والتي يسمونها أبنية «التجميع» والتي يحمل التصميم فيها سمات عمارة الغرب المتزاوجة مع تصميمات المنطقة بدون الأخذ بعين الاعتبار الطابع المعماري الذي يميز المنطقة وتاريخها والاعتبارات الثقافية والحضارية الأخرى. وبعضهم يصمم مبنى تحمل واجهاته أكثر من ثقافة وتراث أطلق عليه المهندسون «أسلوب الإبهار» والخالي من المضمون والموروث والفاشل هندسيا وذكروا عددا من تلك النماذج في أماكن متعددة في الأردن. إن أساليب العمارة في الأردن عديدة ولا يمكن حصرها، ويبدو أنه كان لتنتشر نتيجة لذلك التشكيل المتعدد فوضى معمارية هائلة لولا الاستعمال الموحد للحجر الأردني في جميع هذه المباني. أدى هذا إلى استعمال واسع لحجر البناء الذي توفر بصورة لبت الحاجة لطبيعة البلاد الجغرافية والطبوغرافية.

### الأدب

الشاعر الأردني مصطفى وهبي التل (عرار).

إن المتابع للحركة الأدبية في الأردن يمكن أن يرصد مسارها من خلال مراحل ثلاث هي: الأدب زمن الإمارة (1921- 1946)، والأدب ما بين النكبة والنكسة (1947-1967) أو زمن وحدة الضفتين، والأدب ما بعد نكسة حزيران 1967 حتى اليوم. لقد ازدهر الشعر والنثر في زمن الإمارة، إذ كان مصطفى وهبي التل (الملقب "بعرار") شاعر الأردن الأول حيث قال شعراً فصيحاً منظوماً أقرب إلى روح الشعب، وكان صوتاً جريئاً ناطقاً باسم فقراء الأمة ومظلوميها في تلك الفترة. وفي حقل النثر، كان محمد صبحي أبو غنيمة أول من كتب 'أغاني الليل'، وهي مجموعة قصص اجتماعية وأخلاقية وأدبيّة. بعد وحدة الضفتين ظهر أدب جديد من تمازج الهويّة الأردنيّة والفلسطينية، أنتج أدباء فلسطينيون أردنيون كتبوا الرواية والقصة مثل جُمعة حمّاد ومفيد نحلة، وشعراء أردنيون فلسطينيون مثل; خليل زقطان وفدوى طوقان. كان عقد الخمسينات، والستينات مرحلة التأسيس للأدب الأردني الحقيقي، ففيها نشأت المجلات الأدبية المتخصصة التي ترعى الأدب وتشجع الأدباء، وفي هذه المرحلة تعددت المنابر الأدبية وكثر التأليف، ونشأت رابطة الكتّاب الأردنيين عام 1976، وضمّت مئات الشعراء والكتّاب في أنشطتها.

### الموسيقى، المسرح، والسينما

شعار الكرك - عاصمة الثقافة الأردنية لعام 2009.

المعهد الوطني للموسيقى بعمّان.

للأردن تاريخ عميق بالموسيقى يعود لآلاف السنين، ترافق مع الحضارات الكثيرة التي قامت على أرضه. تتنوع الموسيقى التقليدية والغناء الشعبي في الأردن؛ فهناك الغناء الريفي، وهو ذلك الغناء الفلكلوري المنتشر في قرى وبلدات ومدن الأردن وخاصة في مناطق الشمال والوسط لا بل أن هذا الغناء قد دخل كافة المدن الأردنية بقوة. جاءت أغاني الريف أكثر سرعة ورشاقة وزخرفة منها في البادية بحكم الإيقاع الحياتي المتحرك النشط في مواسمها ومناسباتها. وتُؤدّى غالبية القوالب الموسيقية الريفية بشكل جماعي حيث ترافقها الرقصات (الدبكات) الشعبية المنتشرة على مساحة الأردن ويتقنها السواد الأعظم من الأردنيين. ومن قوالبه: دلعونا، زريف الطول، المهاهاه، العتابا، الميجنا، الجفرة، علاّ وْعلاّ، وغيرها. ويصاحبها آلات موسيقية شعبية منها الشَّبابة، المِجْوِزْ، اليَرْغُول، الطّبْلة، والقربة.
أما الغناء البدوي وهو ذلك الغناء الذي يخص المجموعات البشرية التي تقطن البادية الأردنية، وقد تميز الغناء البدوي بقلة الحِليات والزخارف اللحنية أو الإيقاعية، وامتداد بعض الأصوات طويلاً، وأغلب مغنّيي البادية يميلون إلى الصوت العالي الحاد المشوب بالأنْفية من حيث المخرج، والإيقاع الرتيب الهادئ، وبسبب العزلة عن المدينة والريف لم يتعرض البدو (إلا مؤخراً) للمستحدث من الموسيقا، حيث حافظوا على أصالة الغناء العربي القديم من خلال مجموعة قيّمة وهامة من القوالب الغنائية البدوية أهمها: الحداء، الهجيني، الشروقي، القصيد (السامر). هناك رقصة ترافق غناء السامر يرقصها الرجال في حلقة تشاركهم فيها "الحاشي" وهي (المرأة التي ترقص بالسيف وسط حلقة السامر). أحيانا يرافق الغناء البدوي آلة الربابة خاصة في قوالب الهجيني والشروقي.
الغناء البحري محدود جداً في الأردن، وذلك لضيق المساحة البحرية التي يطل عليها، إذ لا توجد في الأردن سوى منطقة غنائية بحرية واحدة هي مدينة العقبة (أيْلَة) على رأس الخليج المسمى باسمها (خليج العقبة) أقصى جنوب الأردن. يرافق هذا الغناء إيقاعات مميزة استٌمدت من تموّج البحر مع استخدام آلة السمسمية وهي شبيهة بالكنارة عند المصريين.
أما الموسيقى الحديثة في الأردن ففيها عدة اتجاهات موسيقية منها ما أعتمد التراث الشعبي، وبعضهم تأثر بالمد الأجنبي، ومنها ما أعتمد التراث العربي التقليدي.
عرف المسرح في الأردن في بداياته في مطلع القرن العشرين من خلال بعض المسرحيات التاريخية والدينية والاجتماعية وعدد من المسرحيات المترجمة بالإضافة إلى بعض المحاولات في التأليف المحلي التي قام بها بعض الهواة في الأردن. وفي مرحلته الثانية برز في الساحة الفنية اسم الأستاذ هاني صنوبر الذي تخرج من "كودمان ثيتر" في الولايات المتحدة الأمريكية سنة 1957. حيث قدم إلى عمان وأخذ يعمل على استقطاب هواة الفن المسرحي من الإذاعة الأردنية (قسم الدراما) والجامعة الأردنية وبعض الهواة، حيث أسس منهم آنذاك أسرة المسرح الأردني. وفي مرحلته الثالثة حيث شهد عقد السبعينيات تخرج أعداد من المخرجين الأكاديميين من الجامعات والمعاهد والأكاديميات العربية والعالمية، قدم هؤلاء مسرحيات من روائع المسرح العربي وبعض التجارب المسرحية المحلية. المرحلة الرابعة (عقد الثمانينات) شهد عقد الثمانينات تزايداً في عدد الخريجين من الأكاديميات والجامعات والمعاهد الفنية العربية والعالمية بالإضافة على إنشاء كلية الفنون في جامعة اليرموك ومركز التدريب المسرحي التابع لوزارة الثقافة، فأخذ عدد من المخرجين القدامى والجدد يقدمون تجاربهم المسرحية الجديدة متمردين على التأليف والشكل الفني "التقليدي"، أما المرحلة الخامسة (التسعينات) شهدت ازدهاراً وانتشاراً واسعاً للمسرح الأردني بعد حرب الخليج نتيجة لقلة الطلب على الأعمال الأردنية التلفزيونية عربياً، مما دفع الفنانين باتجاه المسرح حيث انتشرت الفرق المسرحية وقدمت الكثير من المسرحيات التي ساعدت في إنتاجها وزارة الثقافة، والتي نظّمت المهرجانات الثقافية عامة والمسرحية خاصة فأقامت مهرجان المسرح الأردني، وكذلك مهرجان جرش للثقافة والفنون الذي يقام سنوياً منذ عام 1980 وحتى الآن. أما السينما فلم تحظ في الأردن بالازدهار الذي حظي به المسرح. ولكن بعض المحاولات كانت ناجحة مع ضيق الموارد، وقلة الأجهزة والخبرات السينمائية، وندرة المؤسسات المتخصصة. وقد ظهرت أفلام إخبارية ووثائقية منذ عام 1948.

### الدراما

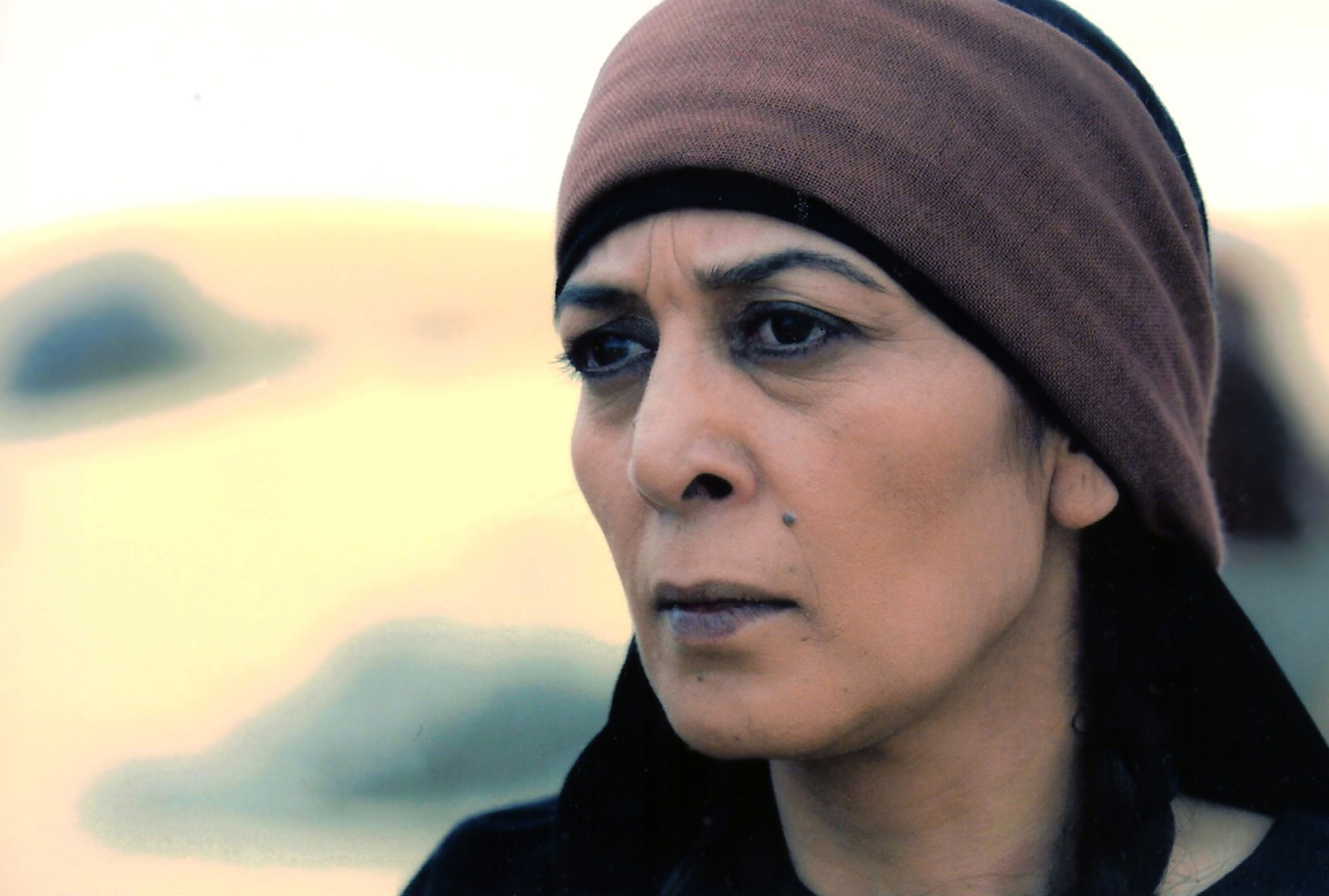
اشتهر الممثلون الأردنيون بأدوارهم في المسلسلات البدوية. في الصورة الممثلة شفيقة الطل

شعار الهيئة الملكية الأردنية للأفلام.

يعتبر فيلم صراع في جرش الذي تم إنجازه عام 1958 أول خطوة فعلية على طريق تأسيس صناعة سينمائية في الأردن، وكان الفيلم حصيلة جهود شخصية لمجموعة من الشباب الأردنيين الطامحين لعمل أفلام سينمائية على غرار الأفلام المصرية والسورية. حيث تم إنجاز المعدات اللازمة للتصوير والمونتاج محلياً، ووضع قصة الفيلم والسيناريو فخري أباظة وسمير مطاوع، وأخرجه واصف الشيخ ياسين وقام بالتمثيل فيه بالإضافة للمخرج كل من فائق القبطي، وغازي هواش، وعلي أبو سمرة، وأحمد القري، وصبحي النجار، وآخرين، وكان الفيلم يعاني من بعض المشكلات الفنية بسبب ظروف إنتاجه والمعدات المستخدمة، ونقص الخبرات لدى فريق العمل.
وجاءت أول مساهمة رسمية في سبيل خلق سينما أردنية عام 1965 بتأسيس دائرة السينما والتصوير التابعة لوزارة الإعلام، حيث بدأ عملها بإنتاج الجريدة السينمائية الناطقة، واستطاعت إنجاز أكثر من أربعين عدداً مصوراً. ومع ظهور التلفزيون الأردني تم إلحاق دائرة السينما به عام 1969، واستمر عملها في إنتاج الجريدة السينمائية، وكذلك في تحقيق عدد من الأفلام التسجيلية، خاصة بعد وقوع حرب حزيران عام 1967 وما خلفته من نكسة واحتلال للضفة الغربية.
جاء تأسيس الهيئة الملكية الأردنية للأفلام عام 2004 كمحاولة جادة للنهوض بهذا القطاع، ووضع الأسس لقيام صناعة سينمائية أردنية واستدراج السينما العالمية للتصوير داخل الأردن واستغلال طبيعته وآثاره في هذا المجال، حيث أن الأردن قد شهد تصوير العديد من الأفلام العالمية الهامة مثل فيلم (لورنس العرب) للمخرج ديفيد لين، وفيلم (السندباد وعين النمر) الذي تم تصويره في البتراء، وكذلك فيلم (إنديانا جونز والحملة الأخيرة) عام 1998 لستيفن سبيلبرغ وإنتاج جورج لوكاس وتم تصويره في البتراء أيضاً. كما أن الاهتمام بالسينما كثقافة يبدو بوضوح شديد في هذه المهرجانات المتوالية للعروض السينمائية المتميزة، وكذلك في هذا الانتشار الكثيف لدور العرض السينمائية المتطورة التي تعرض الأفلام العالمية بالتزامن مع عروضها في بلدانها الأصلية، مما يدل على الوعي المتنامي بالسينما ودورها الثقافي المتميز. إلا أن للأردن بصمته في صناعة وإنتاج المسلسلات التلفزيونية ومن أبرز المنتجين الأردنيين المنتج عدنان العواملة الذي قدم انتاجات ذات قيمة فنية عالية والمنتج طلال العواملة  الذي وصل مصاف العالمية بفوز مسلسله الاجتياح بجائزة الإيمي العالمية.

### الرياضة
تعتبر رياضة التايكواندو هي الرياضة الوطنية في الأردن والتي حققت أكبر وأهم الإنجازات، فقد حصل اللاعب أحمد أبو غوش على أول ميدالية أولمبية رسمية للأردن وكان ذلك في أولمبياد ريو دي جانيرو عام 2016 بحصوله على ذهبية منافسات وزن تحت 67 كغم. كما حصدت التايكواندو العديد من الميداليات في أقوى البطولات العالمية ويعتبر المنتخب الأردني المنتخب العربي الأقوى في رياضة التايكواندو وواحد من أهم المنتخبات على الصعيد العالمي.
فيما تعتبر كرة القدم هي الرياضة الشعبية الأولى في الأردن وتحظى بمتابعة جماهيرية كبيرة، وشهدت السنوات الأخيرة تطور ملحوظ للمنتخب الوطني الأردني وكان قريب من التأهل إلى نهائيات كأس العالم في البرازيل عام 2014 لكنه خسر الملحق العالمي أمام الأوروغواي ويعتبر هذا هو الإنجاز الأبرز لكرة القدم الأردنية في تصفيات كأس العالم والتي خاضها أول مرة عام 1986.
كما يولي الأردن اهتماماً كبيراً في كرة القدم للسيدات تمثل ذلك باستضافة كأس العالم للناشئات عام 2016 بمشاركة 16 منتخباً يمثلون ست قارات وأقيمت منافسات البطولة في أربع ملاعب بثلاث مدن أردنية وهي عمان والزرقاء وإربد.
وتحظى رياضة كرة السلة الأردنية أيضاً بشعبية كبيرة في الأردن ويعد المنتخب الأردني من أقوى المنتخبات العربية والآسيوية حيث سبق له المشاركة في كأس العالم لكرة السلة عام 2010 كما شارك للمرة الثانية في الصين عام 2019 حيث حصل على الميدالية الفضية، وشارك في بطولة كأس آسيا سنة 2022. ويمتلك المنتخب الأردني لكرة السلة العديد من الإنجازات على المستوى القاري كان أبرزها حصوله على الميدالية الفضية في النسخة السادسة والعشرين من بطولة كأس آسيا والتي أقيمت في الصين عام 2010 حيث خسر النهائي بفارق نقطة واحدة فقط أمام الصين 69-70.
ويتميز الأردن بالرياضات القتالية مثل التايكواندو والكاراتيه والملاكمة والكيك بوكسينج والمواي تاي والجوجوتسو وغيرها حيث حققت هذه الميداليات الكثير من الميداليات على كافة الصعد من كلا الجنسين.
وشهد عام 2018 افتتح أول مركز إعداد أولمبي من قبل اللجنة الأولمبية الأردنية - المظلة الرسمية للرياضة الأردنية - والتي يرأسها الأمير فيصل بن الحسين، وهو مجمع رياضي متكامل تهدف اللجنة الأولمبية الأردنية من خلاله إلى إعداد لاعبي الأداء العالي في رياضات مختلفة أولمبية وغير أولمبية ويحتوي هذا المركز على قاعة تدريبية تخدم رياضات متعددة ونادي صحي وصالات رياضية وترفيهية متنوعة وغرفة طبية ومطعم وغرف فندقية تتسع إلى 100 سرير.

## العلاقات الخارجية والقوات المسلحة

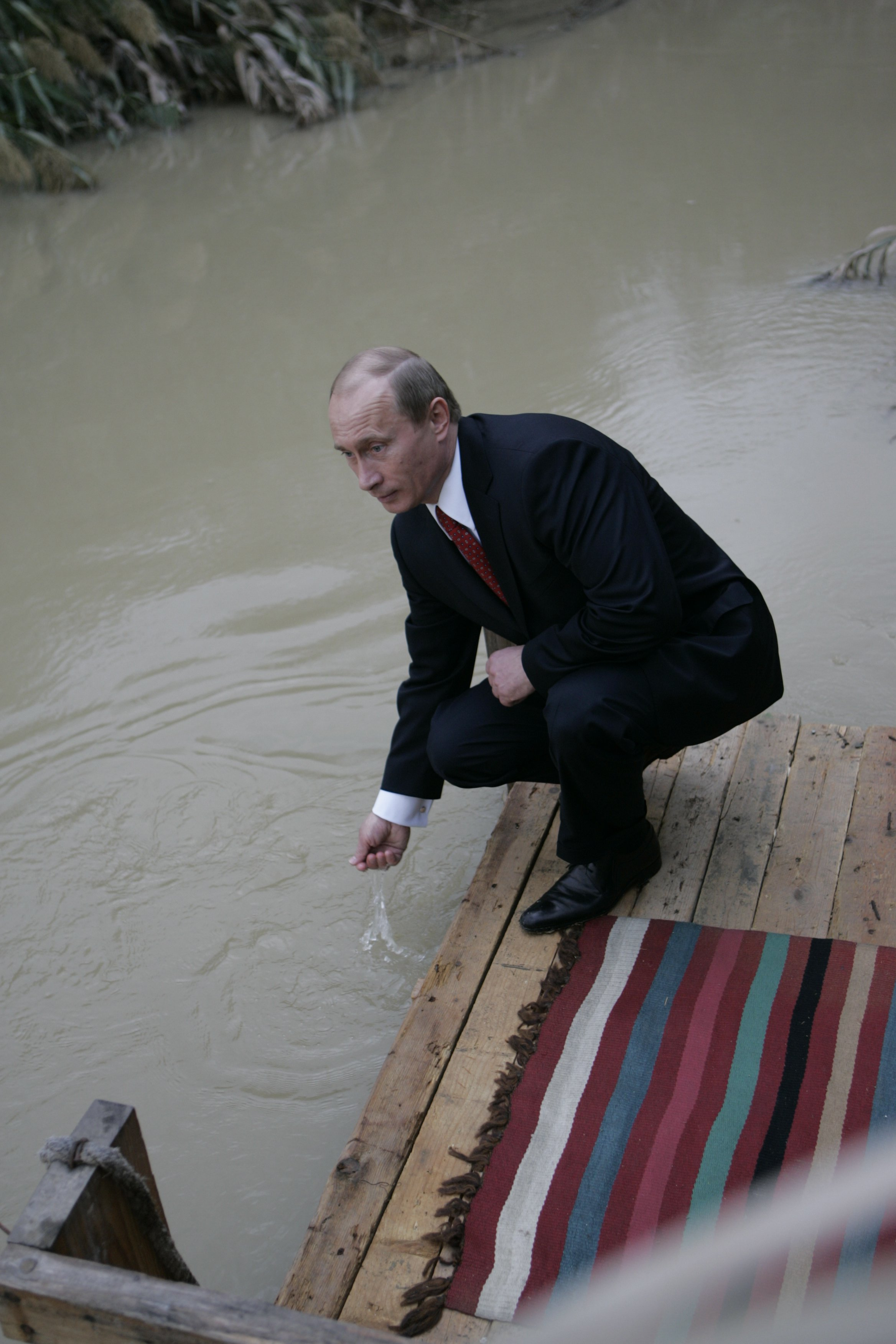
فلاديمير بوتين الرئيس الروسي في المغطس على ضفة نهر الأردن.

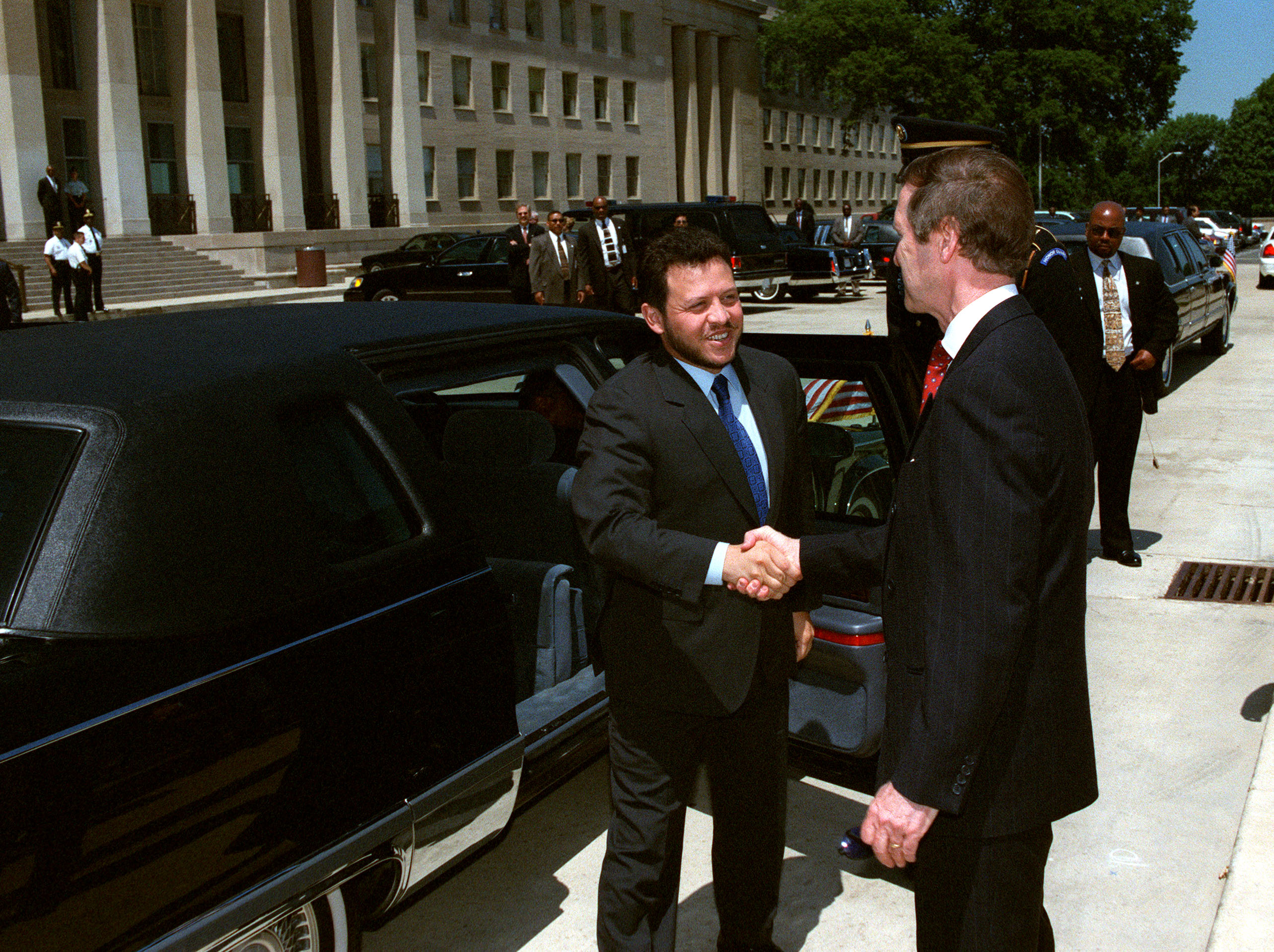
الملك عبد الله الثاني في زيارة إلى وزارة الدفاع الأمريكية سنة 1999.

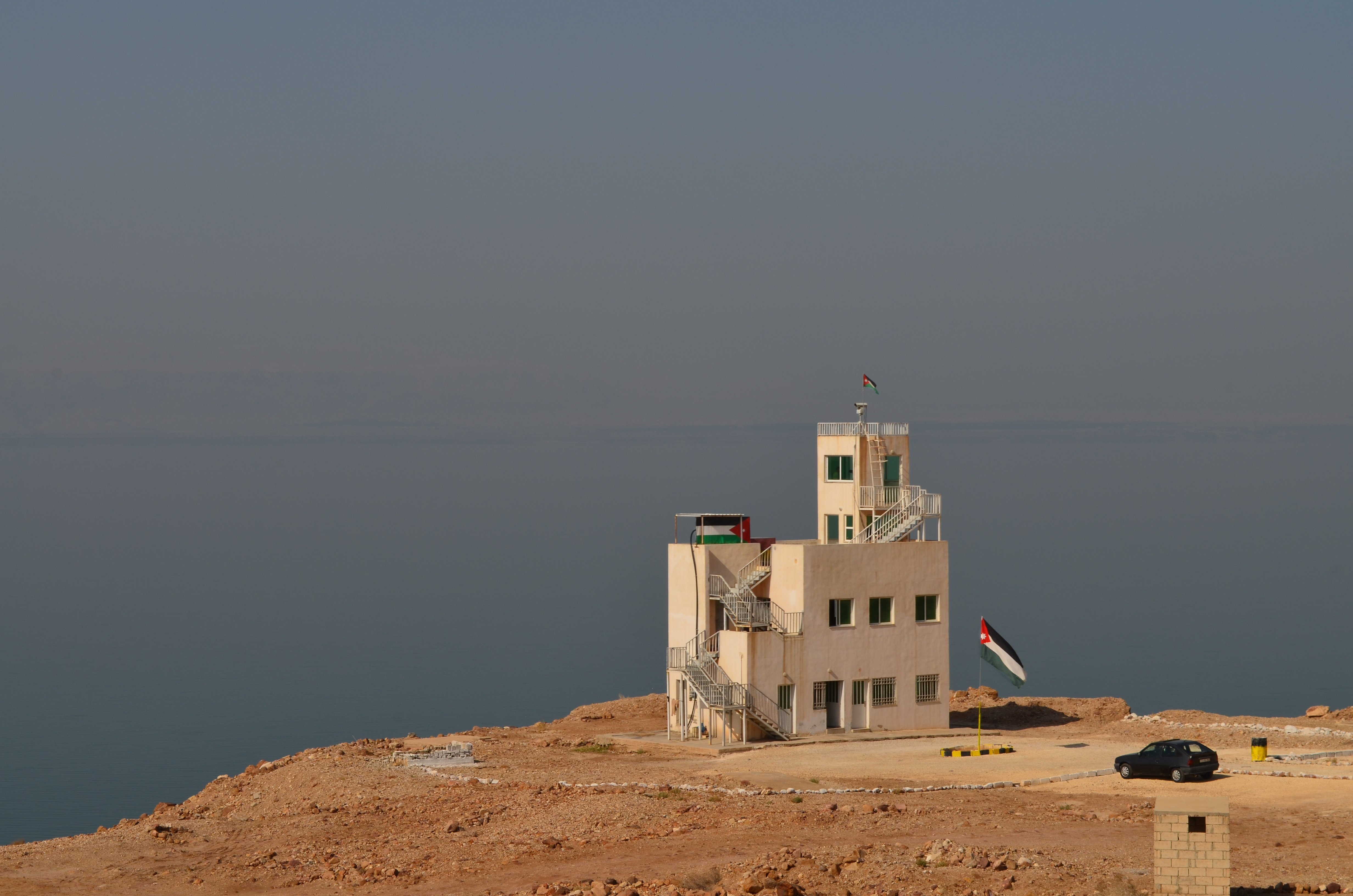
حرس الحدود الأردني على شاطئ البحر الميت.

تُعتبر سياسة الأردن الخارجية بشكل عام معتدلة نوعا ما، لكنها أقرب للغرب - حيث ارتبط تاريخيا بعلاقات وثيقة مع الولايات المتحدة والمملكة المتحدة. تضررت هذه العلاقات في بداية تسعينات القرن العشرين عندما أعلن الأردن حياده في حرب الخليج الثانية، والحفاظ على العلاقات مع العراق، مما أدى أيضا إلى تدهور في العلاقة لعدة سنوات مع بعض الدول العربية، خاصة بعد الغزو العراقي للكويت. بشكل عام واصلت الأردن الدعوة إلى رفع الحصار الدولي المفروض على العراق. مع نهاية الحرب بدأت العلاقات تعود بين الأردن والدول الغربية شيئا فشيئا، عن طريق مشاركة الأردن في عملية السلام في الشرق الأوسط، والمساعدة في تنفيذ العقوبات الدولية المفروضة على النظام في العراق.
تربط الأردن علاقة استثنائية بالسلطة الفلسطينية، حيث يُعتبر الأقرب للفلسطينيين تاريخيا - خاصة بعد أن كانت الضفة الغربية تتبع للمملكة الهاشمية لمدة تزيد عن 38 سنة حتى قرار فك الارتباط عام 1988. وهو في ذات الوقت البوابة الوحيدة حاليا للاقتصاد الفلسطيني مع العالم الخارجي. كما تتواجد مقرات كثيرة تابعة لمنظمة التحرير في عمان - بحكم التداخل التاريخي بين الشعبين والتواجد الفلسطيني الرسمي في المملكة منذ عشرات السنين - والتي سبق لها أن شاركت بوفد مشترك مع الأردن في مؤتمر مدريد 1991. أما بالنسبة للصراع العربي الإسرائيلي، فكانت الأردن طيلة عقود تُعتبر من دول المواجهة مع إسرائيل، وكانت العلاقات عدائية بين الجانبين، حيث كانت معظم العمليات الفدائية تنطلق من الأردن قبل أحداث أيلول عام 1970 بين الجيش الأردني ومنظمة التحرير الفلسطينية، بالإضافة إلى أن الأردن قد خاض ثلاثة حروب مع إسرائيل، كان منها إثنتان بشكل مباشر. استمرت حالة العداء هذه بين الجانبين حتى توقيع معاهدة السلام الأردنية الإسرائيلية في وادي عربة عام 1994، حيث أن الحكومة الأردنية هي واحدة من ثلاثة أعضاء من 22 دولة عضو في جامعة الدول العربية أقامت علاقات دبلوماسية مع إسرائيل، بالإضافة لكلا من الحكومتين المصرية والفلسطينية.
أما بالنسبة لباقي العلاقات مع الجوار، فلدى المملكة علاقات متينة بكل من سوريا ومصر والمملكة العربية السعودية. لكنها مرت بمرحلة من الشد والجذب خلال العقود الماضية - منذ أن أسست مع هذه الدول ودول عربية أخرى، الجامعة العربية عام 1946. يحاول الأردن بشكل عام لعب دور المعتدل في المنطقة، وهو ما ينسجم مع رؤية العديد من الدول ذات الدور الإقليمي، وخاصة تركيا. ويتباعد في نفس الوقت إلى حد ما عن اللاعب الإقليمي الآخر في المنطقة، وهو إيران، حيث ما لبثت العلاقات الثنائية أن تدهورت بشكل كبير إثر إعلان الحرب العراقية الإيرانية عام 1980 ووقوف الأردن إلى جانب العراق، لكنها بدأت تعود تدريجيا إلى طبيعتها منذ منتصف التسعينات. نتيجة لهذا الموقف، يقوم البنك الدولي بتخصيص ميزانية سنوية لدعم الحكومة الأردنية، كذلك تقوم الولايات المتحدة سنويا بتخصيص ما مقداره 360 مليون دولار من ميزانيتها للأردن، إزدادت مائة مليون إضافيا بعد أحداث الربيع العربي عام 2011. كذلك تقوم دول الخليج العربية والاتحاد الأوروبي واليابان والصين بدعم الاقتصاد الأردني سواء عبر الاستثمارات الكبرى والتبادل التجاري أو بتخصيص معونات بين فترة وأخرى لدعم المشاريع التنموية في البلاد.
يعتبر الأردن عضو نشيط في الأمم المتحدة والهيئات التابعة لها، ويشارك بشكل فعال في قوات حفظ السلام الدولية المنتشرة في جميع أنحاء العالم، حيث تصدر قائمة الدول المشاركة في القوات الدولية من حيث حجم المشاركة. كما أن الأردن يشارك أيضا في محادثات السلام المتعددة الأطراف. في إطار الاتحاد الأوروبي يعود تاريخ تأسيس العلاقات الدبلوماسية بين الأردن والاتحاد الأوروبي إلى عام 1977، حيث شهد ذلك العام توقيع اتفاقية التعاون التي دخلت حيز التنفيذ عام 1978. ويتألف الإطار الذي تنتظم داخله العلاقات الثنائية ومتعددة الأطراف بين الأردن والاتحاد الأوروبي بعدة أمور تبدء من الشراكة الأورومتوسطية التي تم إطلاقها خلال المؤتمر الأورومتوسطي الذي عقد في برشلونة عام 1995 لإرساء سياسة طموحة ذات أهداف بعيدة المدى بهدف تدعيم التعاون بين الاتحاد الأوروبي من جهة ودول حوض البحر المتوسط من جهة أخرى، على أساس ثلاثة محاور تضمنها إعلان برشلونة وهي الشراكة السياسية والأمنية، الاقتصادية والمالية. والشراكة في الشؤون الاجتماعية، الثقافية والإنسانية. بالإضافة إلى اتفاقية الشراكة الأردنية - الأوروبية، وسياسة الجوار الأوروبي. الأولى اتفاقية توفر إطاراً شاملاً للأبعاد الاقتصادية والسياسية والاجتماعية للتعاون الثنائي بين الأردن والاتحاد الأوروبي. في عام 1996 توصلت الولايات المتحدة والأردن إلى اتفاق جعل الأردن حليف رئيسي خارج الناتو. وقد تم مؤخرا توقيع اتفاقا للتجارة الحرة مع الولايات المتحدة. أما بالنسبة لعلاقة المملكة بالمعسكر الشرقي بشكل عام، فقد كان يسودها الفتور في أغلب الأحيان - وخاصة مع الاتحاد السوفيتي ومن ثم روسيا لاحقا، لكنها تحسنت كثيرا في الوقت الحاضر من خلال التعاون العسكري وفي مجالات بحوث الطاقة النووية والسياحة وغيرها. يشار بالذكر إلى أن الأردن عضو مؤسس لجامعة الدول العربية، ومنظمة المؤتمر الإسلامي،  وعضو في منظمة التجارة العالمية، والصندوق العربي للإنماء الاقتصادي والاجتماعي، وصندوق النقد الدولي، والمحكمة الجنائية الدولية، ومنطقة التجارة العربية الحرة الكبرى،  ولجنة الأمم المتحدة الاقتصادية والاجتماعية لغرب آسيا، وسياسة الجوار الأوروبية والأمم المتحدة. كما أن الأردن يتمتع بوضع متقدم مع الاتحاد الأوروبي. وكان سابقا أحد أعضاء مجلس التعاون العربي.
القوات المسلحة

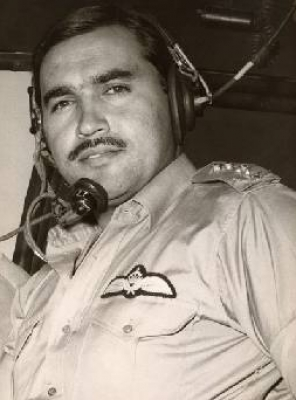
الرائد فراس العجلوني، قائد سرب طائرات في حرب حزيران 1967، الذي تسبب لإسرائيل بخسائر كبيرة.

القوات الخاصة الأردنية.

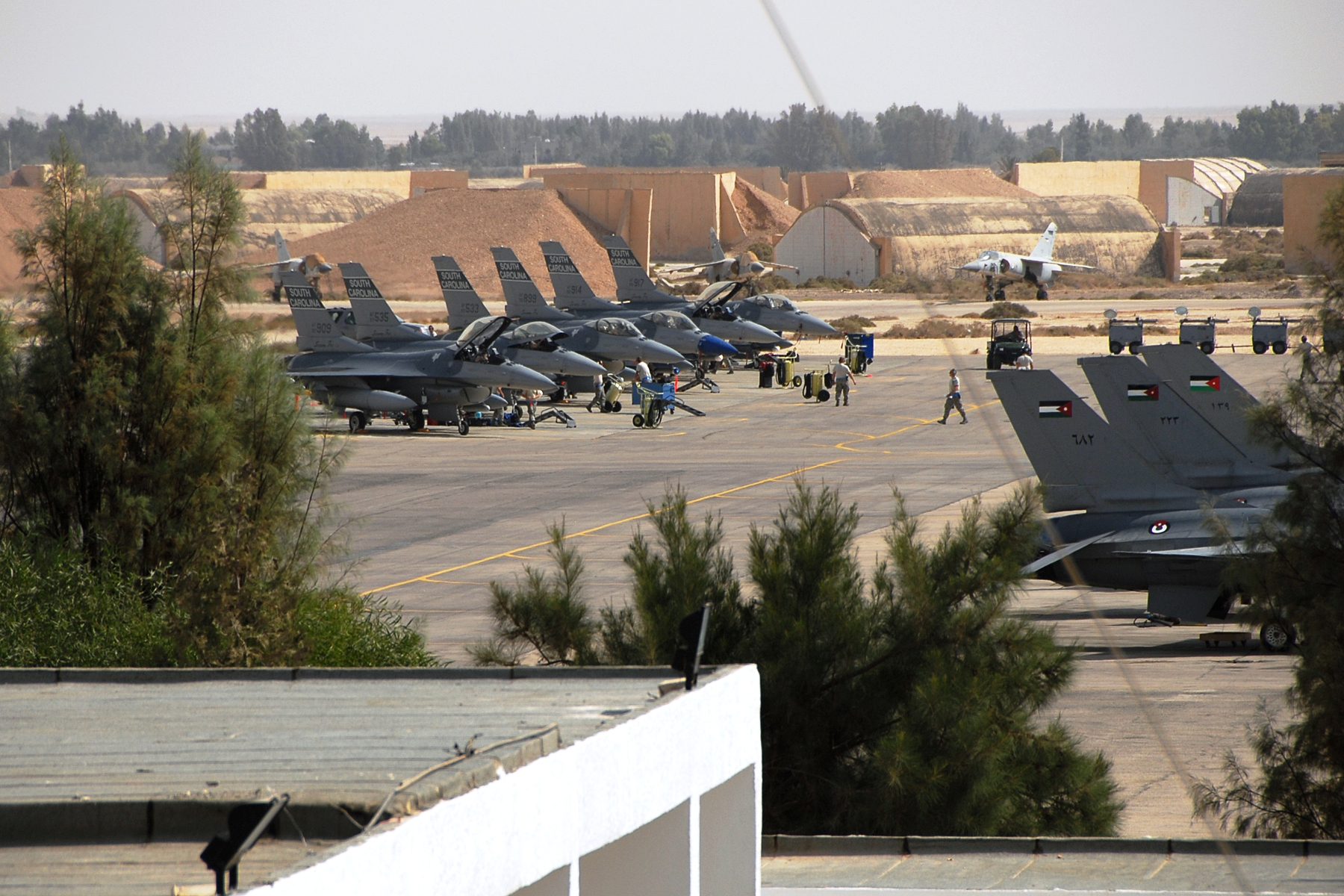
قاعدة موفق السلطي الجوية في محافظة الزرقاء.

يعتبر الجيش الأردني أكثر جيوش المنطقة كفاءة ومهنية. وينظر إليها على أنها مدربة تدريبا جيدا ومتقدما. تتكون القوات المسلحة الأردنية من القوات البرية الملكية الأردنية، القوات البحرية الملكية الأردنية، سلاح الجو الملكي الأردني، وقيادة العمليات الخاصة (Socom). وكذلك مديرية الأمن العام (تابعة لوزارة الداخلية، لكنها تتبع للقوات المسلحة وقت الحروب والأزمات). يؤدي الذكور خدمة العلم عند بلوغهم سن 17 سنة في الجيش، وقد علقت هذه الخدمة في عام 1999 قبل أن تعاد مجددا في عام 2007 من أجل توفير تدريب للشباب لتلبية احتياجات سوق العمل. المرأة لا تخضع لتجنيد لكن يمكن أن تتطوع في الجيش في الأعمال غير القتالية. قُدّر عدد الذكور القادرين على أداء الخدمة العسكرية والذين يتراوح سنهم بين 16 و 49 حوالي 1، 674، 260، والإناث اللواتي يتراوح سنهن ما بين 16 و 49 حوالي 1، 611، 315، ويبلغ عدد اللائقين صحيا للخدمة العسكرية للذكور في ذات الفئة العمرية حوالي 1، 439، 192، والإناث حوالي 1، 384، 500، وذلك بحسب إحصائات سنة 2010. وتبلغ النفقات العسكرية 8.6% من الناتج المحلي الإجمالي، وبهذا يعتبر الأردن الرابع عالميا على مستوى الإنفاق العسكري.
شاركت القوات المسلحة الأردنية (يطلق عليها الجيش العربي) منذ تأسيسها، في عدة حروب ومعارك ضمن الصراع العربي الإسرائيلي، كان أهمها حرب 1948، وحرب 1967 ومعركة الكرامة عام 1968. كما شاركت وحدات من الجيش في عدة عمليات في الدول العربية المجاورة خلال العقود الماضية. على الرغم من ضعف الموارد خلال سنوات تحديث معداتها. تلقت القوات الخاصة الأردنية أهمية قصوى، بالعمل على تعزيز قدراتها للاستجابة السريعة لتهديدات على أمن الدولة. سلاح الجو على درجة عالية من المهنية والاحتراف، لكن إمكانياته تضررت بسبب نقص التمويل، والافتقار إلى أنظمة قتالية متقدمة مثل تلك التي يمتلكها سلاح الجو الإسرائيلي. قام الأردن من أجل التعامل بشكل أفضل مع مجموعة من التهديدات المحتملة، بإعادة تنظيم قواته المسلحة. كان أكثر التركيز على الرد السريع والقوات الخاصة، وركزت قيادة العمليات الخاصة، التي تأسست في منتصف التسعينات على الأمن الداخلي، والأمن على الحدود لدعم عملية السلام في الشرق الأوسط. لقد تحولت القوات الأردنية إلى قوات مرنة، أكثر قدرة على الحركة، وبهذا تحسنت قدرتها على الرد السريع في حالات الطوارئ. وضعت استراتيجية دفاعية للحفاظ على القوى التي من شأنها أن تضع حدا لأي معتد، مهما كان متفوق عليها نوعيا أو كميا، وكان التفكير في أن القوات الأردنية سيكون لها تأثير رادع على أي معتدي محتمل، والذين أصبحوا يدركون أن أي تحرك ضد الأردنيين سيكون مكلفا. الأردن أصبح يهمه الدفاع عن أراضيه، والحفاظ على أمنه الداخلي وتأمين مصالحه الخاصة. لقد كان الأردن مؤيدا قويا لبعثات حفظ السلام التابعة للأمم المتحدة، وله قوات مشاركة في هذه البعثات في مناطق عدة حول العالم.

### الصناعات الدفاعية وقوات حفظ السلام

سوسنة الصحراء، عبارة عن عربة متعددة الاستخدامات.

دخل الأردن مجال الصناعات الدفاعية بإنشائه مركز الملك عبد الله الثاني للتصميم والتطوير والمعروف اختصارا باسم "كادبي" في عام 1999 كمؤسسة عسكرية مستقلة تحت مظلة القوات المسلحة الأردنية وتعنى بالبحث والتطوير لتوفير حلول مثلى في المجالات الدفاعية والتجارية للأردن بشكل خاص ومنطقة الشرق الأوسط. كما أن مهمة المركز تتجلى في تصميم وتطوير وتعديل الأنظمة الدفاعية والأمنية باستخدام التكنولوجيا الحديثة لتلبية احتياجات المستخدم وإيجاد الحلول المثلى لها. قام المركز بتوسيع علاقاته التجارية على المستويين المحلي والدولي، وعقدت اتفاقيات تجارية خارجية مع اليمن، سلطنة بروناي، وأذربيجان، وغيرها من الدول.
هناك حوالي 50,000 جندي أردني يعملون مع الأمم المتحدة في قوات حفظ السلام في جميع أنحاء العالم. تكون مهمة الجنود الأردنيين في بعثات السلام هذه، بتقديم كل شيء من الدفاع العسكري، تدريب الشرطة المحلية، المساعدات الطبية، والأعمال الخيرية. الأردن يحتل المرتبة الثالثة عالميا في المشاركة في قوات حفظ السلام التابعة للامم المتحدة. أرسلت العديد من المستشفيات الميدانية الأردنية إلى مناطق الصراع والمناطق المتضررة من الكوارث الطبيعية في مختلف أنحاء العالم، وتشمل العراق حيث قدمت المساعدة لأكثر من مليون شخص، حوالي المليون في الضفة الغربية، 55,000 في لبنان، 750,000 في أفغانستان، بالإضافة إلى هايتي، إندونيسيا، الكونغو، ليبيريا، أثيوبيا، إريتريا، سيراليون، وباكستان، وغيرها. كما يقدم الأردن تدريبا لقوات الأمن في العراق،  والأراضي الفلسطينية،  ودول الخليج العربي.

## الأعياد والعطل الرسمية
أغلب العطل الأردنية مواعيدها ثابتة، لكن بعضها متغير المواعيد:
| التاريخ                                  | المناسبات                        | ملاحظات              | المدة    |
| ---------------------------------------- | -------------------------------- | -------------------- | -------- |
| الأعياد الدينية                          |                                  |                      |          |
| 1 يناير                                  | رأس السنة الميلادية              | حسب التقويم الميلادي | يوم واحد |
| 12 ربيع الأول                            | ذكرى المولد النبوي الشريف        | حسب التقويم الهجري   | يوم واحد |
| 10 ذو الحجة                              | عيد الأضحى المبارك               | حسب التقويم الهجري   | 5 ايام   |
| 1 شوال                                   | عيد الفطر المبارك                | حسب التقويم الهجري   | 4 ايام   |
| 1 محرم                                   | عيد رأس السنة الهجرية            | حسب التقويم الهجري   | يوم واحد |
| 25 ديسمبر                                | عيد الميلاد المجيد               | حسب التقويم الميلادي | يوم واحد |
| الأعياد الوطنية                          |                                  |                      |          |
| 1 مايو                                   | عيد العمال العالمي               | حسب التقويم الميلادي | يوم واحد |
| 25 مايو                                  | عيد استقلال المملكة              | حسب التقويم الميلادي | يوم واحد |
| أعياد دينية ووطنية يحتفل فيها بدون تعطيل |                                  |                      |          |
| 27 رجب                                   | ذكرى الإسراء والمعراج            | حسب التقويم الهجري   | دوام     |
| 30 يناير                                 | ذكرى ميلاد الملك عبد الله الثاني | حسب التقويم الميلادي | دوام     |
| 9 يونيو                                  | ذكرى جلوس الملك عبد الله الثاني  | حسب التقويم الميلادي | دوام     |
| 10 يونيو                                 | يوم الثورة العربية الكبرى        | حسب التقويم الميلادي | دوام     |
| 10 يونيو                                 | يوم الجيش                        | حسب التقويم الميلادي | دوام     |
| 14 نوفمبر                                | ذكرى ميلاد الملك الحسين بن طلال  | حسب التقويم الميلادي | دوام     |

| ملاحظات |
| في ضوء قرار لجنة توحيد الأعياد المسيحية، يعطل الموظفون المسيحيون في الأعياد التالية. - عيد الميلاد المجيد يومي 25 و26 من شهر ديسمبر. - عيد الفصح على الحساب الشرقي (يومان). - أحد الشعانين على الحساب الشرقي (يوم واحد). |

## قراءات إضافية
- حسين يوسف – دراسات في تاريخ الأردن وفلسطين - 1983 – دار الفكر- عمان
- كتاب تاريخ الأردن وعشائره، تأليف عويدي العبادي.
- الخطيب محمد - حضارة العرب في العصور القديمة- الطبعة الأولى- 2005 – دار طلاس دمشق.
- المدخل إلى تاريخ الأردن وحضارته الدكتور عبد المجيد الشناق.
- عمر الديراوي، الحرب العالمية الأولى عرض مصور (دار العلم للملايين، بيروت ط14، 1994م).
- سليمان موسى، الحركة العربية المرحلة الأولى للنهضة العربية الحديثة (1908-1942) (دار النهار، بيروت 1977).
- سليمان موسى، مذكرات الأمير زيد الحرب في الأردن (1917-1918) (مركز الكتب الأردني، عمان ط2، 1990م).
- أمبن سعيد، الثورة العربية، ج1.
- أكرم زعيتر، القضية الفلسطينية، (دار الجليل للنشر، عمان، ط3، 1986).
- كتاب مهنتي كملك، الحسين بن طلال.
- راجع كتاب في في ربوع الأردن جولات ومشاهدات، وكتاب الأردن في كتب الرحالة والجغرافيين المسلمين، لمؤلفهما أحمد عويدي العبادي.
- وراجع أيضاً Travels in Syria and the Holy Land: رحلاتي في سوريا والأرض المقدسة. للرحالة السويسري/الإنجليزي يوهان بوركهارت الذي أعاد اكتشاف البتراء بالصدفة عام 1812 ضمن حبّ الاستطلاع في الوصول إلى قبر هارون المطل عليها من جهة الجنوب. وما يُلاحظ أن في تلك الفترة ضاع ذكر البتراء لدى الأوروبيين حتى أعاد هذا الرحالة اكتشافها، لكن من جهة أخرى العرب يعرفونها ولم يضيعوا ذكرها في تلك الفترة.

## معرض صور

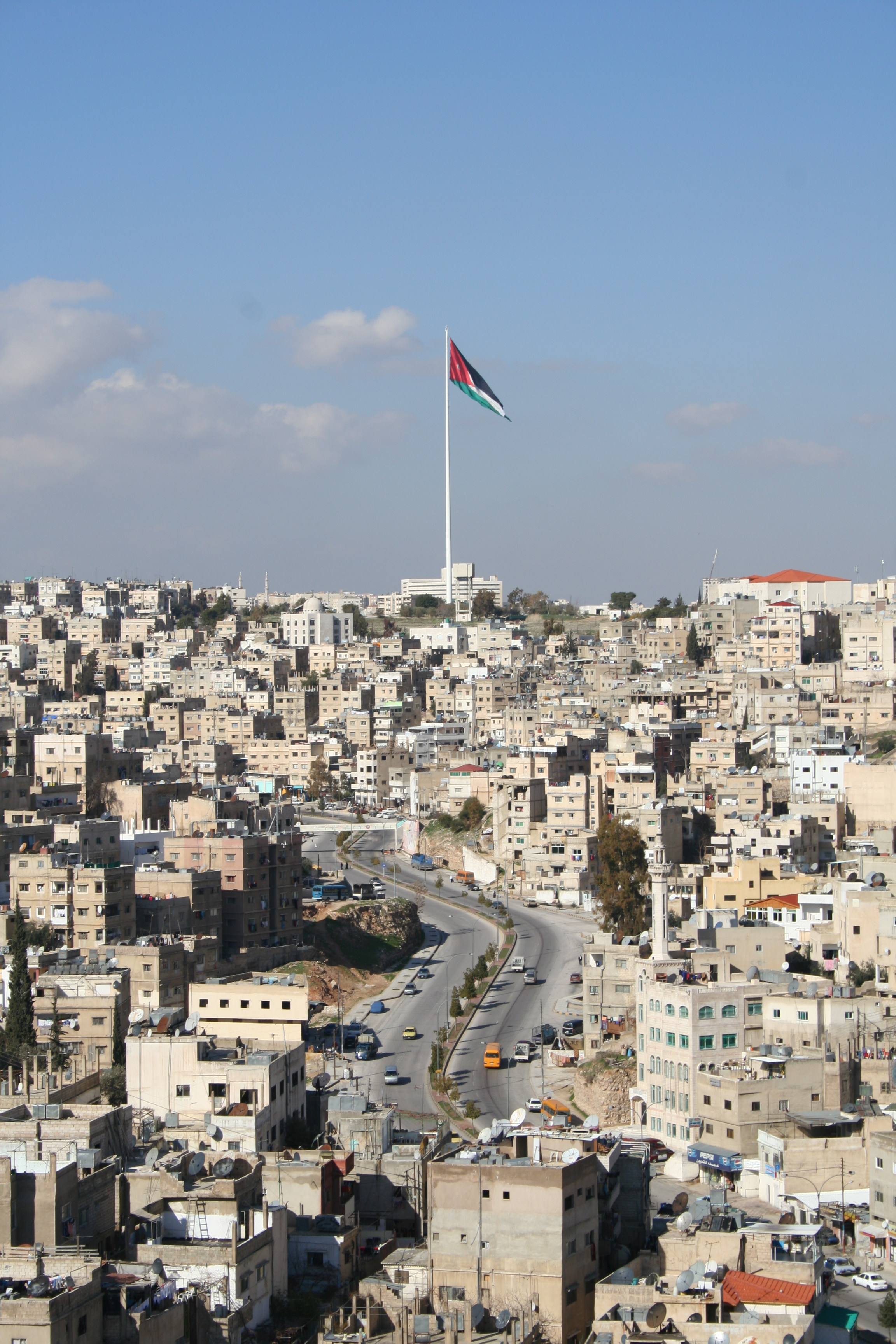
عمان الشرقية، من جبل القلعة أقدم جبال عمّان.
صور منوعة لإربد.
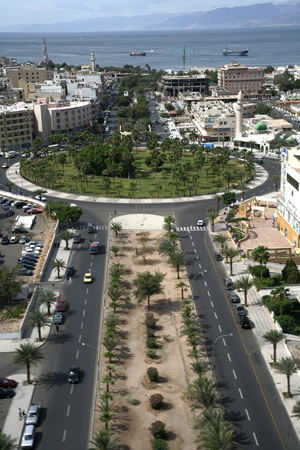
العقبة
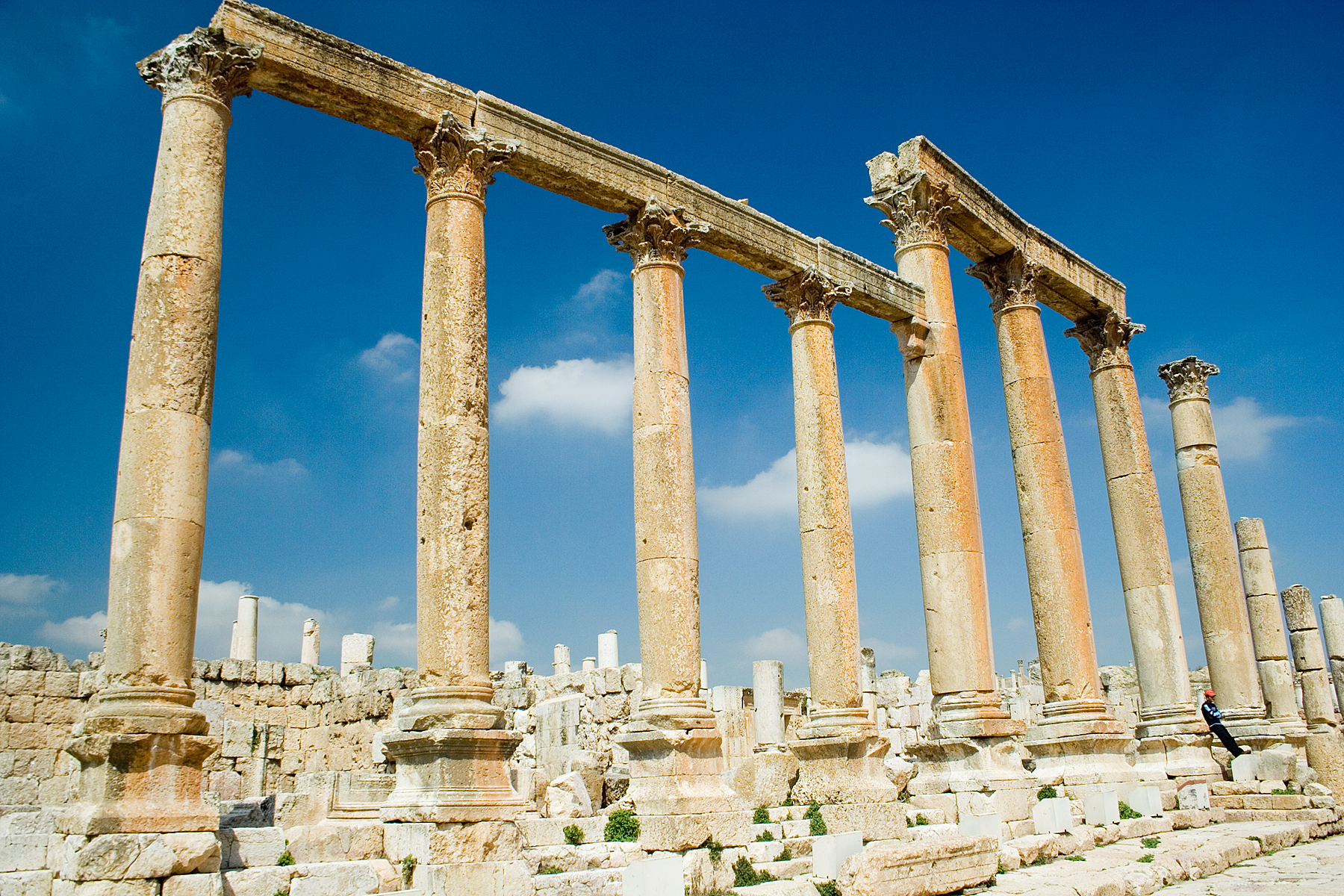
الأعمدة الرومانية تزين جرش.
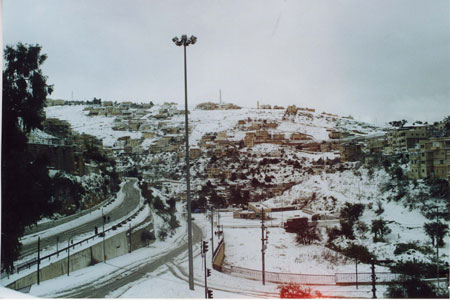
السلط، مغطاة بالثلوج.
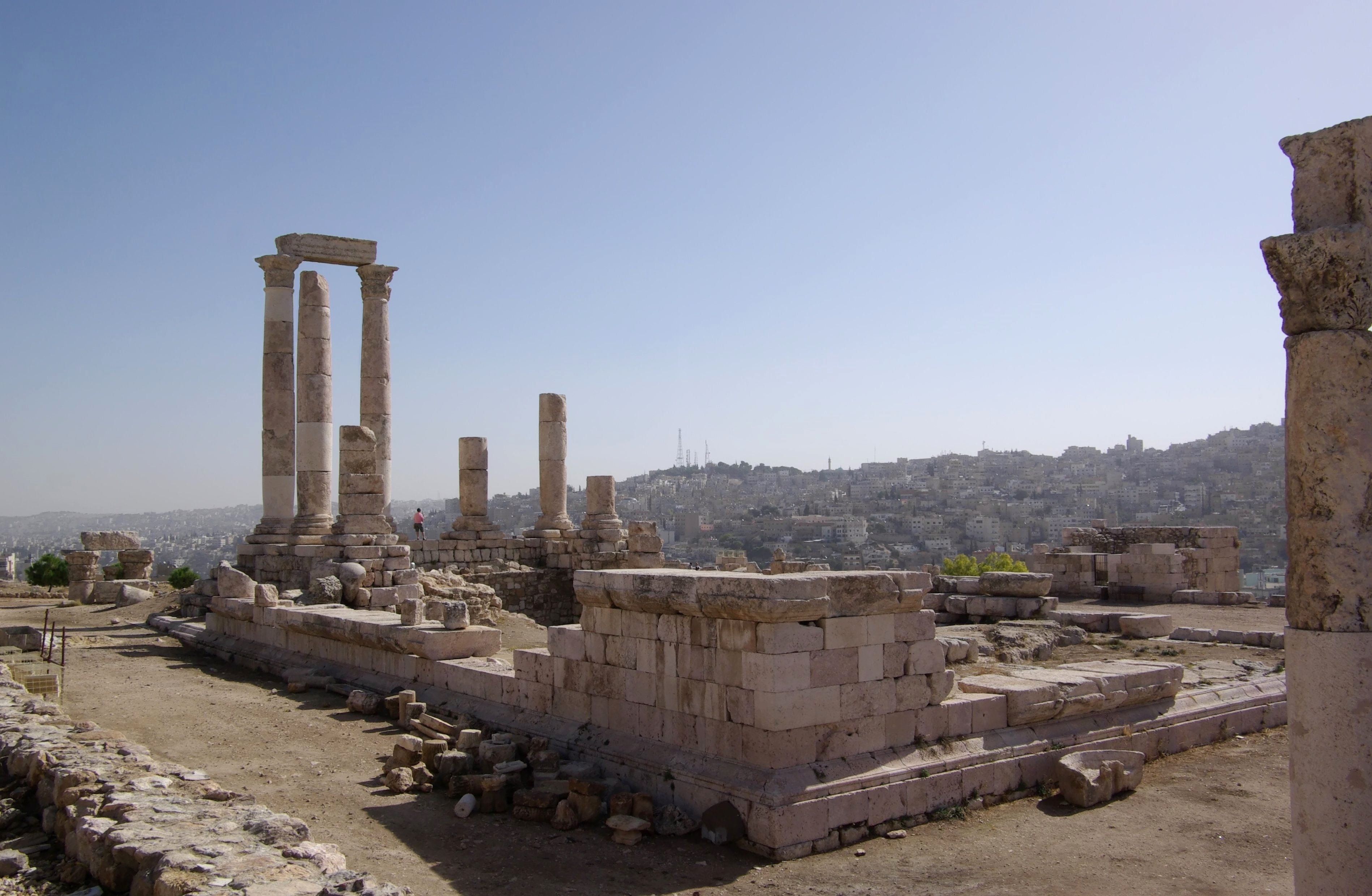
معبد هرقل، الروماني في عمّان القديمة.
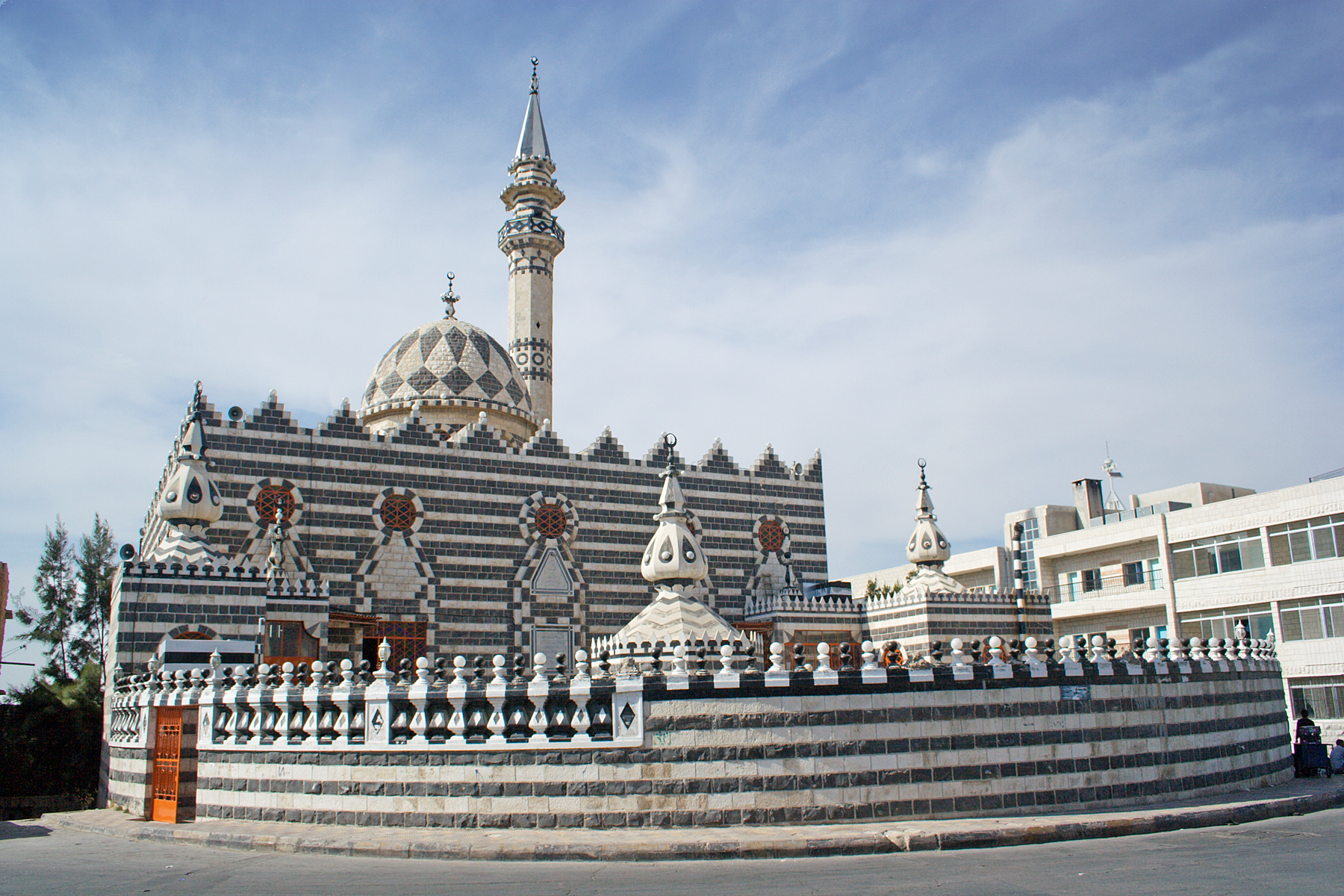
مسجد أبو درويش في عمّان.

## وصلات خارجية
- وزارة الخارجية الأردنية
- زر الأردن، هيئة تنشيط السياحة
- موقع الحكومة الأردنية الرسمي
- وزارة السياحة والآثار الأردنية
- وزارة التعليم العالي والبحث العلمي
- تاريخ الأردن على موقع موسوعة LOOKLEX
- الأردن، مكتبة الكونغرس